# Pamplona
Pamplona (cooficialmente en euskera: Iruña) es un municipio y ciudad española, capital de Navarra.
Pamplona está ubicada en el norte de la península ibérica, y en el centro de la cuenca de Pamplona. Se extiende a ambas orillas del río Arga y por ella discurren otros dos ríos, el Elorz (afluente del Arga) y el Sadar (afluente del Elorz). Cuenta con una población de 208 243 habitantes (INE 2024), repartida en una superficie de 25,1 km², según los datos del registro municipal. Su área metropolitana alcanza los 366.765 habitantes distribuidos en una superficie de 488,6 km².
Históricamente se afirma que la ciudad fue fundada en el 74 a. C. por el general romano Pompeyo como Pompaelo o Pompelo sobre un poblado preexistente, de supuesto origen vascón, quizá denominado Olcairun, quizá Bengoda, aunque ninguna fuente histórica clásica recoge este dato; Estrabón sí alude, sin precisar detalles, que la fundación de Pamplona fue obra de Pompeyo. La ciudad se convertiría desde entonces en una de las poblaciones más importantes del territorio de los vascones. Tras las invasiones de los pueblos germanos del siglo VI, el reino visigodo de Toledo se estableció brevemente en Pamplona, pero manteniendo continuas campañas contra los vascones. La posterior conquista musulmana de la península ibérica del siglo VIII logró la sumisión del territorio pamplonés, aunque no llegó a dominar por completo el territorio vascón.
Durante la primera mitad del siglo IX, la nobleza local, con la alianza de la familia Banu Qasi, consiguió la consolidación de un núcleo de poder independiente liderado por Íñigo Arista, que convirtió a la civitas de Pamplona en la capital del Reino de Pamplona, título que usa primeramente Sancho Garcés I; este mismo reino, a mediados del siglo XII, pasará a llamarse Reino de Navarra. En 1423 Carlos III de Navarra dictó el Privilegio de la Unión que unificó los tres burgos de Pamplona en una única ciudad. En 1512 fue ocupada por las tropas enviadas por Fernando el Católico, al mando del duque de Alba, aunque posteriormente fue recuperada en 1521 por los leales. Con la derrota definitiva de los navarros en Noáin, quedó anexionada a la Monarquía Hispánica junto con la parte peninsular del antiguo reino.
Su patrimonio histórico y monumental, así como diversas celebraciones que tienen lugar a lo largo del año, la convierten en una ciudad receptora de turismo nacional e internacional. Destacan los Sanfermines, de fama internacional, llenándose sus calles de miles de forasteros venidos de todas las partes del mundo. Los festejos comienzan con el lanzamiento del chupinazo (cohete) desde el balcón del ayuntamiento a las doce del mediodía del 6 de julio, y terminan a las doce de la noche del 14 de julio con el Pobre de mí, una canción de despedida. Su fama mundial es un fenómeno reciente, vinculado también a la difusión que les dio el escritor estadounidense Ernest Hemingway con sus novelas, especialmente Fiesta. Los encierros comienzan cada día durante las fiestas y en la cuesta de Santo Domingo, donde los mozos veneran y se encomiendan a una pequeña estatua de San Fermín colocada en una hornacina embutida en el muro.
Entre sus monumentos más representativos se encuentran la catedral de Santa María, las iglesias de San Saturnino, San Nicolás y San Lorenzo (donde se ubica la capilla de San Fermín), la Ciudadela o la Cámara de Comptos, todos ellos declarados Bien de Interés Cultural.
Es el centro financiero y comercial de Navarra, además de constituir también el centro administrativo de la comunidad donde tienen sede las instituciones forales y estatales. También es un importante núcleo de actividad industrial, especializada en las actividades de producción de materiales de construcción, metalurgia, papel y artes gráficas y transformados cárnicos. La empresa automovilística Volkswagen, ubicada en el polígono industrial de Landaben, es la factoría industrial que más puestos de trabajo genera, directos e indirectos, en la cuenca de Pamplona, con una plantilla aproximada de 5000 trabajadores en 2009.
También es la sede de la archidiócesis metropolitana de Pamplona y Tudela, cabecera de la provincia eclesiástica que incluye a las diócesis sufragáneas de Calahorra y La Calzada-Logroño, Jaca y San Sebastián. El arzobispo de Pamplona y Tudela es el metropolitano de la provincia.
La ciudad cuenta con tres centros universitarios: la Universidad de Navarra (desde 1952), el Centro Asociado de la Universidad Nacional de Educación a Distancia - UNED (desde 1973) y la más joven Universidad Pública de Navarra (desde 1987). La primera, fundada en 1952, es de titularidad privada y su propiedad y gestión corresponden al Opus Dei; en el curso 2022-23 contaba con 12 779 alumnos. La Pública, fundada en 1987, contaba con 9671 estudiantes en el curso 2022-23.
En el ámbito sanitario dispone del hospital Universitario de Navarra, formado por los hospitales públicos hospital de Navarra y hospital Virgen del Camino, de varios centros privados como la clínica San Miguel (IMQ), hospital San Juan de Dios o la clínica Universidad de Navarra, así como el centro de especialidades Príncipe de Viana y el ambulatorio Doctor San Martín que presta servicio de urgencias extrahospitalarias.

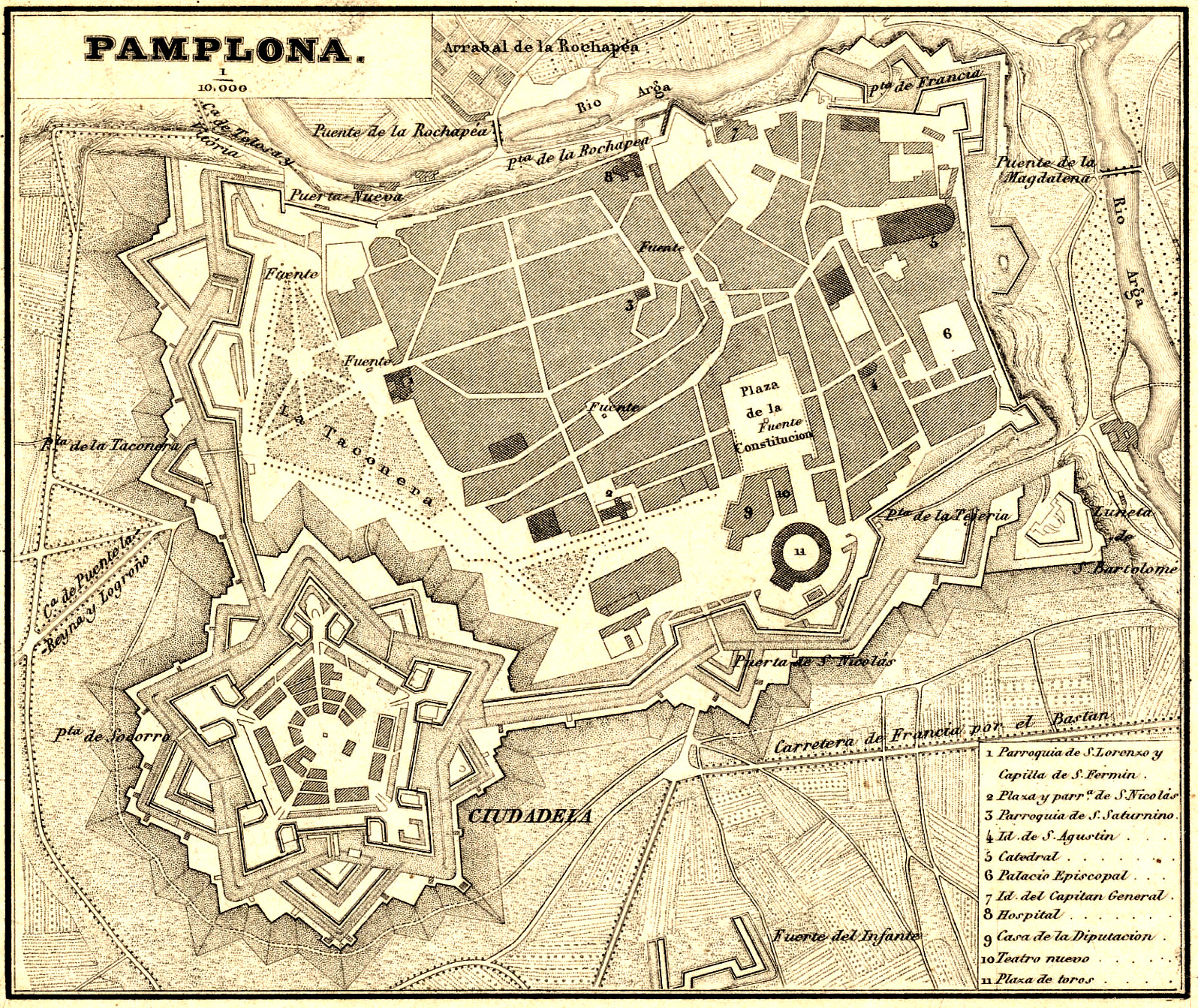
Plano de Pamplona en el Mapa de Navarra (1861) elaborado por Francisco Coello, auxiliado por Pascual Madoz, José de Nagusía y Maximiano Hijón

## Toponimia

### Pamplona
El topónimo Pamplona deriva de Pompelon, nombre latino difundido en tiempos de la Antigua Roma por autores clásicos como el geógrafo griego Estrabón (64 a. C.- 14), a quien se debe la referencia más antigua conocida de la ciudad. En su obra, Estrabón refería brevemente que Pompelon era la ciudad más importante del pueblo de los vascones, y Pompeios polis, es decir, la «ciudad de Pompeyo» en alusión al nombre del linaje del general romano Cneo Pompeyo Magno (106-48 a. C.), versión que es la más comúnmente aceptada acerca de su significado. En obras antiguas y medievales se han usado las grafías de Pampejopolis, Pampelo, Pampelona, Pampilona, Pampalona, Pampelone, Pampeluna, Pampelune, Pampilo, Pamplon, Pamplona, Pompelo o Pompilone. El gentilicio derivado es pamplonés o pamplonesa, y «pamplonica» es empleado coloquialmente.

### Iruña
El topónimo tradicional de Pamplona en euskera es Iruña el cual se documenta desde el siglo X y, en consecuencia, tiene reconocido el carácter de denominación oficial de Pamplona en esa lengua. No obstante, la Real Academia de la Lengua Vasca rechaza el topónimo tradicional y oficial de Iruña y prefiere en cambio la más reciente forma lingüística Iruñea.
Etimológicamente, las formas lingüísticas Iruña e Iruñea se relacionan con la raíz derivada del sustantivo uri, iri/hiri, idi o ili, que significan ciudad. Algunas de las grafías empleadas en los textos medievales y modernos para el topónimo en euskera de Pamplona son: Iruña, Erunga, Ironía, Irunga, Irunia, Irunna, Irunnia, Irunpa, Orunia, Urunia, Yronia, Yrunea, Yrunia, Yruynna o Irunia. Los gentilicios para la denominación euskérica son: iruñar, uruñar, iruindar, irunxeme o iruinxeme.

### La tradición historiográfica y numismática
En el siglo XVII, cronistas como el padre José Moret y Arnaud Oihenart señalaron, sin fundamento documental que lo avalara, que la denominación en euskera era la propia del asentamiento prerromano.
Otras hipótesis, basadas en estudios numismáticos, han identificado este asentamiento con el nombre de «Bengoda», el de «Olcairun», «un compuesto del céltico olca y del vascónico irun», o el de la ceca de «Bentian».

### Oficial
El uso de los topónimos en castellano y en euskera están reconocidos por el Decreto Foral 338/1990 de 20 de diciembre, «por el que se establecen las denominaciones oficiales de la Capital de la Comunidad Foral» en su artículo único:

Las denominaciones oficiales de la capital de la Comunidad Foral de Navarra son Pamplona e Iruña. Dichas denominaciones serán las legales a todos los efectos.

## Símbolos

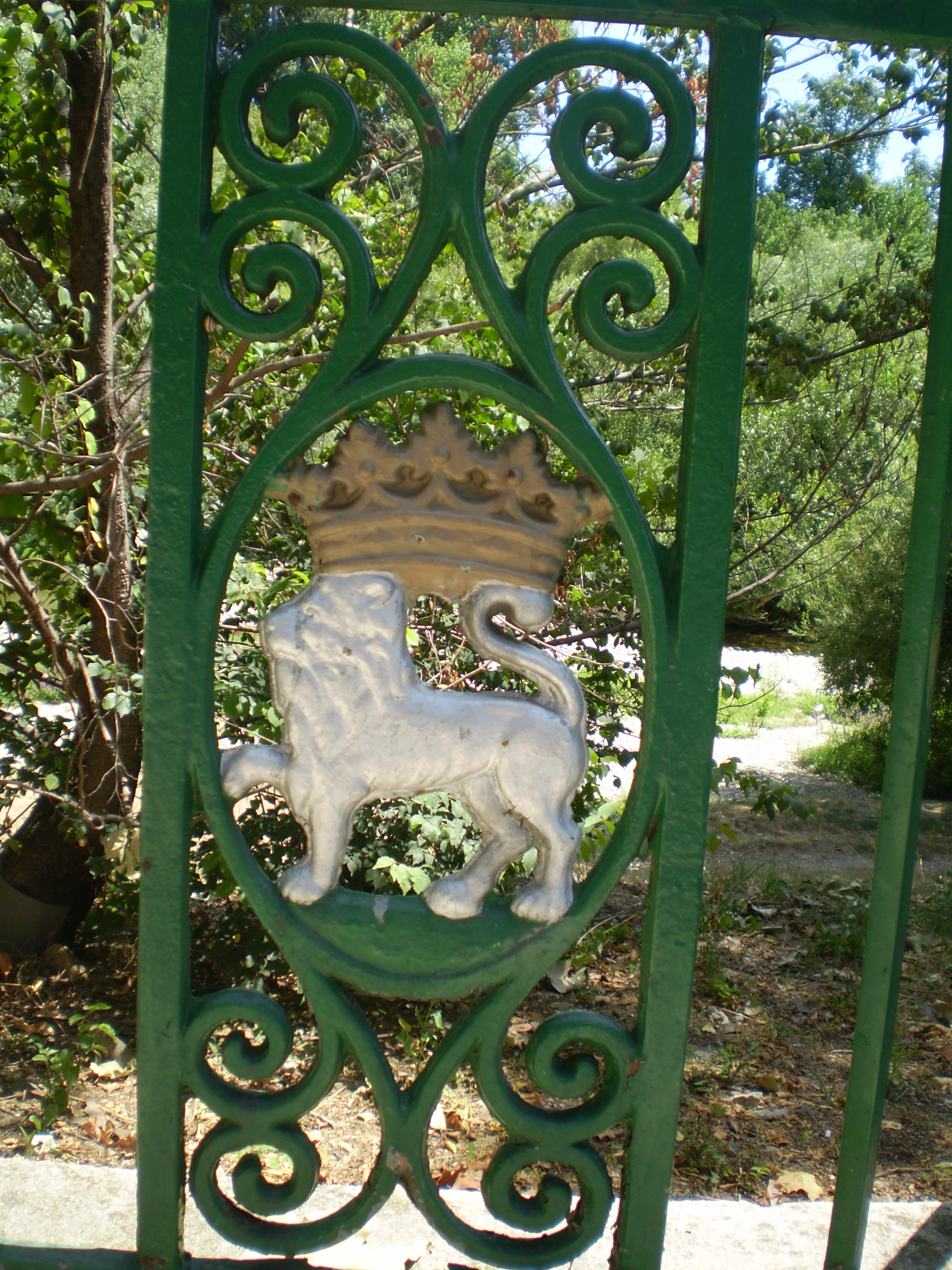
El emblema de la ciudad de Pamplona, un león de plata y una corona heráldica ducal, decoran un enrejado público muy común

La bandera y el escudo de armas de Pamplona son sus símbolos oficiales. La creación y definición de ambos remonta al Privilegio de la Unión, la Carta Fundacional de la ciudad otorgada por el rey Carlos III el Noble el 8 de septiembre de 1423 y que formalizó la unión de los tres núcleos poblacionales medievales.

### Bandera
La bandera de Pamplona es de color verde y tiene unas proporciones de 2 a 3, con el escudo municipal en el centro en sus colores. Fue declarada oficial por el ayuntamiento en 1930, tras ser empleada por primera vez en 1923, con motivo del quinto centenario del Privilegio de la Unión. Aunque en este documento se determinaba el uso del color azul para el pendón de la ciudad, los colores azul y blanco fueron los que se utilizaron hasta la adopción del verde, sin que todavía se haya podido documentar las razones de este cambio.

### Escudo de armas
El escudo de armas pamplonés ha conservado los elementos del blasón que fue otorgado a la ciudad en 1423, que se distingue por las figuras de un león en posición pasante y una corona, a los que se añadieron las cadenas, el entonces emblema del reino navarro y de su soberano. Su descripción heráldica es la siguiente:

En campo de azur, un león pasante de plata, lampasado y armado de gules, y surmontado por una corona real de oro. Bordura de Navarra, que es de gules, cargada con una cadena de oro.

La descripción oficial refiere también el uso de una corona ducal, y habitualmente se representa en la forma de un escudo de contorno apuntado. Este blasón es también compartido con la ciudad hermanada colombiana de Pamplona, mientras que el municipio vecino de Arbizu emplea una variante con el león en posición opuesta o «alterada».

### Lema
Actualmente la ciudad ostenta los títulos de Muy noble, muy leal y muy heroica concedidos por tres monarcas distintos:
- Muy noble, por Carlos III el Noble, figurando así ya con ocasión de la promulgación del llamado Privilegio de la Unión, del 8 de septiembre de 1423.
- Muy leal, por Catalina I de Navarra y Juan III de Albret, cuya primera referencia se data el 25 de septiembre de 1486, donde se la menciona como «noble y leal» con ocasión de concederle el llamado «Privilegio del mero y mixto imperio», es decir, la jurisdicción civil y penal. En las Nuevas Capitulaciones otorgadas por Fernando el Católico el 12 de junio de 1513 recoge igualmente este tratamiento de «noble y leal» que es recogido en el llamado Códice del Privilegio de la Unión, de 1533, elaborado por Fernando de Ilarregui como «Muy Noble y Muy Leal Ciudad de Pamplona».
- Muy heroica, por Fernando VII, mediante Real Cédula del 18 de agosto de 1824, «en premio a su fidelidad, constancia y sacrificios tras el bloqueo militar» sufrido el año anterior por el ejército francés. La mención incluía ya completa la triple titulación: Muy Noble, Muy Leal y Muy Heroica Ciudad de Pamplona.[31][32]

## Geografía

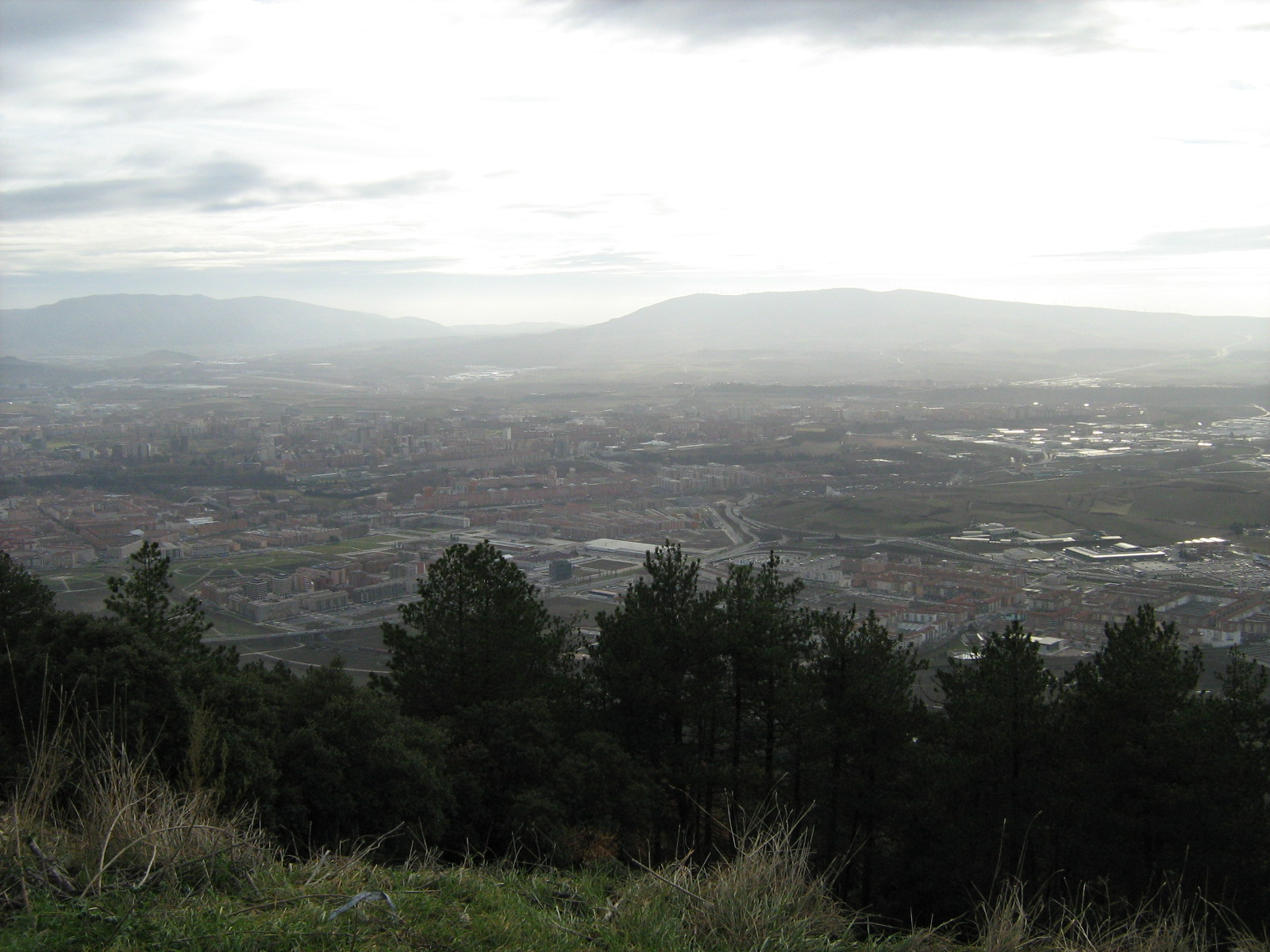
Vista de Pamplona desde el monte Ezcaba o San Cristóbal

El término municipal de Pamplona se sitúa en el norte de España, en el área centro de Navarra y del entorno geográfico de la Cuenca de Pamplona, denominación tradicional de la comarca en forma de vasto circo rodeado de elevaciones que se abre hacia el sur y el alto valle del río Ebro, hacia donde fluye también la red hídrica que la ha conformado. El municipio se extiende sobre una superficie de 25,14 km² y limita al norte con: Berrioplano, Berriozar, Ansoáin y Ezcabarte; al este con: Villava, Burlada, Valle de Egüés y Aranguren; al sur con: la Cendea de Galar, la Cendea de Cizur y Zizur Mayor; y al oeste con Barañáin, la Cendea de Olza y Orcoyen.
| Noroeste: Berrioplano                     | Norte: Berriozar y Ansoáin | Nordeste: Ezcabarte y Villava  |
| Oeste: Barañáin, Cendea de Olza y Orcoyen |                            | Este: Burlada y Valle de Egüés |
| Suroeste: Cendea de Cizur y Zizur Mayor   | Sur: Cendea de Galar       | Sureste: Aranguren             |

### Clima
De acuerdo con la clasificación climática de Köppen el clima de Pamplona es de transición entre el clima mediterráneo (Csa), el clima oceánico mediterráneo (Csb), el clima subtropical húmedo (Cfa) y el clima oceánico (Cfb). Durante el periodo 1991-2020, la estación de referencia del aeropuerto de Pamplona de la Agencia Estatal de Meteorología (AEMET) registró unos valores medios anuales de temperatura de 13,2 °C y una precipitación media de 701 mm. En ese mismo período, el número medio anual de días despejados fue 59, el número de días medios anuales de helada fue 39, mientras que el número de horas de sol fue de 2240.
| Parámetros climáticos promedio de observatorio de Pamplona ( 450 m s. n. m. ) (periodo de referencia: 1991-2020, extremos: 1953-presente) | Parámetros climáticos promedio de observatorio de Pamplona ( 450 m s. n. m. ) (periodo de referencia: 1991-2020, extremos: 1953-presente) | Parámetros climáticos promedio de observatorio de Pamplona ( 450 m s. n. m. ) (periodo de referencia: 1991-2020, extremos: 1953-presente) | Parámetros climáticos promedio de observatorio de Pamplona ( 450 m s. n. m. ) (periodo de referencia: 1991-2020, extremos: 1953-presente) | Parámetros climáticos promedio de observatorio de Pamplona ( 450 m s. n. m. ) (periodo de referencia: 1991-2020, extremos: 1953-presente) | Parámetros climáticos promedio de observatorio de Pamplona ( 450 m s. n. m. ) (periodo de referencia: 1991-2020, extremos: 1953-presente) | Parámetros climáticos promedio de observatorio de Pamplona ( 450 m s. n. m. ) (periodo de referencia: 1991-2020, extremos: 1953-presente) | Parámetros climáticos promedio de observatorio de Pamplona ( 450 m s. n. m. ) (periodo de referencia: 1991-2020, extremos: 1953-presente) | Parámetros climáticos promedio de observatorio de Pamplona ( 450 m s. n. m. ) (periodo de referencia: 1991-2020, extremos: 1953-presente) | Parámetros climáticos promedio de observatorio de Pamplona ( 450 m s. n. m. ) (periodo de referencia: 1991-2020, extremos: 1953-presente) | Parámetros climáticos promedio de observatorio de Pamplona ( 450 m s. n. m. ) (periodo de referencia: 1991-2020, extremos: 1953-presente) | Parámetros climáticos promedio de observatorio de Pamplona ( 450 m s. n. m. ) (periodo de referencia: 1991-2020, extremos: 1953-presente) | Parámetros climáticos promedio de observatorio de Pamplona ( 450 m s. n. m. ) (periodo de referencia: 1991-2020, extremos: 1953-presente) | Parámetros climáticos promedio de observatorio de Pamplona ( 450 m s. n. m. ) (periodo de referencia: 1991-2020, extremos: 1953-presente) |
| Mes | Ene. | Feb. | Mar. | Abr. | May. | Jun. | Jul. | Ago. | Sep. | Oct. | Nov. | Dic. | Anual |
| --- | --- | --- | --- | --- | --- | --- | --- | --- | --- | --- | --- | --- | --- |
| Temp. máx. abs. (°C) | 20.0 | 23.6 | 30.0 | 29.6 | 35.0 | 39.8 | 40.2 | 40.6 | 38.8 | 31.4 | 27.0 | 20.0 | 40.6 |
| Temp. máx. media (°C) | 9.2 | 10.8 | 14.5 | 16.7 | 20.6 | 25.1 | 27.7 | 28.3 | 24.0 | 18.8 | 12.7 | 9.6 | 18.1 |
| Temp. media (°C) | 5.8 | 6.6 | 9.6 | 11.7 | 15.1 | 19.2 | 21.5 | 22.0 | 18.4 | 14.2 | 9.2 | 6.3 | 13.3 |
| Temp. mín. media (°C) | 2.4 | 2.5 | 4.7 | 6.6 | 9.6 | 13.2 | 15.3 | 15.6 | 12.7 | 9.7 | 5.6 | 2.9 | 8.4 |
| Temp. mín. abs. (°C) | -12.4 | -15.2 | -9.0 | -2.2 | -0.2 | 3.8 | 7.0 | 4.8 | 3.4 | -1.0 | -6.6 | -14.2 | -15.2 |
| Precipitación total (mm) | 89 | 71 | 74 | 79 | 67 | 56 | 34 | 31 | 53 | 73 | 101 | 84 | 822 |
| Días de precipitaciones (≥ 1 mm) | 10.0 | 9.0 | 9.0 | 9.8 | 9.3 | 6.2 | 4.1 | 4.3 | 6.3 | 8.9 | 10.9 | 10.7 | 98.2 |
| Días de nevadas (≥ 0.01 mm) | 1.5 | 2.2 | 1.2 | 0.2 | 0.0 | 0.0 | 0.0 | 0.0 | 0.0 | 0.0 | 0.3 | 1.2 | 6.7 |
| Fuente: Agencia Estatal de Meteorología                                                                                                   | | | | | | | | | | | | | |

| Parámetros climáticos promedio de Observatorio del Aeropuerto de Pamplona (municipio de Galar) ( 459 m s. n. m. ) (Periodo de referencia: 1991-2020, extremas: 1975-presente) | Parámetros climáticos promedio de Observatorio del Aeropuerto de Pamplona (municipio de Galar) ( 459 m s. n. m. ) (Periodo de referencia: 1991-2020, extremas: 1975-presente) | Parámetros climáticos promedio de Observatorio del Aeropuerto de Pamplona (municipio de Galar) ( 459 m s. n. m. ) (Periodo de referencia: 1991-2020, extremas: 1975-presente) | Parámetros climáticos promedio de Observatorio del Aeropuerto de Pamplona (municipio de Galar) ( 459 m s. n. m. ) (Periodo de referencia: 1991-2020, extremas: 1975-presente) | Parámetros climáticos promedio de Observatorio del Aeropuerto de Pamplona (municipio de Galar) ( 459 m s. n. m. ) (Periodo de referencia: 1991-2020, extremas: 1975-presente) | Parámetros climáticos promedio de Observatorio del Aeropuerto de Pamplona (municipio de Galar) ( 459 m s. n. m. ) (Periodo de referencia: 1991-2020, extremas: 1975-presente) | Parámetros climáticos promedio de Observatorio del Aeropuerto de Pamplona (municipio de Galar) ( 459 m s. n. m. ) (Periodo de referencia: 1991-2020, extremas: 1975-presente) | Parámetros climáticos promedio de Observatorio del Aeropuerto de Pamplona (municipio de Galar) ( 459 m s. n. m. ) (Periodo de referencia: 1991-2020, extremas: 1975-presente) | Parámetros climáticos promedio de Observatorio del Aeropuerto de Pamplona (municipio de Galar) ( 459 m s. n. m. ) (Periodo de referencia: 1991-2020, extremas: 1975-presente) | Parámetros climáticos promedio de Observatorio del Aeropuerto de Pamplona (municipio de Galar) ( 459 m s. n. m. ) (Periodo de referencia: 1991-2020, extremas: 1975-presente) | Parámetros climáticos promedio de Observatorio del Aeropuerto de Pamplona (municipio de Galar) ( 459 m s. n. m. ) (Periodo de referencia: 1991-2020, extremas: 1975-presente) | Parámetros climáticos promedio de Observatorio del Aeropuerto de Pamplona (municipio de Galar) ( 459 m s. n. m. ) (Periodo de referencia: 1991-2020, extremas: 1975-presente) | Parámetros climáticos promedio de Observatorio del Aeropuerto de Pamplona (municipio de Galar) ( 459 m s. n. m. ) (Periodo de referencia: 1991-2020, extremas: 1975-presente) | Parámetros climáticos promedio de Observatorio del Aeropuerto de Pamplona (municipio de Galar) ( 459 m s. n. m. ) (Periodo de referencia: 1991-2020, extremas: 1975-presente) |
| Mes | Ene. | Feb. | Mar. | Abr. | May. | Jun. | Jul. | Ago. | Sep. | Oct. | Nov. | Dic. | Anual |
| --- | --- | --- | --- | --- | --- | --- | --- | --- | --- | --- | --- | --- | --- |
| Temp. máx. abs. (°C) | 19.5 | 22.6 | 26.7 | 29.9 | 35.8 | 41.3 | 42.3 | 42.0 | 38.0 | 32.5 | 24.6 | 19.2 | 42.3 |
| Temp. máx. media (°C) | 9.5 | 11.2 | 15.0 | 17.3 | 21.4 | 25.8 | 28.6 | 29.2 | 24.8 | 19.5 | 13.3 | 10.0 | 18.8 |
| Temp. media (°C) | 5.6 | 6.4 | 9.5 | 11.5 | 15.1 | 19.1 | 21.6 | 22.1 | 18.5 | 14.3 | 9.1 | 6.1 | 13.2 |
| Temp. mín. media (°C) | 1.7 | 1.5 | 3.9 | 5.7 | 8.8 | 12.3 | 14.6 | 14.9 | 12.1 | 9.0 | 5.0 | 2.2 | 7.6 |
| Temp. mín. abs. (°C) | -16.2 | -11.6 | -10.0 | -3.7 | -1.2 | 2.6 | 5.4 | 3.8 | 1.8 | -2.0 | -7.4 | -11.6 | -16.2 |
| Precipitación total (mm) | 72 | 56 | 63 | 71 | 59 | 54 | 31 | 32 | 46 | 64 | 84 | 69 | 702 |
| Días de precipitaciones (≥ 1 mm) | 9.1 | 8.1 | 8.5 | 9.4 | 8.5 | 6.0 | 4.2 | 4.4 | 5.8 | 8.5 | 10.6 | 9.6 | 92.9 |
| Días de nevadas (≥ 0.01 mm) | 1.9 | 3.1 | 1.7 | 0.5 | 0.0 | 0.0 | 0.0 | 0.0 | 0.0 | 0.0 | 0.7 | 1.5 | 9.8 |
| Horas de sol | 96 | 127 | 183 | 192 | 226 | 258 | 301 | 288 | 225 | 167 | 105 | 90 | 2265 |
| Humedad relativa (%) | 78 | 72 | 66 | 65 | 62 | 59 | 57 | 56 | 62 | 69 | 76 | 80 | 67 |
| Fuente: Agencia Estatal de Meteorología | | | | | | | | | | | | | |

En el observatorio de Pamplona-Aeropuerto, los valores extremos de temperatura fueron registrados el 8 de julio de 1982 (+41,2 °C) y el 12 de enero de 1985 (-16,2 °C). La máxima precipitación en un día registrada alcanzó los 107,4 l/m² el 9 de octubre de 1979.
En general, el clima de Pamplona es relativamente agradable, pero al estar en una zona de transición tiene características algo más peculiares y es más inestable y voluble. Se dan algunas jornadas muy calurosas durante el verano que pueden llegar a superar en ciertas ocasiones los 39 °C. Durante el invierno, hay jornadas muy frías, en las que alguna vez, se han llegado a alcanzar, incluso, valores negativos de hasta -15 °C en algunas partes de la capital. Las precipitaciones son regulares, aunque los valores más significativos se registran entre los meses de octubre, noviembre y diciembre, siendo este último, normalmente, el más lluvioso. Las lluvias son relativamente escasas durante el verano, especialmente a mediados de julio y sobre todo durante el mes de agosto. Los días en los que aparecen las precipitaciones, suelen ser en forma de tormentas eléctricas y chubascos que pueden alcanzar intensidades fuertes e incluso muy fuertes en algunas ocasiones e ir acompañados de granizo. Si nos vamos acercando a los meses de invierno, los días de nieve y heladas se concentran entre finales de noviembre y marzo, aunque en alguna ocasión se han registrado nevadas en pleno mes de mayo. El cierzo, viento norte, y el bochorno, viento sur, son los vientos propios de la zona. Aunque predominan las jornadas de vientos débiles y en calma, hay días en los que se pueden alcanzar rachas significativas.

### Relieve

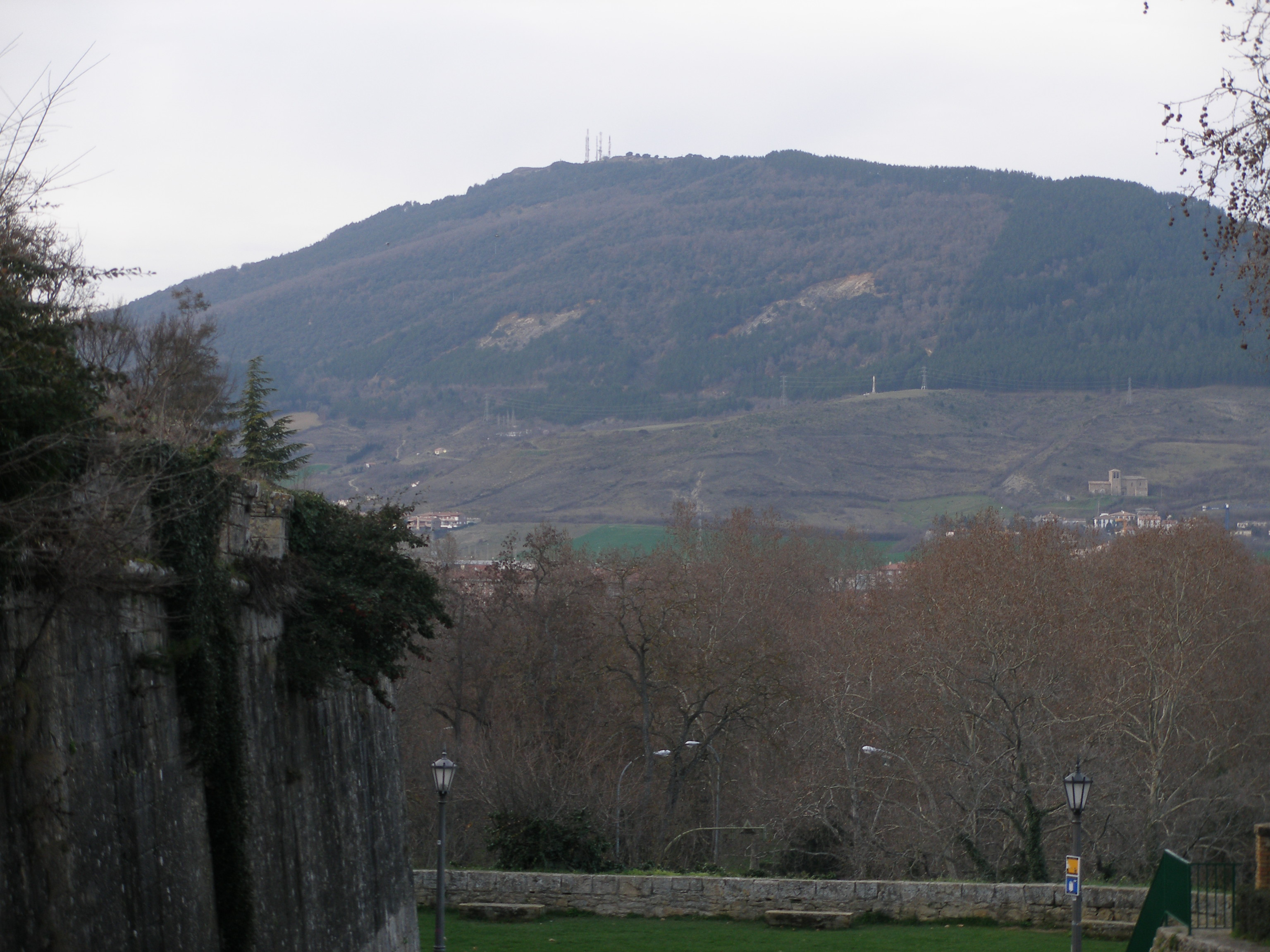
El Monte Ezcaba o San Cristóbal, elevación de 895

El entorno geofísico de la ciudad es el de la amplia Cuenca de Pamplona, modelada por la erosión y rodeada por un cinturón montañoso donde se abren valles espaciosos de suave ondulación, como los de Aranguren, Juslapeña o Valle de Egüés. Entre la serie de elevaciones próximas a la ciudad se encuentran el monte San Cristóbal o Ezcaba ( 895 m s. n. m. ), el Mendurro ( 935 m s. n. m. ), el Sollaundi ( 854 m s. n. m. ), y el Larragueta ( 662 m s. n. m. ). El régimen fluvial de sedimentación ha dado lugar a un sistema de terrazas y suaves pendientes o glacis en el curso medio de los ríos de la cuenca y es precisamente, sobre una terraza del río Arga de origen cuaternario formada por conglomerados, donde se asienta la ciudad. El suelo es de tipo alóctono, donde los cantos rodados que denotan el origen fluvial son principalmente de areniscas, calizas, cuarcitas y ofitas. Estos sedimentos se acumulan sobre margas biarritzienses o tafa, formadas en el Eoceno Medio de la Era Terciaria.

### Hidrografía

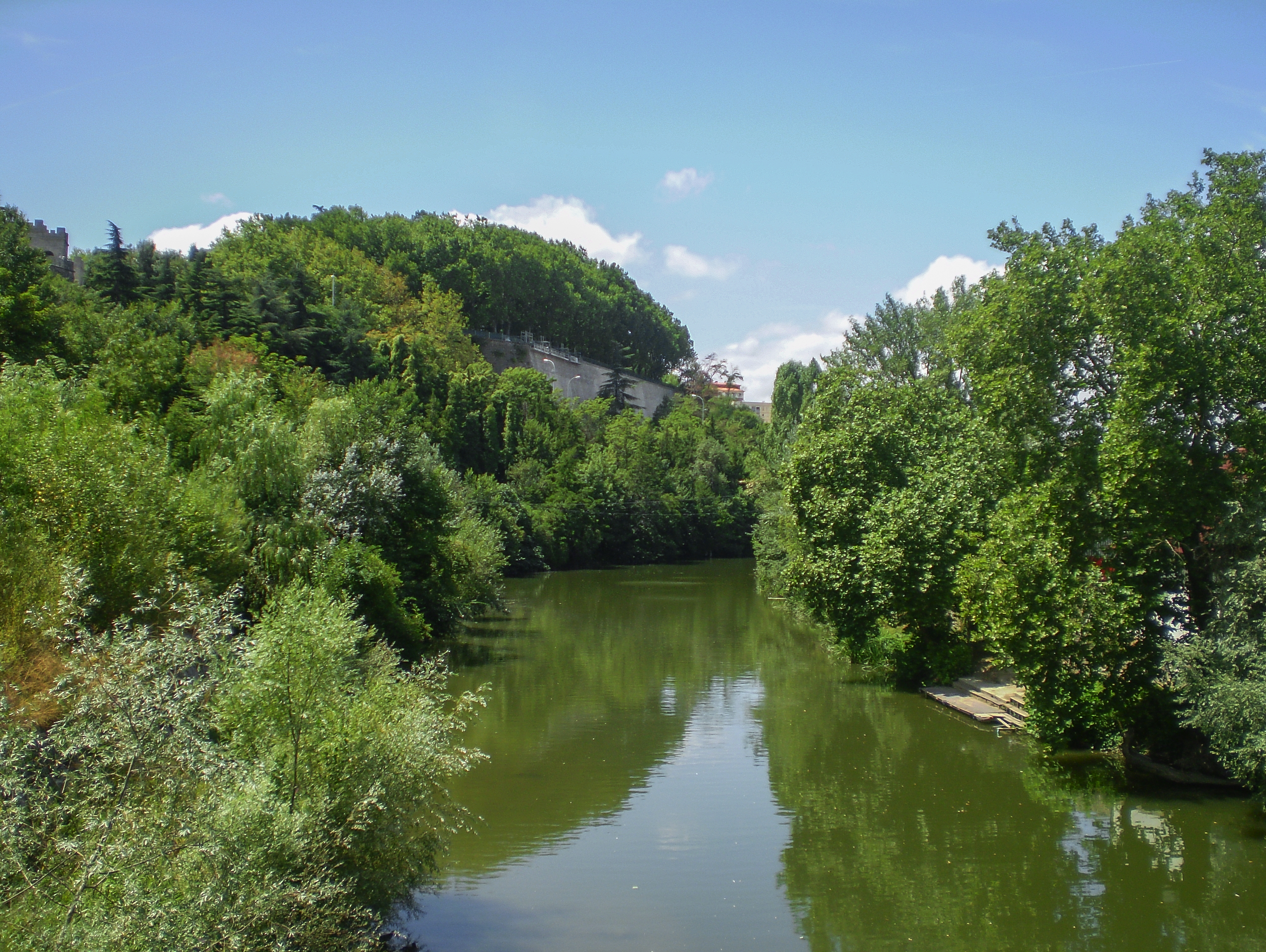
El río Arga a su paso por Pamplona

La red hidrográfica en la que se sitúa Pamplona está constituida por un río principal, el Arga, cuya cuenca delimita la transición hidrológica entre los Pirineos y la Cordillera Cantábrica. Su caudal, de tipo pluvial oceánico o atlántico, sufre variaciones estacionales con altos caudales en marzo y abril, consecuencia de la fusión de las nieves. En los barrios de la Rochapea y la Chantrea, el río forma pequeños meandros a su paso, y cuya ribera ha sido tradicionalmente aprovechada para los cultivos hortícolas. Por el término municipal de Pamplona, también discurren los ríos Elorz y Sadar. La ciudad dispone de un sistema de riego por regatas, regueras o acequias pequeñas, por donde se conduce el agua a los huertos y jardines, como las llamadas «Santa Lucía», «San Macario», «Lezcairu», «Garitón de Ripalda» o la de «Viveros Municipales».

### Flora
Biogeográficamente la ciudad se encuentra en el distrito Navarro-Alavés de la provincia Atlántico europea, en la Región Eurosiberiana. Respecto al bioclima toda su comarca pertenece al piso bioclimático subtemplado inferior de ombroclima húmedo donde la vegetación potencial corresponde al robledal de Quercus pubescens, sobre todo en forma de series de transición entre el hayedo y el robledal de Quercus pyrenaica. Sin embargo, el paisaje ha sufrido grandes alteraciones debido a la acción humana (antropismo). En los llanos y depresiones existen zonas para el cultivo de huerta e intensivo, rodeadas de pastos y matorrales y ejemplos puntuales de Ulmus minor correspondientes a la vegetación original. Las zonas agrícolas del municipio incluyen 611 hectáreas dedicadas a la labor intensiva, 124 a huerta y cultivos herbáceos de regadíos, y extensiones más pequeñas a prados, frondosas, quejigos, pastizal y coníferas.
Pamplona contaba en 2009 con 144 000 árboles, de los cuales 26 000 están en parques y jardines, 25 500 en las zonas urbanas y más de 92 000 repartidos por el término municipal. En total, su ayuntamiento administra 479,56 hectáreas de zona verde. Según el consistorio pamplonés, en 2024 el número de árboles se cifraba en 120.000.
Las especies de árboles ornamentales más numerosas son: el plátano de sombra; los arces platanoides, negundo, campestre, real y pseudoplátano; los fresnos excelsior y angustifolia; el castaño de Indias; el almez; el chopo; el ciprés; los álamos blanco, negro y temblón; el olmo y el olmo del Cáucaso; el ginkgo biloba japonés; el tulípero; los cedros del Atlas y del Líbano; el sauce llorón; el abeto y el falso abeto; y el tilo plateado.

### Fauna

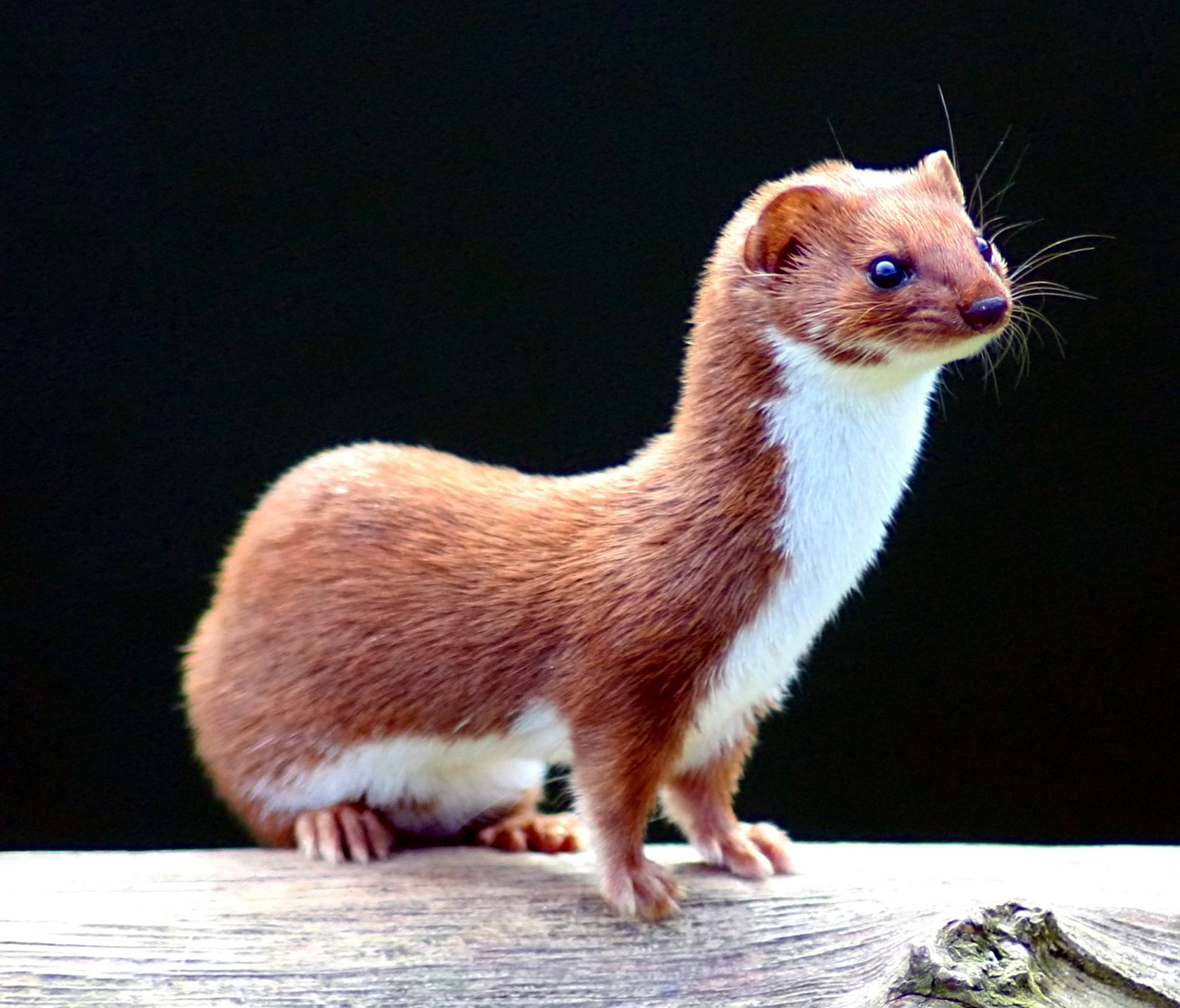
Comadreja común (Mustela nivalis)

Su situación geográfica es favorable para los mamíferos al estar rodeada de montañas y contar con un río que la atraviesa. En las zonas no urbanas del municipio se puede encontrar una gran variedad de mamíferos como comadrejas, garduñas, jinetas, visones europeos, nutrias, tejones, zorros, e incluso se han detectado jabalíes en el propio centro urbano. Por la noche, los animales del monte bajan a la ciudad buscando la orilla del río. En cuanto a las aves, hay censadas 94 especies distintas que habitan en parques y edificios de la ciudad. Las más frecuentes son el mirlo, la urraca, el estornino negro, el gorrión común, la lavandera y la paloma bravía.

### Medio ambiente
Una de las causas de la contaminación atmosférica en la ciudad es el tráfico rodado. La dispersión de contaminantes es, en general, buena, pero como sea que la velocidad del viento es normalmente baja reduce la dispersión horizontal de los mismos, tendiendo los contaminantes generados a acumularse en el núcleo urbano. La contaminación se encuentra por debajo de los niveles recomendados por las últimas directivas de la Unión Europea y de la Organización Mundial de la Salud y los niveles de contaminación han ido disminuyendo entre 1990 y 1999.
Agenda 21
El programa Agenda 21 está concebido para mejorar el medio ambiente y el desarrollo sostenible en las ciudades. El ayuntamiento de la ciudad asumió la realización de una Agenda 21 propia.
Indicadores de sostenibilidad

Climograma de Pamplona. Datos del observatorio del aeropuerto

Los 21 indicadores de sostenibilidad están clasificados en cuatro categorías: social, económica, ambiental e institucional, y 12 áreas temáticas. En la categoría medioambiental figuran los siguientes indicadores:
- Usos del territorio. Movilidad y transporte. Recursos naturales. Residuos. Contaminación atmosférica. Sostenibilidad global. Educación ambiental.[51]

## Historia
Las condiciones de su cuenca han favorecido el asentamiento humano desde el inicio de los tiempos. Los hallazgos de industria lítica (herramientas de piedra) que se han realizado en las terrazas del río Arga dan testimonio de la ocupación humana de estas tierras hace 75 000 años. Durante la excavación en los años 2001-2003 de la plaza del Castillo se encontró un menhir que no se ha logrado datar.
Sobre el primer milenio a. C. en la actual ciudad de Pamplona se alzaba un poblado de vascones que a decir de algunos ya recibía el nombre de Iruña. También se ha considerado y es más probable, que la denominación Bengoda es vascona y que correspondió a la actual Pamplona, capital del territorio vascón. Este territorio acuñó moneda propia, en cuyo reverso aparecía la leyenda Bascunes o Barscunes y en el anverso, aunque no siempre, la de Bengoda que según el historiador y numismático Antonio Beltrán Martínez correspondía a la ceca y capital de los vascones. Cronológicamente podrían corresponder a la segunda mitad del siglo II a. C. o al I a. C.
La fundación de Pompaelo

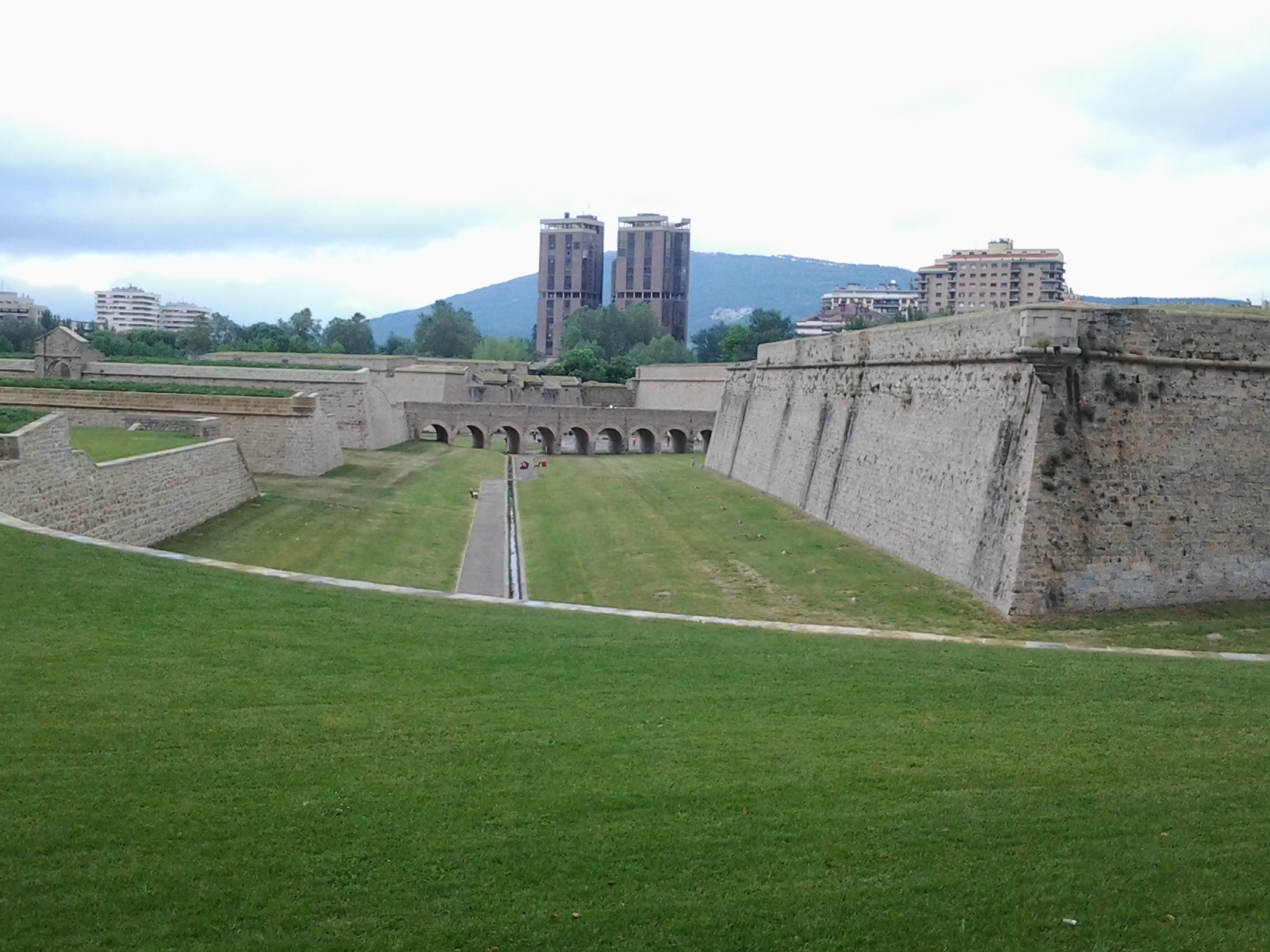
Vista parcial de la Ciudadela

Bajo el dominio de la República romana, el año 75 a. C. el general Cneo Pompeyo Magno convirtió el poblado de Bengoda en la civitas de Pompaelo. Esta pequeña ciudad, construida por los legionarios romanos, se edificó según el modelo urbanístico romano y jugó una función de enlace estratégico entre la península y Europa.
Las características del terreno donde se situaba Bengoda eran favorables para el establecimiento de una población de mayor rango. Ubicada a una cierta altura y rodeada por el río Arga, permitía una fácil defensa con la única obligación de construir un tramo de murallas en uno de sus flancos. Las fértiles tierras que rodeaban a Pompaelo permitían obtener una serie de apreciados recursos y su situación en el paso entre la península y el resto del continente la convertían en un enclave estratégico.
La distribución urbana de la civitas era la típica romana, con el foro en la mitad del entramado urbano. Tenía termas y otros servicios que fueron destruidos a pesar de la movilización ciudadana.
Pompaelo llegó a convertirse en la ciudad principal de los vascones tal y como menciona Estrabón: 

...después, por encima de la Lacetania, en dirección al Norte, está la nación de los vascones, que tiene por ciudad principal a Pompelon.

Las relaciones entre los vascones y los romanos fueron buenas, llegando a existir una relación clientelar entre Pompeyo y algún jefe vascón como asegura el hecho de que nueve personas de la ciudad vascona de Segia recibieran la ciudadanía romana de manos de Cneo Pompeyo Estrabón, padre de Pompeyo Magno, el año 90 a. C., en recompensa por su ayuda en la toma de Ausculum (en el Piceno) durante la guerra de Italia, llamada también guerra mársica.

### Edad Media

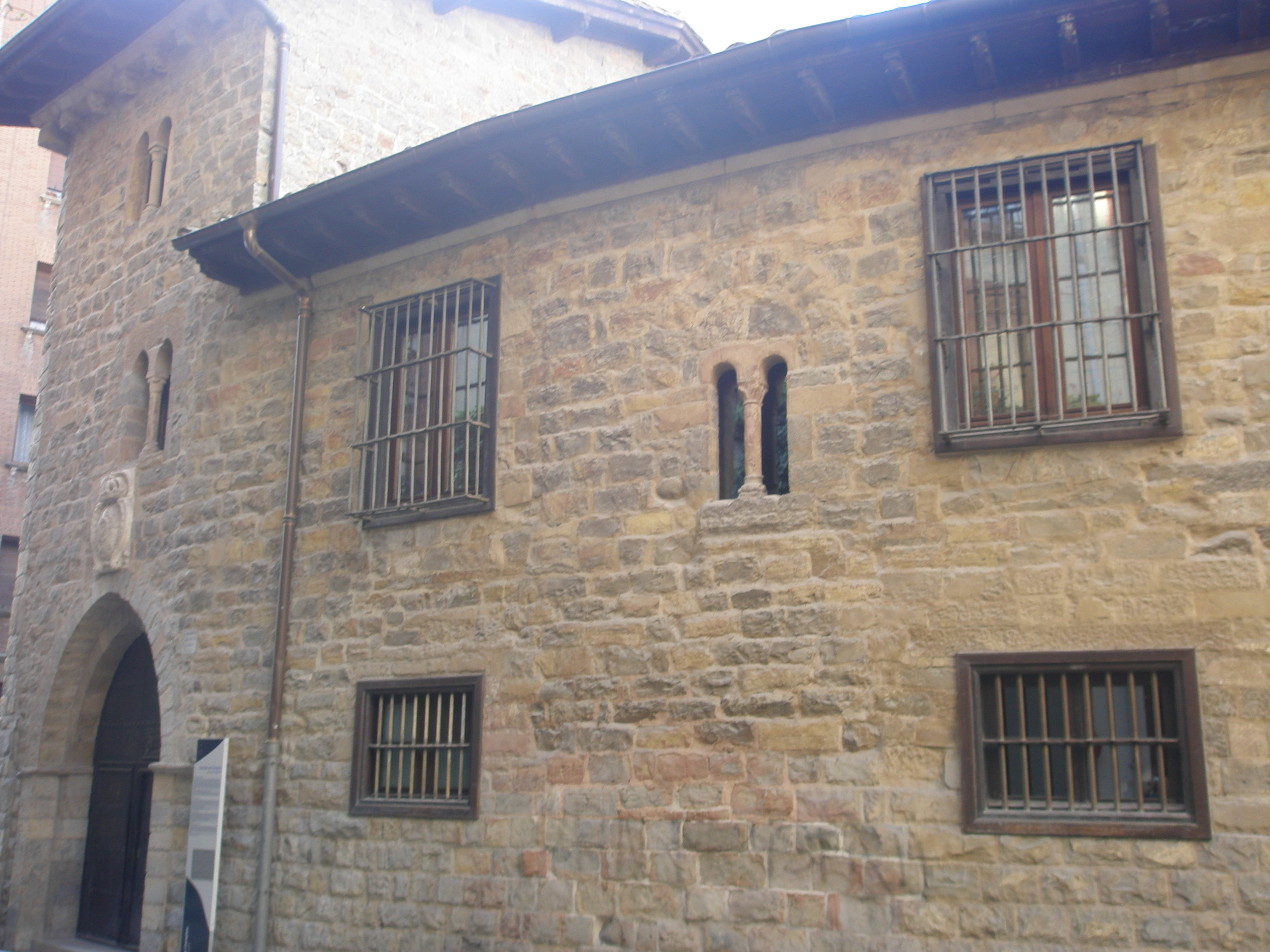
Cámara de Comptos de Navarra, ejemplo de arquitectura gótica civil

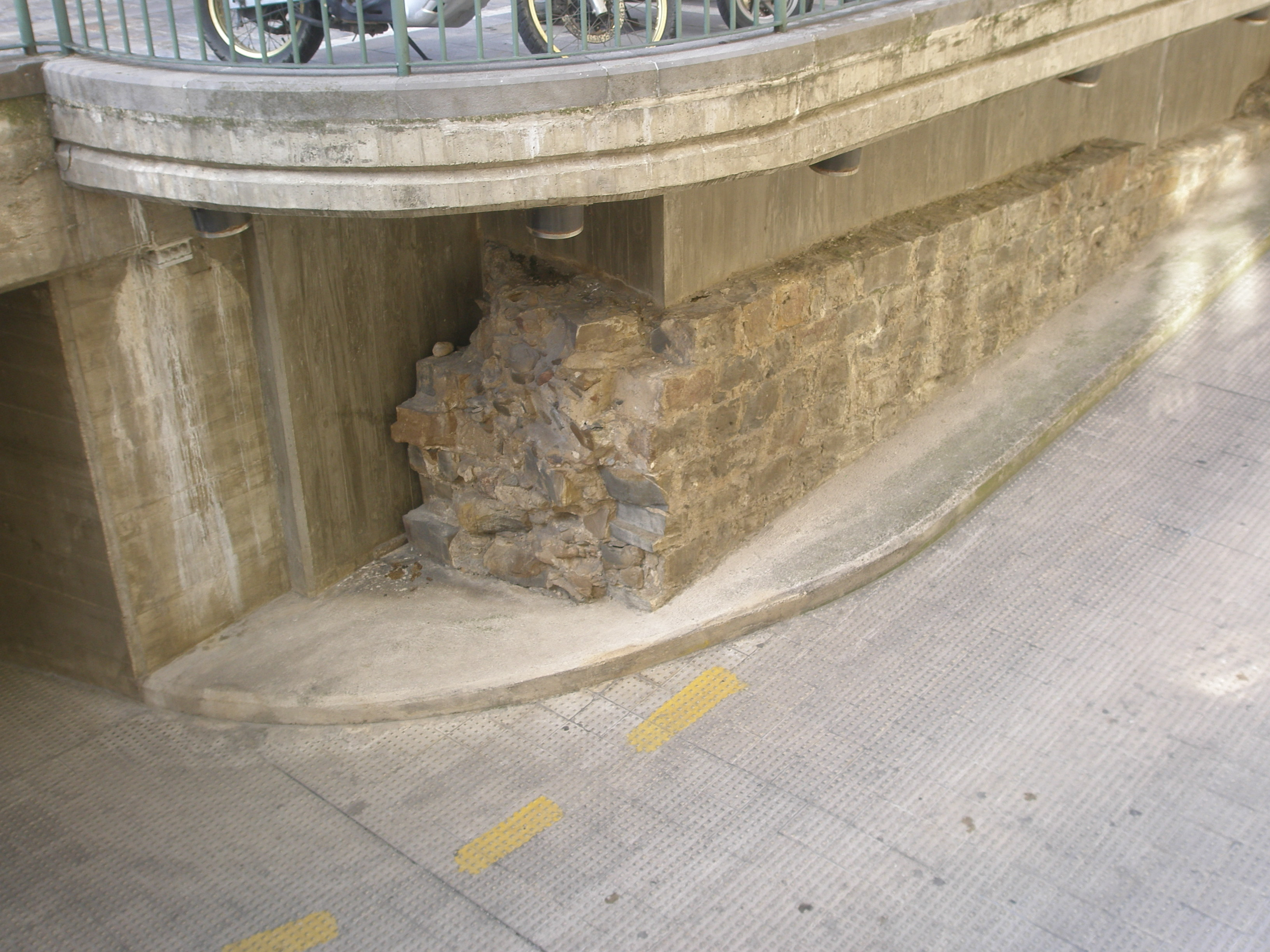
Restos de la muralla medieval del burgo de San Cernin, destruida parcialmente por un aparcamiento subterráneo

En el siglo V el poder romano es sustituido por el visigodo, pero éstos, al contrario que los romanos, no alcanzaron una buena relación con los vascones. La ciudad fue sede episcopal de la iglesia visigoda, y en ella residieron visigodos por las necrópolis de la época que se han hallado. La mala relación entre vascones y visigodos ha dado pie a una cierta polémica sobre la presencia de éstos en la ciudad.
A la llegada de los musulmanes en el 711, el rey Rodrigo se encontraba combatiendo a los vascones en Pamplona y en menos de cinco años las tropas árabes y bereberes alcanzaron la ciudad, sometiéndola mediante compromiso adoptado entre los comandantes del Califato Omeya y representantes de la ciudad. La dominación cordobesa se prolongó intermitentemente hasta el 806, momento en que cayó bajo influencia franca, reemplazada poco después por las fuerzas autóctonas vasconas lideradas por Íñigo Arista (circa 814) y el apoyo imprescindible de los Banu Qasi de Tudela.
El Reino de Pamplona
Tras la conquista musulmana de los dominios visigodos y las posteriores incursiones de las tropas carolingias en 778, 806, 812 y 824, en el siglo IX, Pamplona se consolida dentro de un emergente núcleo cristiano con estrechos lazos dinásticos y regionales con los Banu Qasi, que da lugar a la creación del Reino de Pamplona. Este reino tuvo como primer caudillo a Íñigo Arista (c. 816-851) de la dinastía Arista-Íñiga que fueron sucedidos en el año 905 por la dinastía Jimena. El reino pasaría a denominarse en el siglo XII, durante el reinado de Sancho VI el Sabio, Reino de Navarra. Durante el siglo X se instalaron en la ciudad nuevos pobladores, principalmente francos.
El señorío episcopal de Pamplonael término Iruña
En estos siglos cobra fuerza la utilización del topónimo de Iruña en la documentación regia y eclesiástica de la diócesis de Pamplona dentro del contexto «de la progresiva definición de los espacios de soberanía real y de su distinción con respecto al estatus jurídico de la antigua civitas pamplonesa, sede del obispo, que además era señor temporal de la ciudad.» Efectivamente, era el obispo de Pamplona, y no el rey, quien detentaba en propiedad el señorío de Pamplona. Esto será así especialmente, cuando el monarca aragonés Sancho Ramírez, nieto de Sancho el Mayor y nuevo «rey de los Pamploneses» desde 1076, iniciará la reforma eclesiástica que conllevará la entrada de Pedro de Roda y la confirmación de prerrogativas episcopales como el patrimonio directo de la sede catedralicia que incluía la propia ciudad episcopal y su término. Será Arnaldo de Barbazán, al frente de la diócesis de Pamplona en 1318 quien cedió al monarca todo el señorío de Pamplona a cambio de unas rentas anuales de 500 libras.
Con ello se buscaba «designar la ciudad episcopal y a la sede del obispo (Santa María de Iruña), mientras se tendía a reservar el nombre de Pamplona para aludir al reino». En 1162, al adoptar Sancho VI el Sabio el corónimo de Navarra como nombre del reino «se superó la problemática polisemia de Pamplona» que podrá reservarse para referirse a la sede y la ciudad gobernada por el obispo.
Guerra de la Navarrería
En el contexto de repoblación y asentamiento de los territorios llegan a varios núcleos de los reinos de Aragón y de Pamplona (Pamplona, Jaca, Sangüesa, Estella, Puente la Reina) francos occitanos procedentes de áreas circundantes a Toulouse (también llamados burgueses y dedicados al comercio y la artesanía). Esta política toma mayor auge bajo los monarcas aragoneses Sancho Ramírez, Pedro I y Alfonso I. En el espacio ocupado por la actual Pamplona se constituyen principalmente tres núcleos de población, habitual y popularmente llamados burgos, con unas características económicas, sociales y culturales propias en cada uno de ellos.
La Navarrería, se ubica en el espacio primigenio de la ciudad y estaba habitada principalmente por labradores; San Cernin en el oeste de la ciudad, donde se asentaron los francos llegados del Mediodía francés y San Nicolás, surgido en el siglo XII en torno a una nueva parroquia realizada con francos, todos ellos con administración y privilegios propios, en terreno que inicialmente había cedido el obispo.
Los francos o burgueses reciben privilegios reales en 1129 que los apartan todavía más de lo que estaban de los habitantes autóctonos de la Navarrería y San Miguel. Este burgo recibió el mismo fuero en 1189.

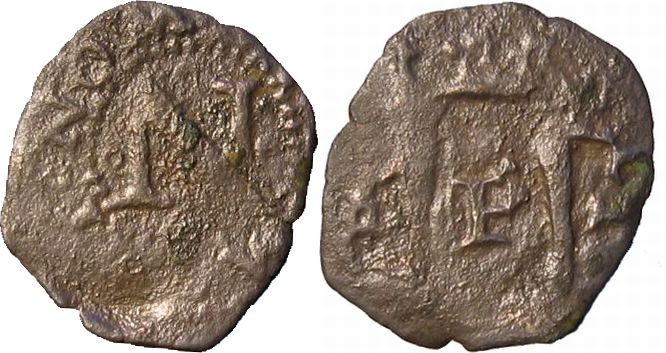
Moneda navarra de la época de Carlos I de España y V de Alemania de la ceca de Pamplona (1516-1566). Anverso: SIT NOMEN DOM, alrededor de una N entre 4 puntos. Reverso: PLVS VLTRA, P entre columnas

Las diferencias entre los burgos se pusieron de manifiesto cuando las Cortes de Navarra intentaron una alianza con la Corona de Aragón que contrarrestara la falta de cumplimiento de los usos y costumbres de las dinastías francesas (primero la casa de Champaña y luego la Capeta), denunciado reiteradamente por las perseguidas Juntas de Infanzones de Obanos. Una parte de la nobleza, con el líder García Almoravid, y la Navarrería preferían una alianza con la corona Castellana. Los castellanos invadieron parte del reino y las disensiones de la Navarrería con los burgos francos se incrementaron. El gobernador Eustache Beaumarchais puesto por Felipe III de Francia, tutor de la reina Juana I de Navarra, solicitó refuerzos de tropas francesas. Los enfrentamientos de la guerra de la Navarrería culminarían con su destrucción y masacre de su población en septiembre del año 1276 por tropas francesas, para controlar posteriormente el resto del reino. Este terreno quedó totalmente abandonado durante casi cincuenta años.
Más tarde, al repoblarse volvieron a producirse enfrentamientos, hasta que las disputas fueron zanjadas tras la proclamación del Privilegio de la Unión por el rey Carlos III de Navarra en 1423, unificando la ciudad y destruyendo las murallas que separaban a los burgos. La reforma, en la que se prohíbe la construcción de cualquier fortificación interior, se completa con el diseño de un nuevo escudo de armas para la ciudad, una casa consistorial y la construcción del barrio de la Judería.
En 1451 se desencadenó una guerra civil cuando el rey consorte de Navarra Juan II de Aragón usurpó la corona que le correspondía a Carlos de Viana, al morir la reina Blanca. En esta guerra, que no fue sangrienta pero sí de gran coste económico, Pamplona fue partidaria del bando beaumontés que defendía la legitimidad del príncipe de Viana.
Peste negra
Mientras que Pamplona estaba asolada por la peste de Marsella, un obispo soñó que si todos los años celebraba en «los días de las cinco llagas» una procesión, Dios los libraría de la enfermedad. Todos los ciudadanos de Pamplona lo prometieron, y la peste desapareció, desde entonces se celebra una procesión en esos días, también durante un tiempo en el escudo de Pamplona estuvieron las cinco llagas de Cristo.[cita requerida]

### Edad Moderna

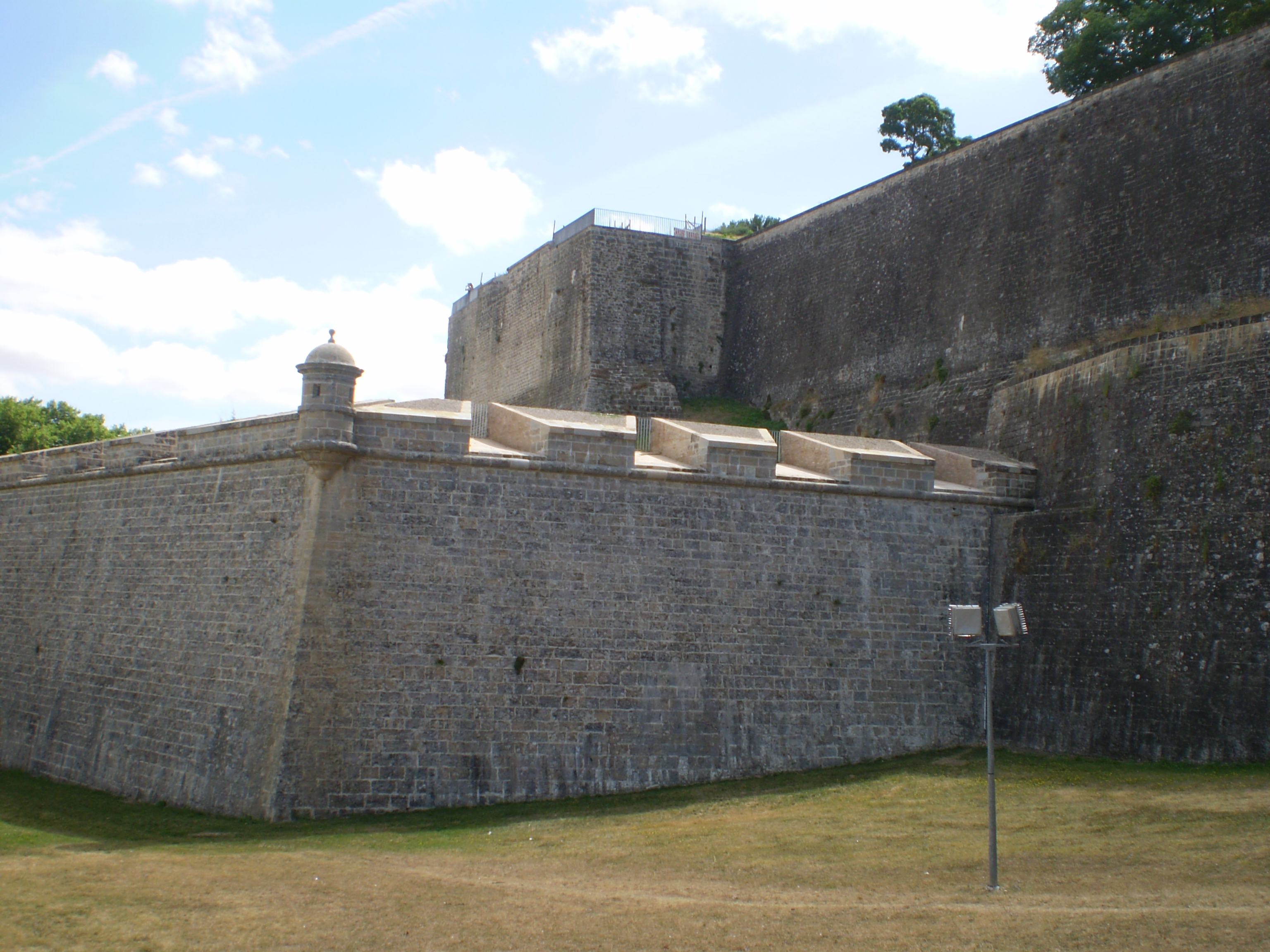
Baluarte del Redín de las Murallas de Pamplona

La distribución económica de los pamploneses a principios del siglo XVIII era la tradicional de una ciudad de esa época: un cuarto de sus habitantes se dedicaban a la agricultura y ganadería, un tercio eran artesanos y otra buena parte de ellos pertenecían a la aristocracia y al clero. Había una fábrica de paños, otra de papel y un molino de pólvora entre otras industrias.
A partir de 1750 se produce una modernización de la ciudad, se construye un nuevo ayuntamiento y servicios de agua potable y saneamiento, así como una nueva fachada para la catedral, esta vez de estilo neoclásico.
Durante la guerra de la Convención, en 1794, la ciudad sufrió el cerco del ejército francés, que no pudo entrar en la misma. La defensa fue dirigida por el general Martín Álvarez de Sotomayor.
En 1808 las tropas de Napoleón controlaron Pamplona desde febrero, e hicieron de la ciudad una de sus principales plazas, manteniéndola en su poder hasta el 31 de octubre de 1813. En 1814 se produjo el primer pronunciamiento liberal encabezado por Francisco Espoz y Mina que fracasó. En 1823 también sufrió los bombardeos del ejército de los Cien Mil Hijos de San Luis.

### Edad Contemporánea

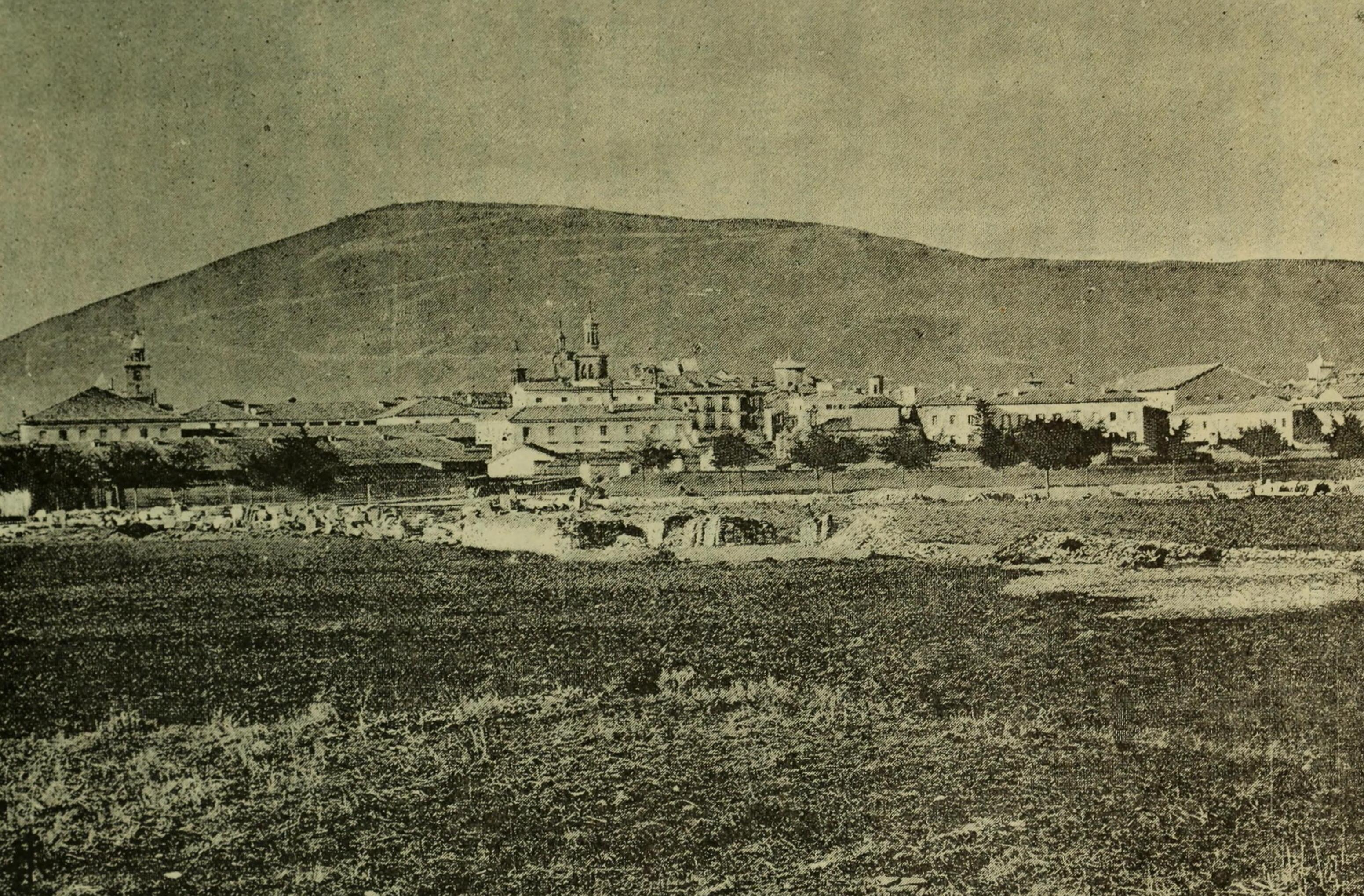
Vista de Pamplona en la segunda mitad del

La guerra de la Independencia da paso a un periodo liberal que modifica el Estado, abandonando las antiguas tradiciones y privilegios. La oposición a estas nuevas ideas se concreta en la lucha entre liberales (isabelinos) y tradicionalistas (carlistas). Navarra, donde el arraigo foral es muy fuerte y sentido, se decanta mayoritariamente por la parte carlista, defensores del absolutismo y del régimen foral. Sin embargo, en Pamplona el predominio es liberal. La derrota de los carlistas en las diferentes guerras carlistas se plasma en una reducción efectiva del régimen foral en 1841 con la reforma de los fueros (Ley de Modificación de Fueros de Navarra), en la cual la burguesía pamplonesa y la burocracia funcionarial obtienen algún hueco para sus ideas. En 1845 se crea el Instituto Plaza de la Cruz.
Desde el gobierno central se persigue el recorte a la autonomía fiscal navarra, produciéndose una rebelión popular en defensa de los fueros en 1893, denominada Gamazada, con una gran manifestación en Pamplona entre otros actos. En memoria a este movimiento de defensa foral se construye en 1903 por suscripción popular el Monumento a los Fueros ante el Palacio de Navarra en el centro de la ciudad y que en la actualidad sigue sin ser inaugurado.

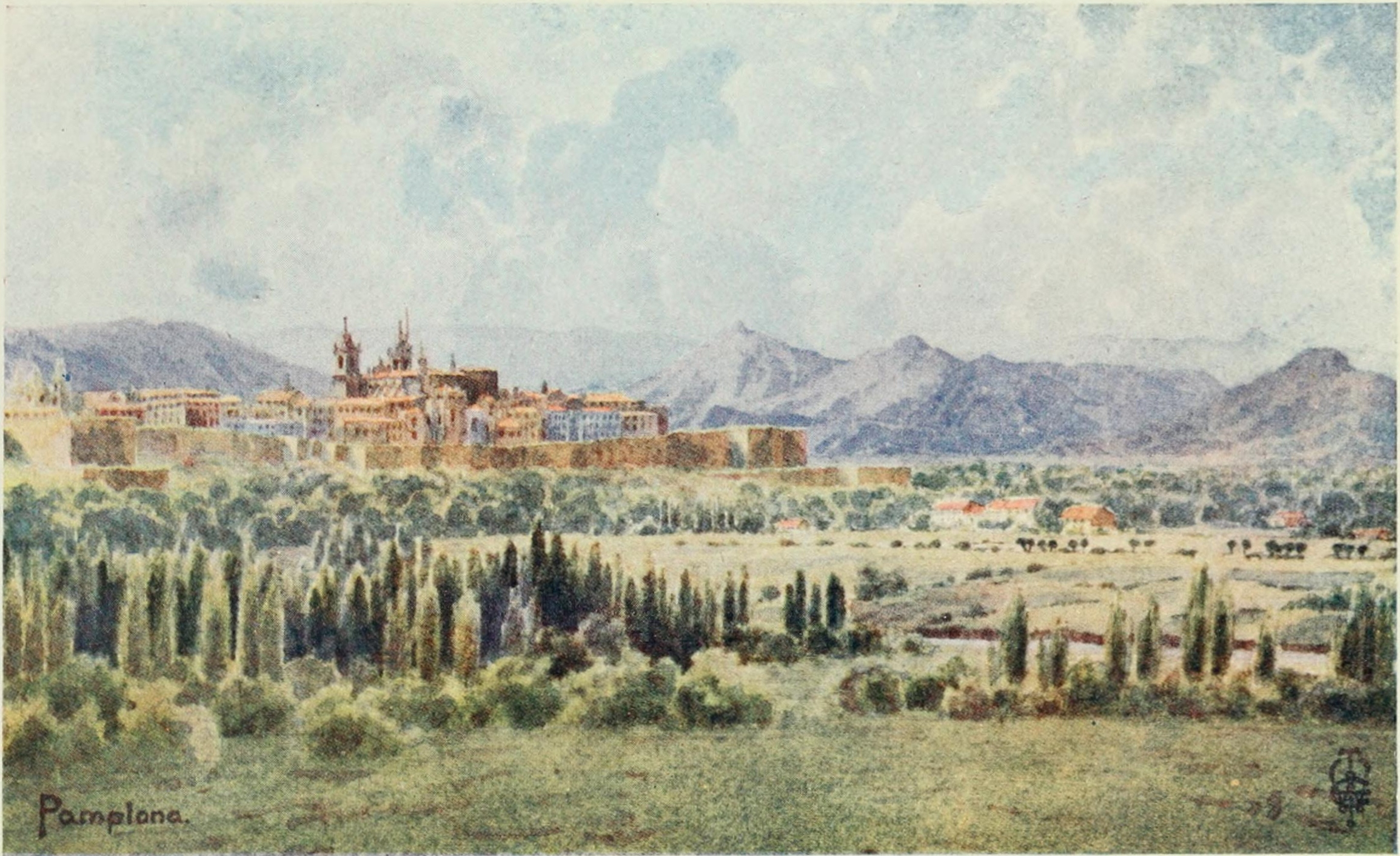
Vista de Pamplona en una acuarela de Edgar T. A. Wigram publicada (Northern Spain, 1906)

A finales del siglo XIX, en el año 1888, comienza la expansión urbana de la ciudad con el diseño del Primer Ensanche, que se realiza entre la ciudad y la Ciudadela con el derribo de dos de sus baluartes, en el que participan los arquitectos locales más relevantes. Este ensanche no lograría romper el cerco de las murallas, que permanecieron erguidas hasta el año 1915, ya que la ciudad estaba considerada «plaza fuerte». El hecho de que los muros permanecieran tanto tiempo en pie dio lugar a que la ciudad creciera en vertical, por lo que muchos edificios antiguos tienen una altura relativamente alta comparada con edificios de la misma época y de otras ciudades.
Después de una larga negociación con los militares y dada la inutilidad de las murallas en la guerra moderna, en 1901, mediante una Real Orden, se estableció el derribo de las murallas del sur de la ciudad y su posterior urbanización. En 1915 se inició el derribo de las murallas que permitirían la construcción del Segundo Ensanche que se abrió hacia el sur, con nuevas calles, planteadas con un esquema riguroso, a la manera del aplicado por Cerdá en el Ensanche de Barcelona realizado en el siglo anterior.
La Segunda República Española

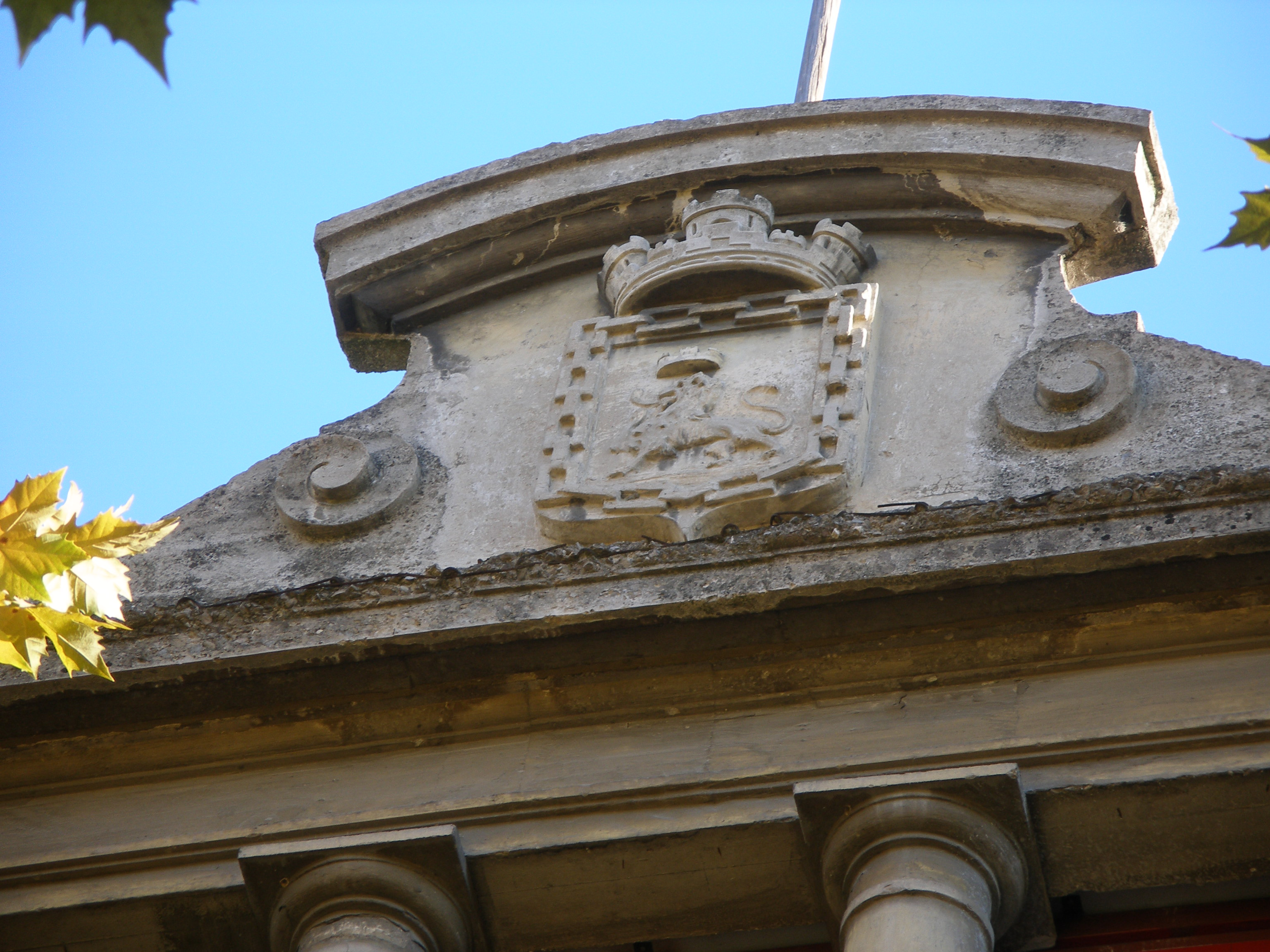
Escudo republicano de la ciudad de Pamplona en la plaza de toros

En las elecciones municipales del 12 de abril de 1931, que llevaron a la II República, en Pamplona triunfó la Coalición católico-fuerista con 17 concejales frente a los candidatos republicano-socialistas con 12. En Pamplona se repitieron el 31 de mayo tras la impugnación republicano-socialista, con victoria de estos con 15 concejales frente a 14 ediles de las derechas. La alcaldía estuvo ostentada primero por Mariano Ansó del Partido Republicano Autónomo Navarro y posteriormente por Nicasio Garbayo, de Acción Republicana. A partir de agosto de 1934 fue el carlista Tomás Mata quien la ocupó, puesto que conservó durante la Guerra Civil y hasta 1940.
Desde 1932 los requetés comenzaron a actuar provocando enfrentamientos armados en las calles de Pamplona y su comarca. Encabezaban estas acciones relevantes militantes tradicionalistas, como Silvano Cervantes, Mario Ozcoidi y Jaime del Burgo (padre de Jaime Ignacio del Burgo).
La Guerra Civil (1936-1939)

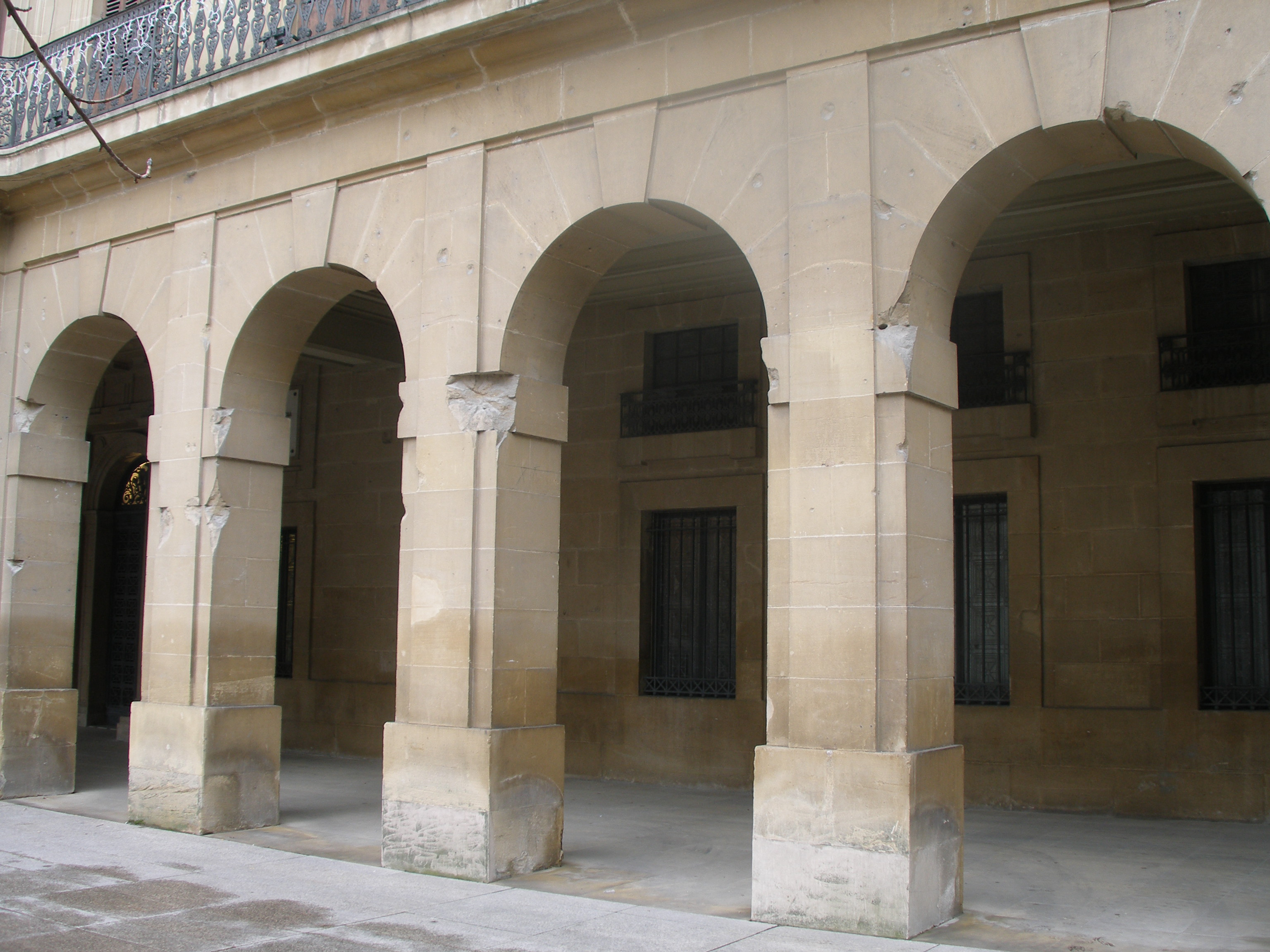
Detalle de los impactos de metralla en el Palacio de la Diputación por las bombas caídas en noviembre de 1937

Tras la victoria del Frente Popular en las elecciones generales de febrero de 1936, el general Mola fue destinado a Pamplona como gobernador militar procedente de Marruecos. Este traslado se produjo como un intento de separación de ciertos mandos militares de los que se tenían sospechas de su poca fidelidad al gobierno republicano.
Los resultados de las elecciones de febrero en Pamplona fueron claramente favorables a las fuerzas de derecha. El bloque de derechas, del que formaban parte los carlistas, obtuvo 11 963 votos, mientras que el bloque de izquierdas se quedaba en 2416, igual número que los conseguidos por los nacionalistas vascos.
La conspiración contra el gobierno recién salido de las urnas se empezó a fraguar en la ciudad. El entonces director del periódico Diario de Navarra, Raimundo García García, conocido como «Garcilaso», hizo de mediador entre el general Mola y los grupos carlistas, los requetés.
En la tarde del 17 de julio de 1936 se produce el golpe de Estado contra el gobierno de la República en África. En la ciudad, donde se había fraguado buena parte del operativo, es apoyado por las fuerzas de derechas y triunfa sin problemas, con excepción de algunos altercados en sus calles. En la tarde del día 18 el comandante de la Guardia Civil en Navarra, José Rodríguez-Medel Briones, tras discutir con el general Mola por mantenerse leal a la República, fue asesinado por uno de sus subalternos, quedando, de esta forma, anulada la posible resistencia a la sublevación.

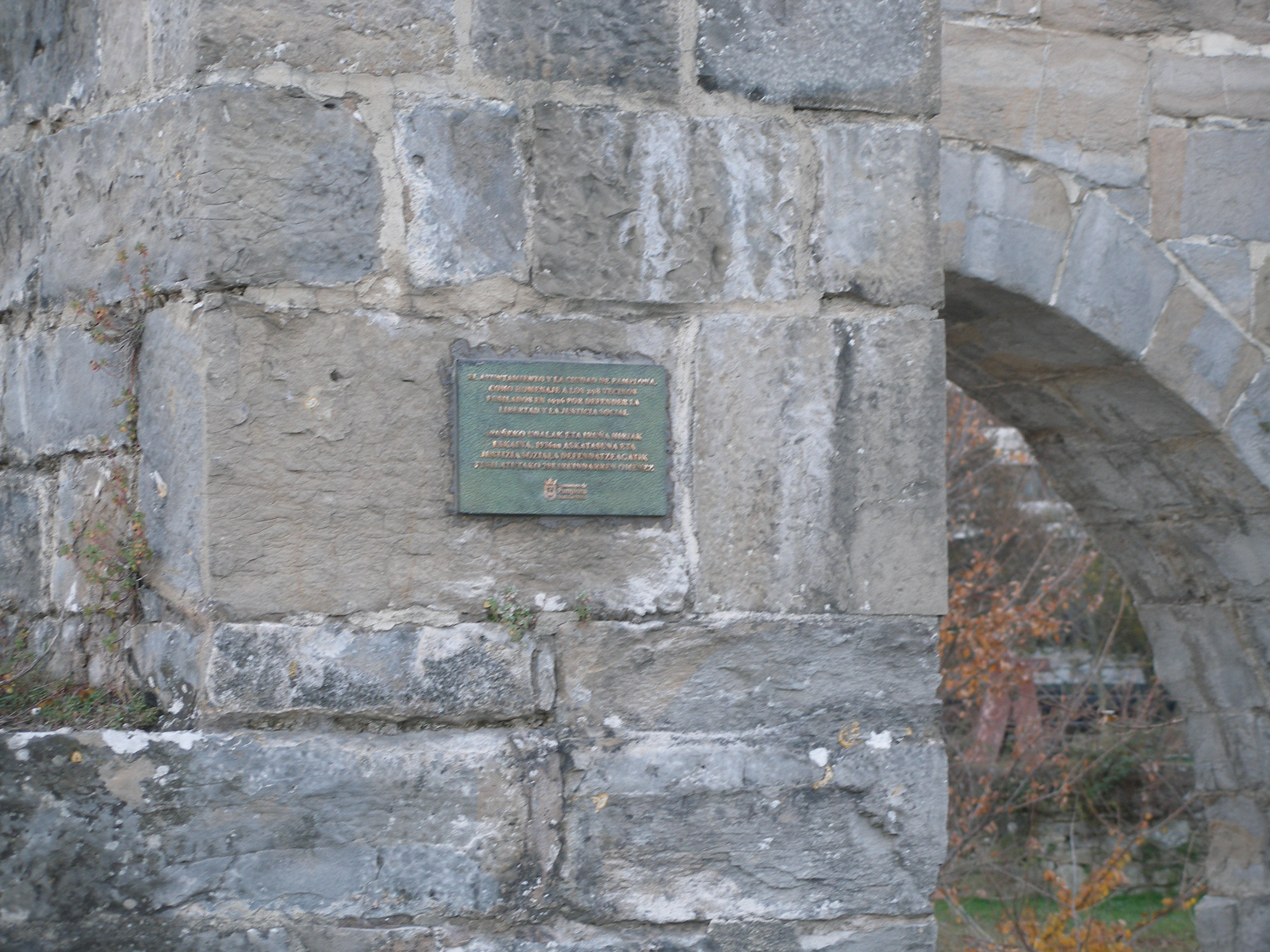
Placa en la Puerta del Socorro de la ciudadela de Pamplona en recuerdo a los fusilados en este lugar, colocada el 24 de noviembre de 2007

Así los sublevados imponen su orden en la ciudad haciendo público el bando, que previamente había sido impreso en las rotativas del Diario de Navarra, y pasando a confiscar propiedades de partidos y grupos políticos contrarios al alzamiento y a realizar ejecuciones, mediante fusilamiento, a personas que a los ojos de los alzados no eran de fiar, que se llevaron a cabo en la parte de atrás de la ciudadela y se prolongaron desde el comienzo del alzamiento militar hasta después de finalizar la guerra.
Fueron fusiladas en la ciudad 303 personas, entre ellas seis que habían sido concejales: Florencio Alfaro Zabalegui, Gregorio Angulo Martinena, Corpus Dorronsoro Arteta, Victorino García Enciso, Mariano Sáez Morilla e Ignacio Sampedro Chocolonea.
El fuerte San Cristóbal, situado en la cima del monte Ezcaba y cerca de la ciudad, fue convertido en cárcel durante la República y continuó siéndolo durante la guerra bajo el control de las tropas del bando sublevado. El 22 de mayo de 1938 se produjo en el fuerte una de las mayores fugas en la historia mundial, con 795 presos huidos de los 2487 encarcelados. Solamente tres de ellos consiguieron escapar y cruzar la frontera con Francia, mientras que 211 cayeron bajo las balas de los militares franquistas y el resto fueron recapturados. De los detenidos, 14 fueron condenados a muerte y fusilados el 8 de septiembre de 1938 junto a la Ciudadela de Pamplona.
La Dictadura franquista

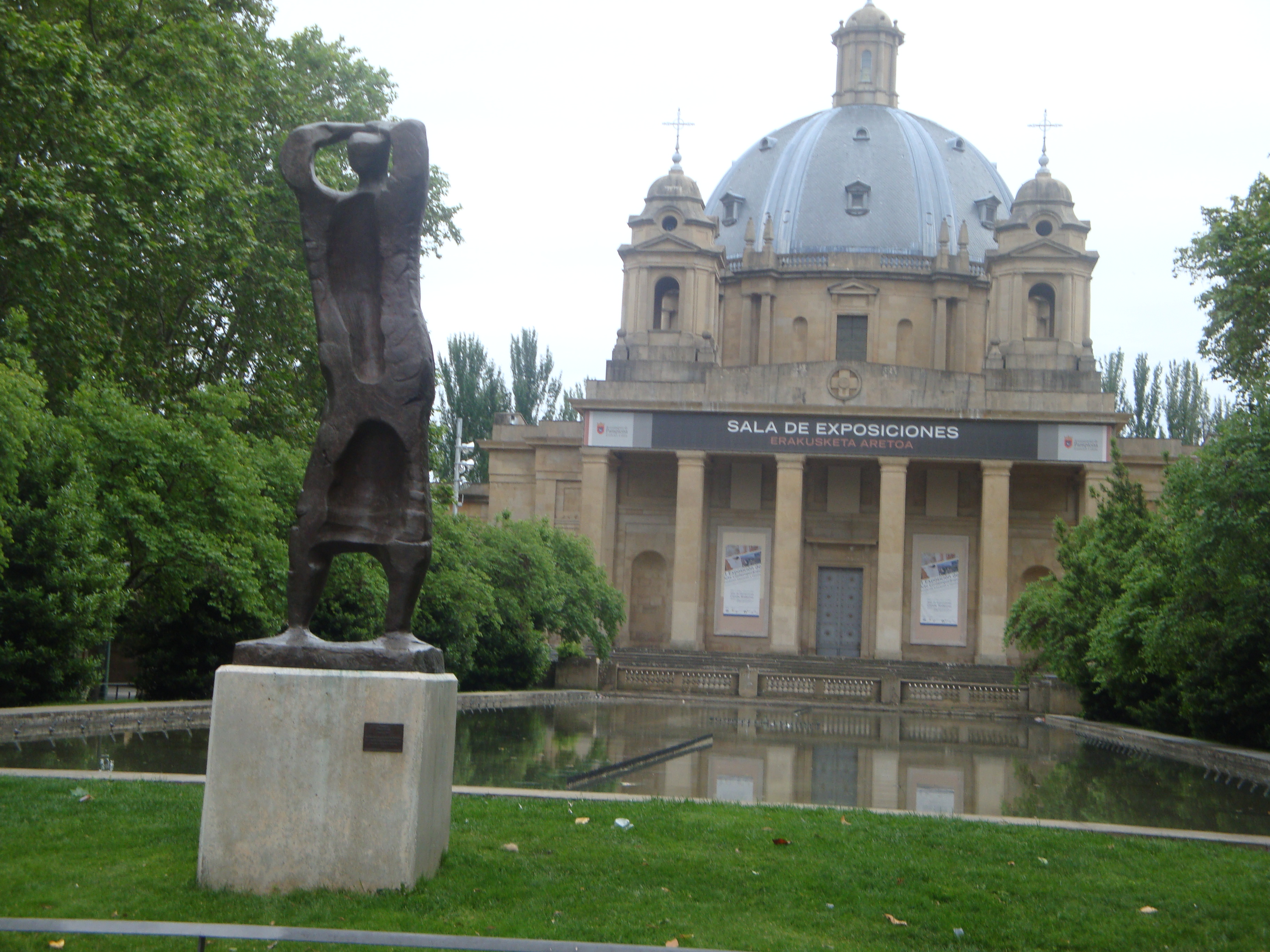
Monumento a los Caídos

Como en el resto de España, las principales calles de la ciudad son renombradas en honor a los «héroes» de los vencedores, pasando a llamarse avenida del General Franco, Mártires de la Patria, General Mola... Además, se levanta el Monumento a los Caídos, diseñado por los arquitectos José Yárnoz y Víctor Eusa y llamado oficialmente «Navarra a sus muertos en la cruzada» el que estuvieron sepultados los generales golpistas Mola y Sanjurjo hasta noviembre de 2016, y se rinde homenaje a los fallecidos de las tropas sublevadas. Las buenas relaciones con la Iglesia católica, todavía en esa fase del régimen, facilitan que el ayuntamiento ceda los terrenos necesarios para que se construya la Universidad de Navarra y la clínica Universitaria de Navarra, lo cual tuvo un gran impacto en la economía de la ciudad y también influyó socialmente en su población.
Sin embargo, el Consistorio pamplonés en este periodo es singular con respecto a España. El reconocimiento de Franco del régimen foral navarro llevó a que la ciudad fuera gestionada por varios «alcaldes sociales» (en el que destacó Urmeneta) que promovieron la participación ciudadana, enfrentándose en ocasiones al régimen. Al mismo tiempo, en la ciudad se produjeron importantes huelgas que se iniciaron en 1951, y que en los años 1960 y 1970 llegó a tener la mayor conflictividad social en toda España.
En poco tiempo, la ciudad se duplicó en población, pasó de unos 72 000 habitantes en 1950 a 147 000 en 1970. Era la época del milagro económico español (1959-1973). En el periodo desarrollista se impulsa y construye en Pamplona el polígono industrial de Landaben que fue contemplado en 1964 en el Plan de Promoción Industrial de la Diputación Foral de Navarra. El polígono industrial trajo consigo un cambio en las relaciones económicas de la ciudad, que hasta entonces habían estado basadas en las actividades comerciales, rurales y de servicios con una actividad industrial meramente artesanal.
La Transición

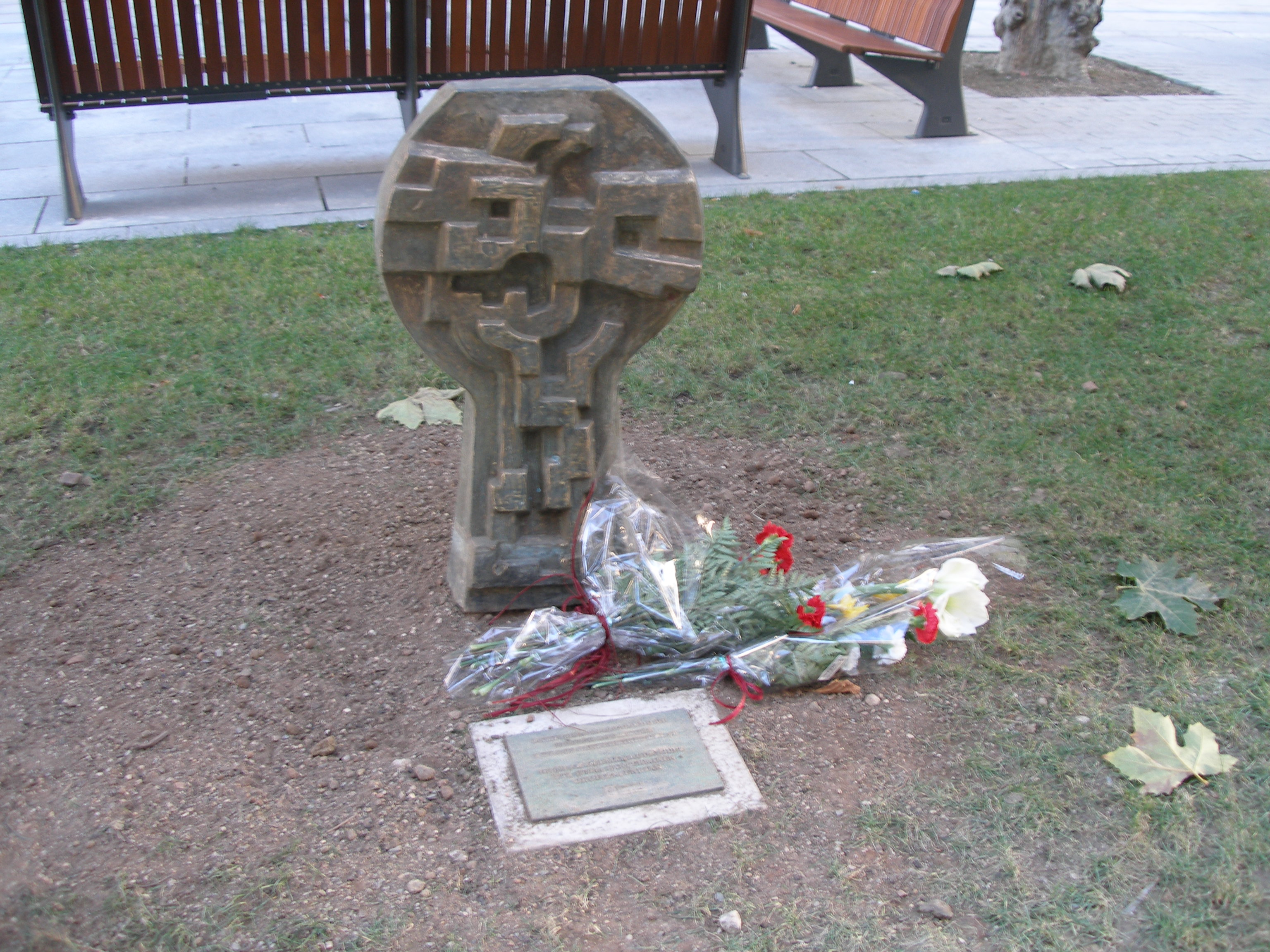
Estela conmemorativa a Germán Rodríguez y a los sucesos de los sanfermines de 1978

Con la muerte de Franco en 1975, se abre un proceso para convertir la dictadura franquista en un sistema democrático similar a otros países europeos. La cuestión territorial es uno de los principales asuntos que se debía organizar. Algunas fuerzas políticas consideraban que el País Vasco y Navarra debían de organizarse en una única autonomía, incluso en un Estado independiente, con Pamplona como capital. En ese periodo el ayuntamiento incrementó el impulso de la participación ciudadana, lo que provocó la suspensión gubernamental del alcalde Javier Erice, y en 1977 izó la ikurriña en su balcón, lo que llevó a la dimisión de varios ediles.
En esa época se producen en la ciudad, al igual que en el resto de España, disturbios en sus calles, algún atentado de ETA y acciones violentas de la extrema derecha, estas amparadas en ocasiones por el Estado. Destacan en Pamplona la virulencia de la semana proamnistía de mayo de 1977, con dos muertos de los siete habidos en el País Vasco y Navarra y, en especial, los Sanfermines de 1978. El cambio político del Partido Socialista de Navarra, en el que abandona la unidad con el País Vasco y apuesta por el desarrollo autonomista navarro, con el Amejoramiento del Fuero en 1982, marcó un significativo cambio en el futuro de Navarra.
Entre los atentados de ETA llevados a cabo en Pamplona destaca el asesinato en 1998 de Tomás Caballero, que fue alcalde de la ciudad al inicio de la transición y que en ese momento era concejal por Unión del Pueblo Navarro. Ya en siglo XXI el ayuntamiento crea una Dirección General que desarrolla acciones para honrar la memoria de las 27 víctimas de ETA en la ciudad.
A pesar de todo se fue produciendo el desarrollo como ciudad de servicios e industrial, cabeza del «viejo reino de Navarra», consiguiendo una de las cuotas de desarrollo más altas de España.
Siglo XXI

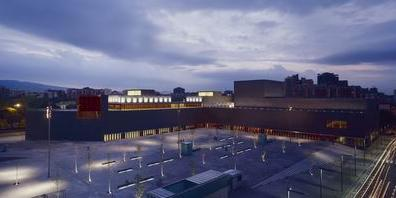
Vista nocturna del Baluarte

En la actualidad, superada la transición a la sociedad industrial, se presenta como una ciudad de tamaño medio que reparte su actividad entre la industria y los servicios, destacando la excesiva dependencia del sector automovilístico, en torno a la fábrica de Volkswagen.
A comienzos del siglo XXI ronda los 200 000 habitantes y se sitúa en el centro de un área de influencia de 360 000 habitantes. La conversión de las antiguas zonas militares situadas en el centro de la ciudad en parques públicos y zonas verdes y la adecuación de espacios de esparcimiento a las afueras han hecho de Pamplona la ciudad española con más zonas verdes por habitante y la sexta de la Unión Europea de los 27. El crecimiento urbano, tecnológico, económico, social y cultural que se da en la ciudad hacen que ésta tenga una elevada tasa de servicios sociales, de oferta educativa y sanitaria, de espacios dedicados al ocio, de polos de actividad industrial o de comunicaciones. El proceso de modernización cuenta con numerosos hitos, como la inauguración en 2003 del Palacio de Congresos y Auditorio de Navarra, la puesta en marcha de varios centros cívicos culturales (denominados bajo la marca «Civivox») en diferentes barrios de la ciudad, así como un importante impulso a las comunicaciones que comenzó el 9 de noviembre de 2007 con la nueva estación de autobuses, los planes de ampliación del aeropuerto de Pamplona y la futura conexión a la red de ferrocarriles de alta velocidad mediante una conexión con la Y vasca y el eje del Ebro. Por otra parte, Pamplona se postuló como candidata española para Capital Europea de la Cultura de 2016, año en el que compartirán la capitalidad una ciudad española y otra polaca, aunque no llegó a estar entre las seis finalistas.

### Museos

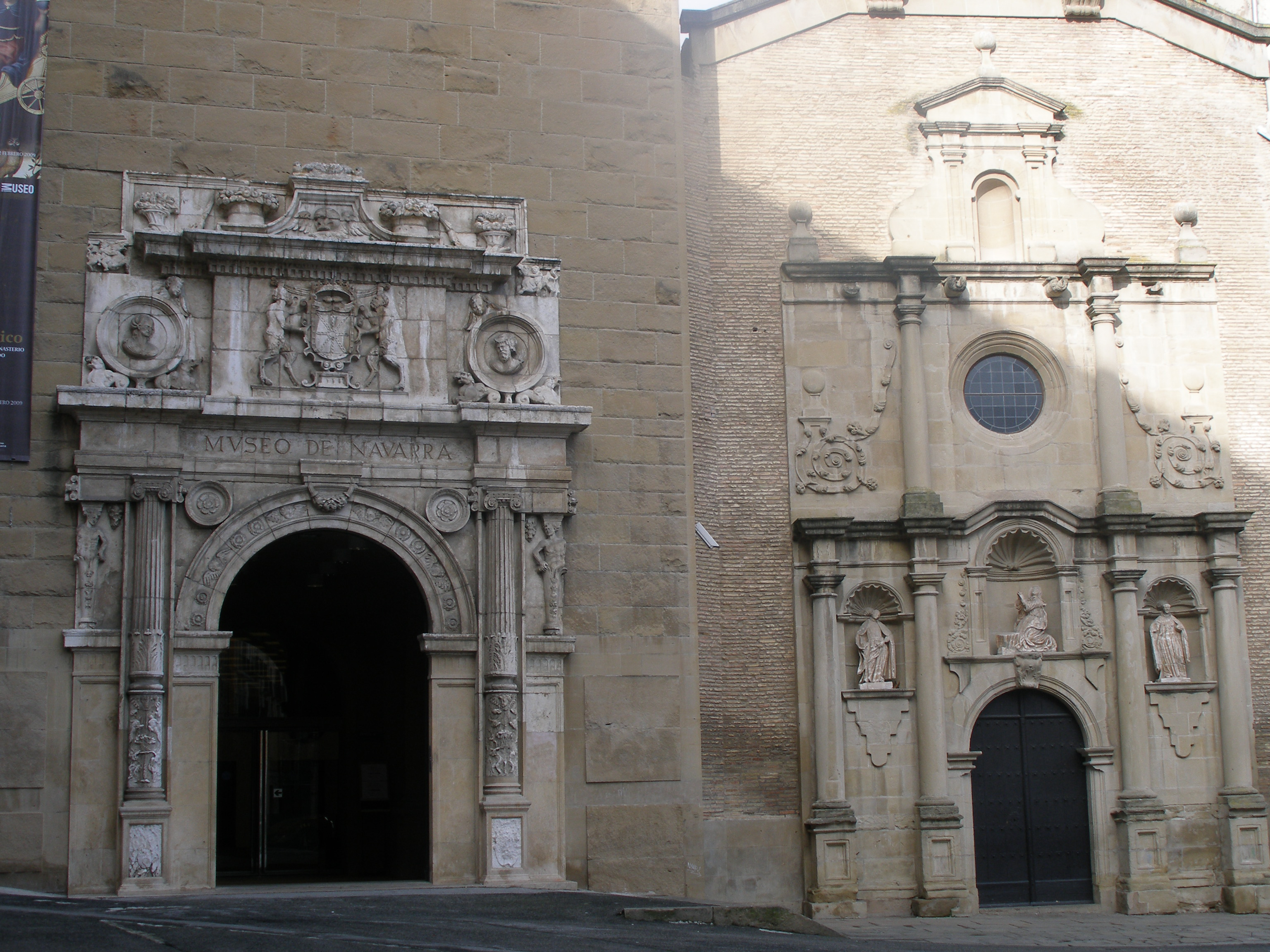
Las dos portadas del Museo de Navarra. La propia a la izquierda y la de la capilla a la derecha

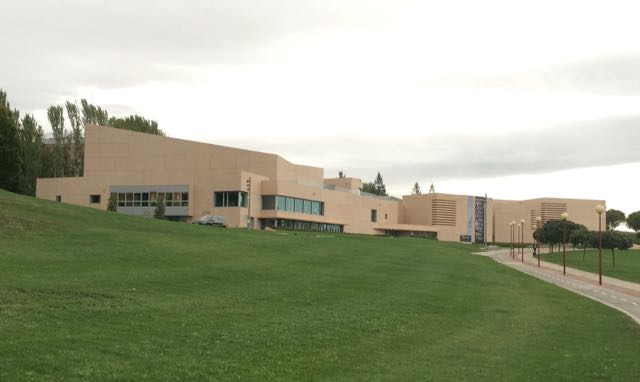
Vista general del Museo Universidad de Navarra

### Bibliotecas y archivos

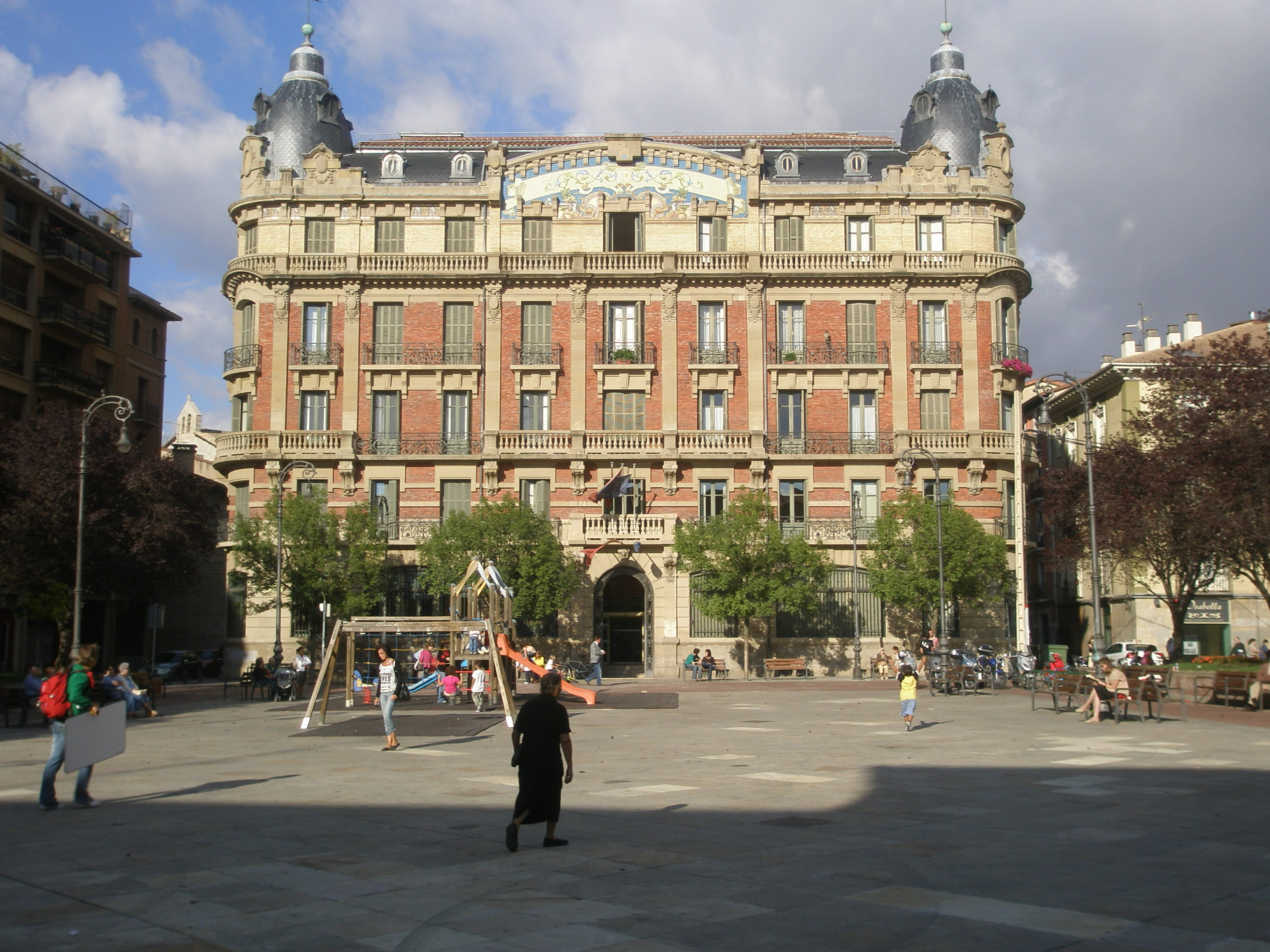
Edificio de La Agrícola, de 1912, antigua sede de la Biblioteca General de Navarra y actual biblioteca del casco antiguo

### Los Sanfermines

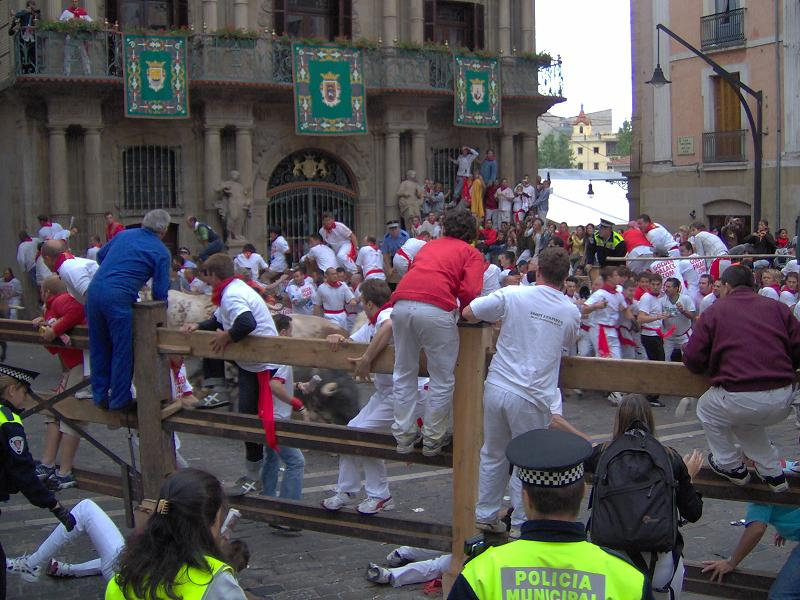
Encierro del 7 de julio de 2005

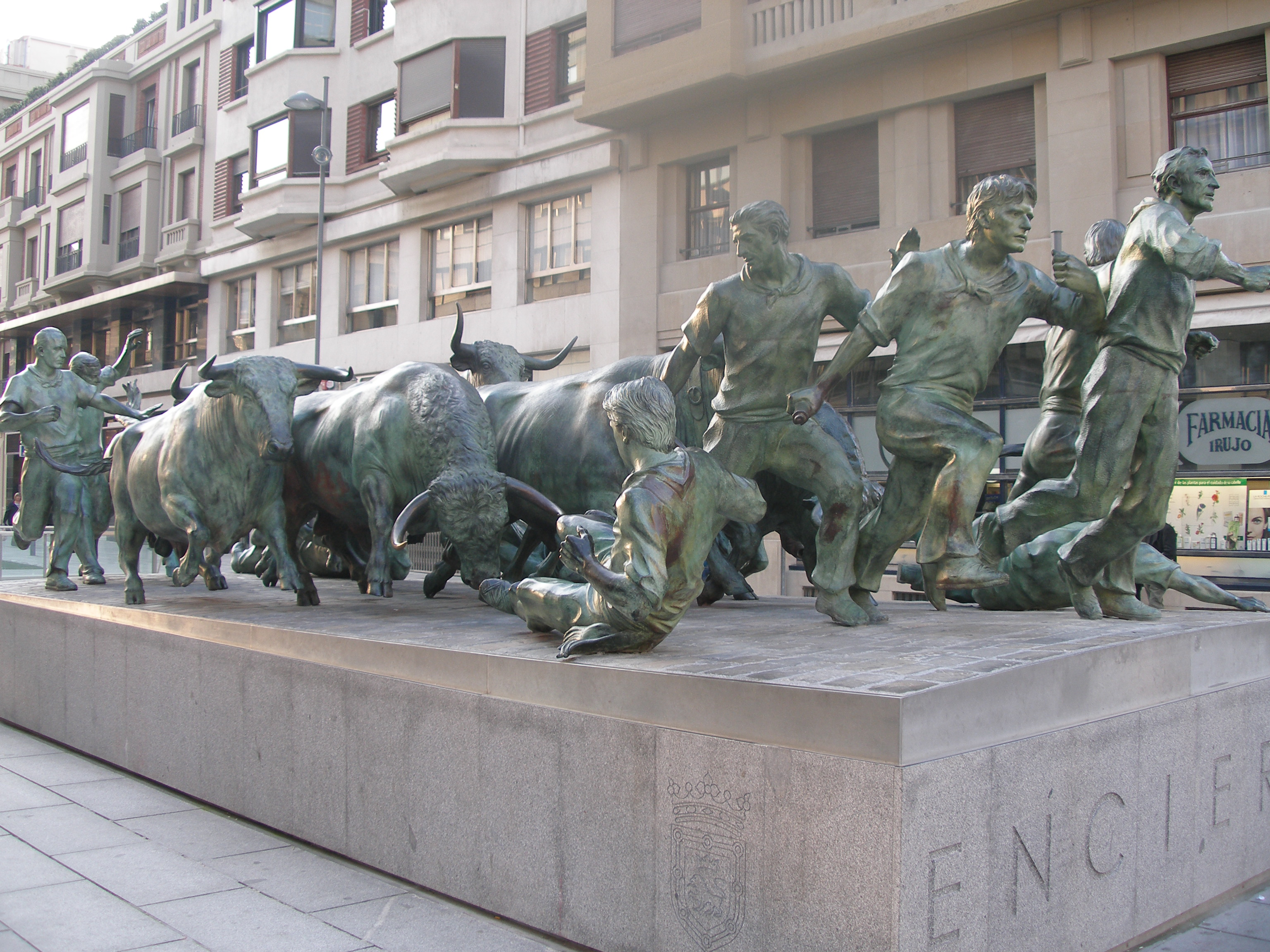
Monumento al Encierro, obra de Rafael Huerta

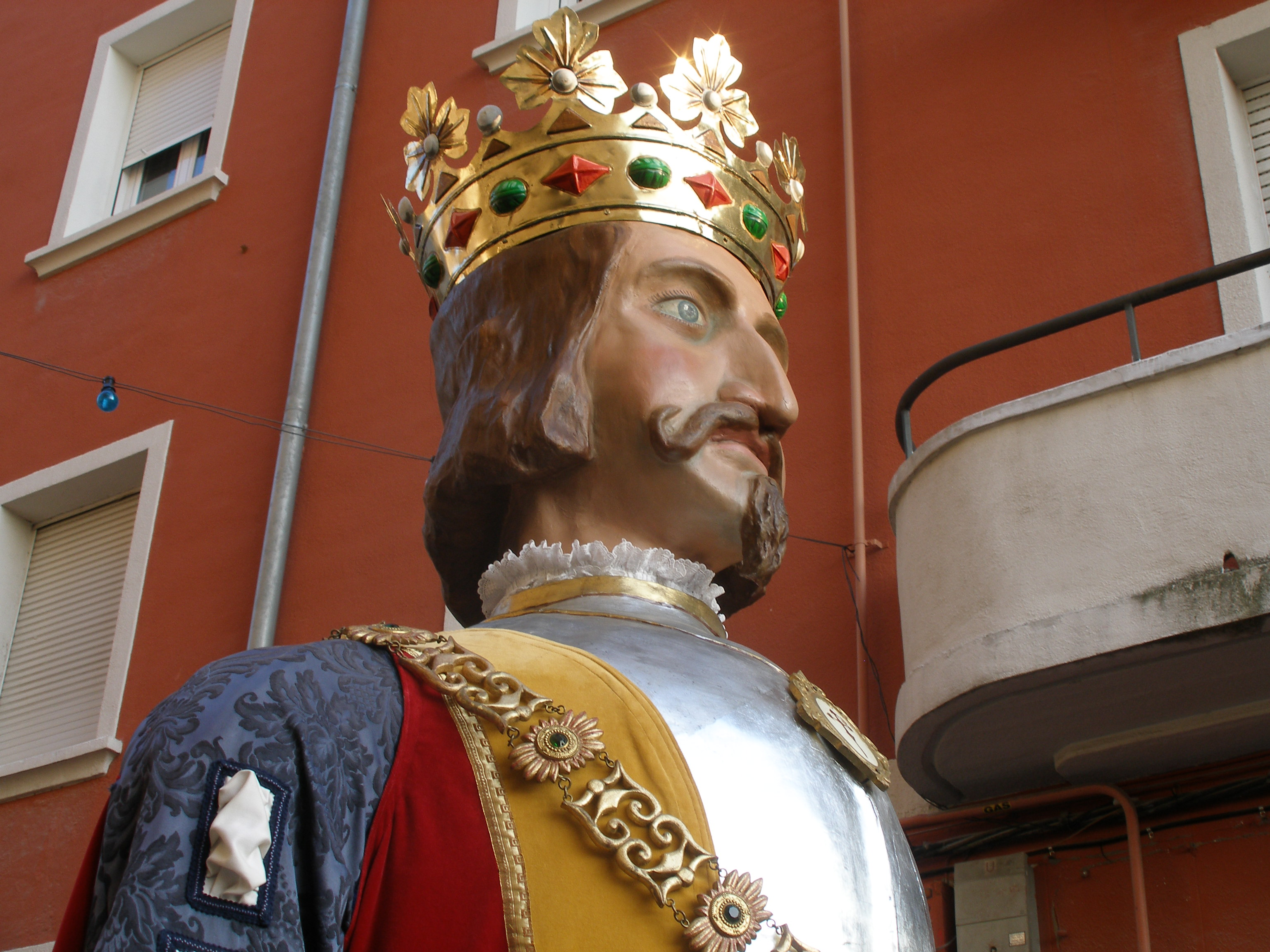
El rey Europeo, que junto con la reina, convenció al ayuntamiento para crear los Gigantes de Pamplona para los Sanfermines de 1860

### Gastronomía

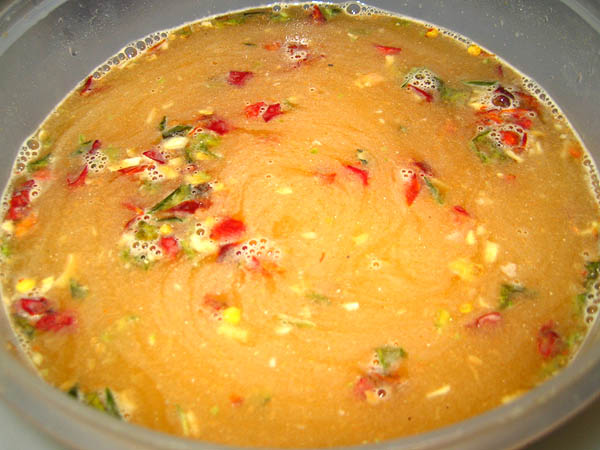
Cordero al chilindrón

### Idiomas

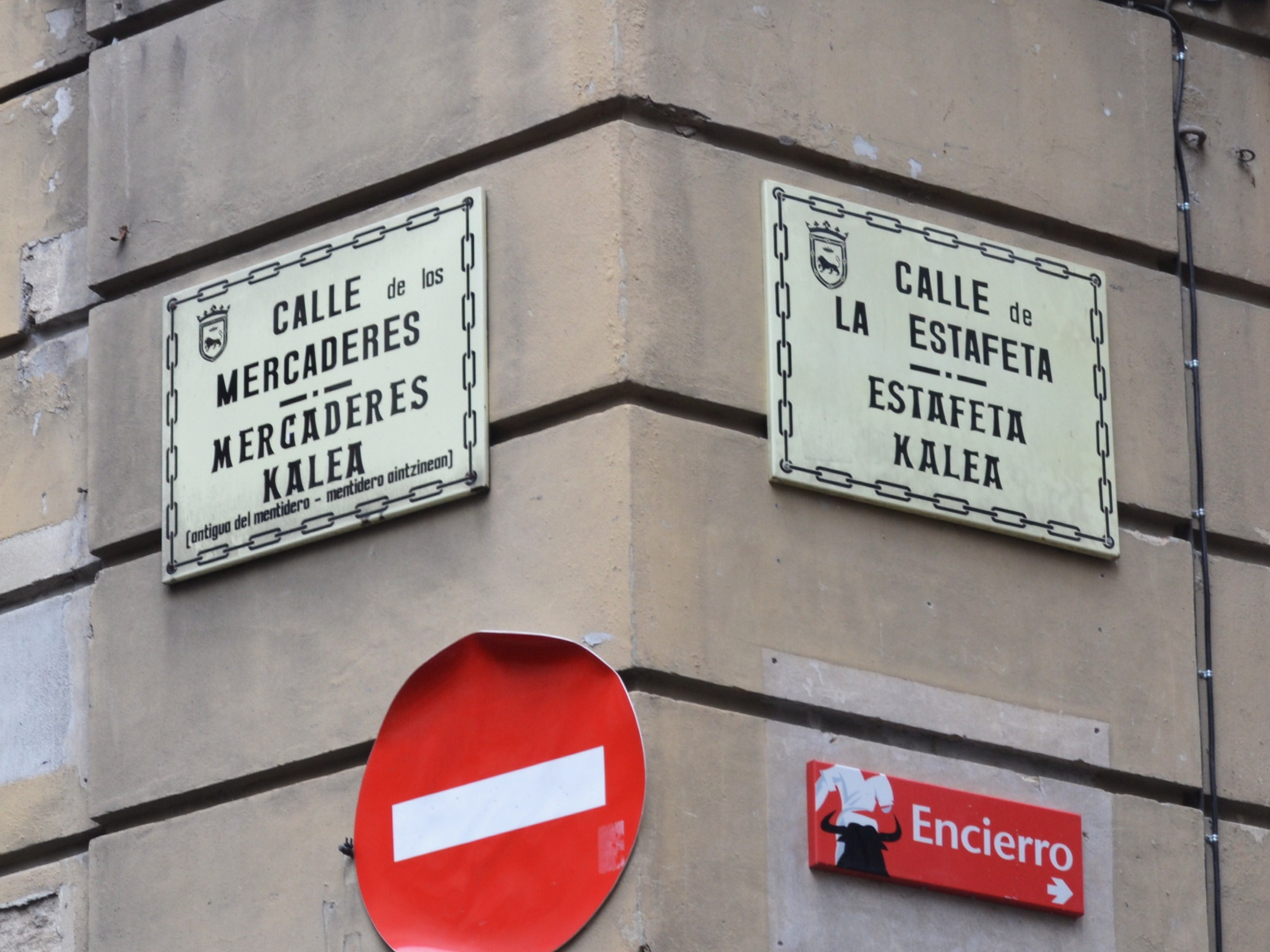
Cartel bilingüe indicando las calles Estafeta y Mercaderes. En pequeño, cartel únicamente en castellano indicando el recorrido del encierro

##### Estadio de fútbol

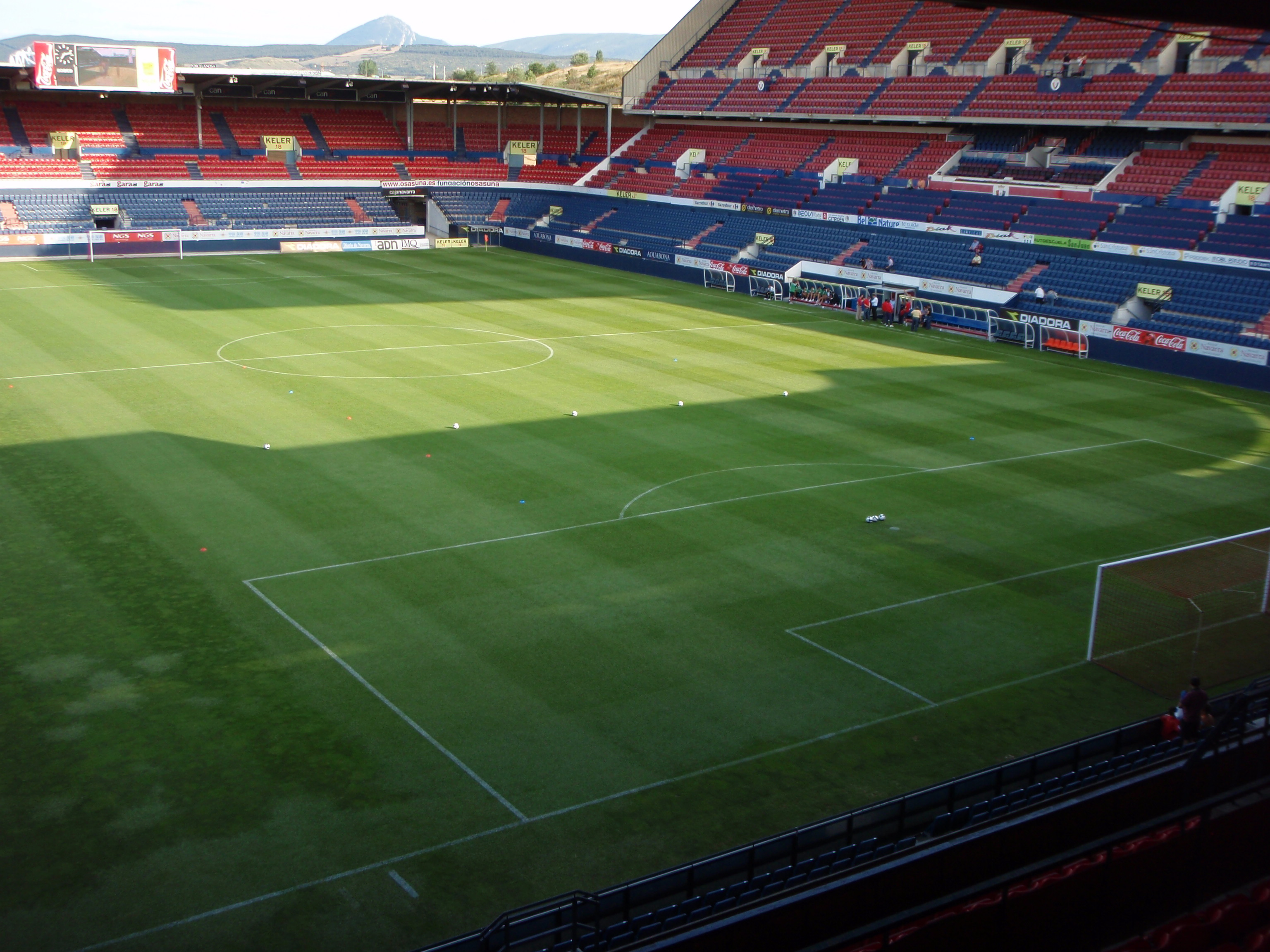
El Estadio El Sadar, donde juega sus partidos el Club Atlético Osasuna

## Demografía
| Gráfica de evolución demográfica de Pamplona entre 1842 y 2021                                                      |
| |
| Población de derecho según los censos de población del INE Población de hecho según los censos de población del INE |

Pamplona es la ciudad más poblada de Navarra, cuenta con una población de 208 243 habitantes (INE 2024). El área metropolitana de Pamplona, formada por dieciocho municipios, contaba con una población total de 334 830 habitantes, lo que la sitúa dentro de las 25 aglomeraciones más pobladas de España. La distribución de la pirámide de población por sexos y edades registra 94 588 varones (48 % del total) y 102 687 mujeres (52 %). El 48 % de la población cuenta con menos de cuarenta años, los menores de veinte años suponen el 18 % del total, mientras que los mayores de sesenta años son el 24 %. Por tanto, donde se concentra el mayor porcentaje de la población es en el tramo comprendido entre 20-40 años, que asciende al 31 %. Esta estructura, típica en el régimen demográfico moderno, presenta una evolución hacia el envejecimiento progresivo de la población, agravado por la disminución de la natalidad anual.
La evolución del crecimiento demográfico de Pamplona, exponencial entre 1920 y 1980, prácticamente duplicó la población entre 1960 y 1980, ralentizándose desde entonces hasta principios del siglo XXI. Entre 2001 y 2008, el repunte demográfico y la inmigración elevó el porcentaje de población de nacionalidad extranjera hasta el 11,83 % del total de habitantes (23 343 personas), valor situado en la media nacional. Las nacionalidades con mayor número de residentes son la ecuatoriana (4078 personas), boliviana (2256 personas), búlgara (2362 personas) y rumana (1524 personas).

### Urbanismo
Presenta un gran contraste entre la ciudad moderna, que cuenta con numerosos jardines y grandes avenidas y su casco viejo y parte de la fortificación realizada en la época moderna, que aún se conserva; muestra pequeñas callejuelas y antiguos edificios.
Los primeros vestigios de la ciudad datan del tiempo de los romanos, que crearon un asentamiento junto a un poblado vascón. Durante la Edad Media, se formaron los tres burgos de Pamplona: Navarrería, San Cernin y San Nicolás, con población de francos.
Estos burgos, permanecerían así mucho tiempo, y en muchas ocasiones enfrentados, llegando a la destrucción completa de la Navarrería en 1276, en la guerra de la Navarrería. Este problema fue solucionado con la unión de los tres burgos bajo el Privilegio de la Unión en 1423. Lo que antes eran fosos, pasaron a ser calles. De esta forma quedaría configurada Pamplona de nuevo por mucho tiempo.
Durante el siglo XIX ve aumentada su población; sin embargo, no podía extenderse como ocurría en la mayoría de las ciudades de la época. El control militar de la ciudad imposibilitaba tirar las murallas ni edificar en los alrededores. Por ello se construyen nuevas plantas de viviendas sobre viviendas antiguas dando unas edificaciones altas en el casco viejo y produciéndose un hacinamiento de su población. Con la Desamortización de Mendizábal, se aprovechan espacios, antes de conventos o iglesias para construir. Únicamente existía un barrio extramuros, la Rochapea, que se encontraba algo alejado y que tenía ciertas normas en la edificación, como era que no superasen los 10 m de altura y que fueran de materiales de construcción poco resistentes como el ladrillo.
En la segunda mitad del siglo XIX su ayuntamiento pide abrir las murallas para poder crecer y no seguir viviendo en situaciones de insalubridad. El Ejército tras negociación, accede a demoler dos de los baluartes de la Ciudadela en 1884 sin derribar los muros exteriores, para construir el Primer Ensanche, donde además se construyeron los cuarteles de infantería (también se cedió terreno para más cuarteles en Aizoáin, en las proximidades) y unas seis manzanas de edificios para la burguesía, que no paliaba el déficit de viviendas. Finalmente bien entrado el siglo XX, en 1915 se derriba la muralla sur y se inicia la construcción del Segundo Ensanche, similar al de Barcelona, de manzanas cuadradas y con calles rectas.

Plano del Segundo Ensanche

A partir de los años 1950, y como consecuencia de la industrialización que se inicia en la zona, se produce una expansión urbana que origina la construcción de barrios para poder alojar al aluvión de trabajadores con sus familias que provienen de pueblos de la región y de otras zonas de España. El crecimiento extramuros, con los barrios de la Txantrea, al pie de la ciudad, al otro lado del río; de Arrotxapea y de San Jorge/Sanduzelai y de la Milagrosa/Arrosadia, en el flanco Sur, Abejeras y Etxabakoitz son ejemplos de este periodo expansivo. Después se construyeron los barrios residenciales de San Juan/Donibane (años 1960-1970), Iturrama, Ermitagaña (años 1970-1980) y Mendebaldea (años 1980-1990). Al mismo tiempo surgieron otros barrios como Etxabakoitz y Azpilagaña, para culminar la ampliación del término municipal en 1998 con la incorporación de Mendillorri. En la actualidad la trama urbana se expande en nuevas urbanizaciones, como Ezcaba, Buztintxuri y Lezkairu.
En 2009, se desarrollan dos nuevos planes de urbanización en Pamplona que se suman a los de otros municipios del área metropolitana: Lezkairu, situado tras el Segundo Ensanche, que pretende imitar las formas de este (manzanas cuadradas); y Etxabakoitz, junto a Zizur Mayor/Zizur Nagusia, que es la ubicación elegida para albergar la futura estación del TAV de la capital. También se prevé un gran parque de 21 ha en Aranzadi, uno de los meandros del río Arga.
La antigua ciudad amurallada se extiende ya sobre la cuenca del río Arga y forma con los municipios colindantes un continuo urbano que alberga aproximadamente a 335 000 habitantes: más de la mitad de la población de la Comunidad Foral.

## Economía
Renta per cápita
El dato disponible de renta per cápita se refiere al de la Comunidad Foral de Navarra en su totalidad y puede ser orientativo respecto de la renta per cápita que puedan tener los pamploneses. En 2008 la renta per cápita de los navarros ascendió a 30 614 euros, muy por encima de la media nacional que se situó en 24 020 euros y la media de la Unión Europea de los veintisiete, que alcanzó los 25 100 euros en el citado año.
Empleo

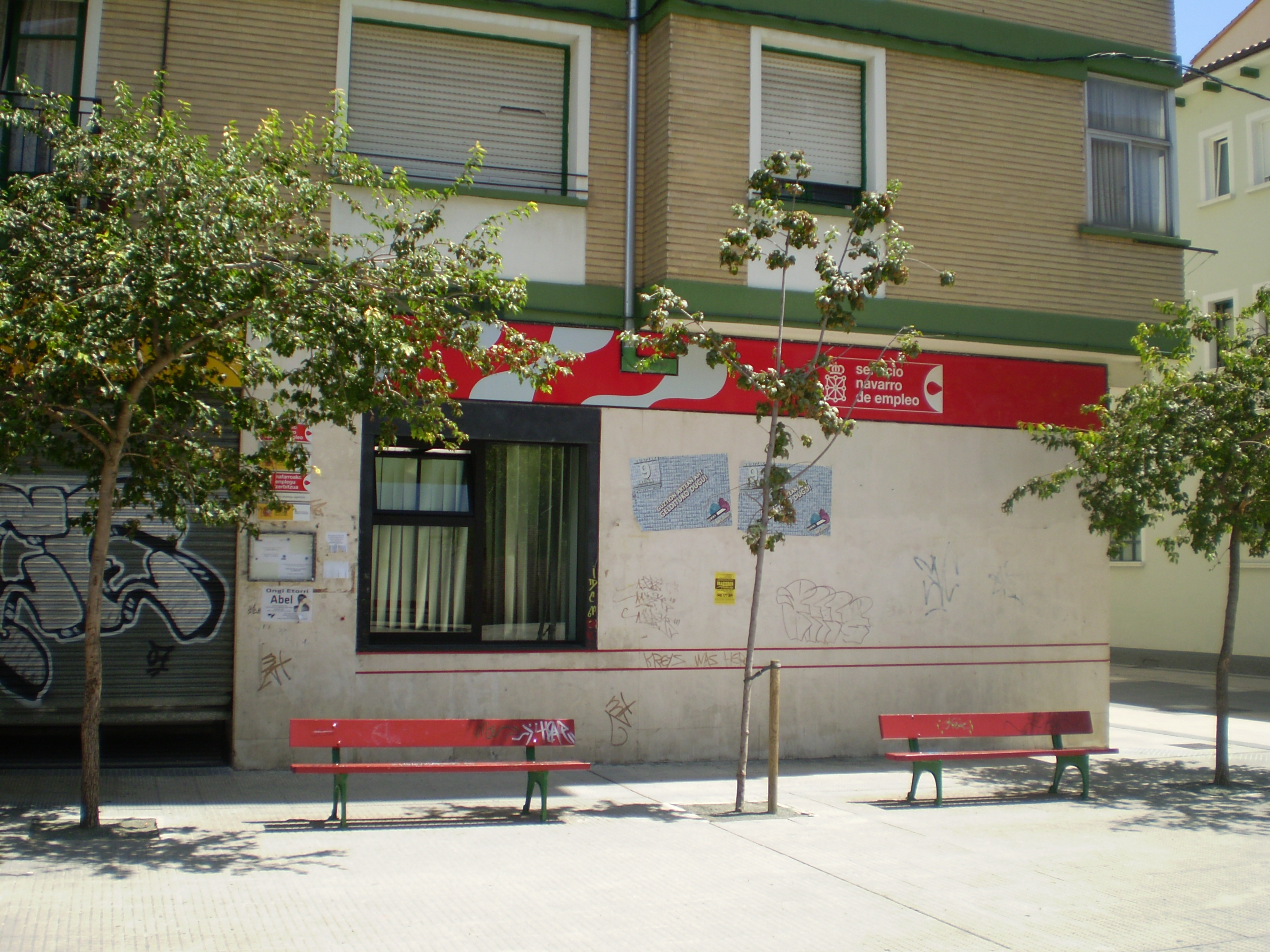
Servicio Navarro de Empleo

En el periodo comprendido entre 1996 y 2007, la tasa de paro registrada en Pamplona estuvo en torno a un 5 %, por lo que puede considerarse como paro técnico. Sin embargo a raíz de la crisis económica de ámbito mundial desatada en 2008, la tasa de paro en la Comunidad Foral de Navarra en el segundo trimestre de 2010, fue de un 10,96 % según la Encuesta de Población Activa. Este paro afectó más a los inmigrantes.
Agricultura
Cuenta con huertas a escasos metros del casco urbano, especialmente en los meandros del río Arga conocidos como Aranzadi, Magdalena. Las principales hortalizas que se cultivan son las achicorias, cardos, escarolas, pimientos verdes, borrajas, puerros, berzas, acelgas, lechugas, cebollas, espinacas, alubias verdes, tomates, patatas, rábanos y habas.
Industria
En el término municipal existen dos polígonos industriales donde se ubican la mayoría de industrias existentes. Uno de ellos es el polígono industrial Agustinos y el otro el polígono industrial de Landaben. La empresa automovilística Volkswagen, ubicada en el polígono de Landaben, es la industria que más puestos de trabajo genera en la cuenca de Pamplona en 2009 tiene una plantilla de 5000 trabajadores aproximadamente.
| Sector industrial             | Empresas |
| ----------------------------- | -------- |
| Energía y agua                | 19       |
| Extracción minería y químicas | 44       |
| Industria metalúrgica         | 193      |
| Industria manufacturera       | 457      |
| Total                         | 713      |

En 1957, el Ayuntamiento de Pamplona aprobó el Plan General de Ordenación Urbana que junto con el Plan de Promoción Industrial de Navarra (PPI), iniciado por la Diputación Foral de Navarra en 1964, ha permitido el paso de una zona agrícola a un espacio industrial avanzado tecnológicamente. En la capital y su área metropolitana, ocupan casi el 50 % del empleo industrial de Navarra. Casi todas son pequeñas y medianas empresas. Por sectores destaca la metalurgia y dentro de ella los subsectores de automoción y transformación de metales, forma junto a la alimentación y el papel y artes gráficas, el principal exponente de la actividad de la zona, que comprende además siderúrgica, mecánica, electrónica, material eléctrico, maquinaria agrícola, química, farmacéutica, caucho, textil, fibras artificiales, cuero, madera, material de construcción, etc.
En los últimos años, muchas industrias se han trasladado de la capital a su periferia. Estos empujes descentralizadores vienen motivados por la búsqueda de un suelo industrial más apto para las nuevas necesidades. Entre 1982 y 1990 todos los sectores industriales perdieron empleo en la capital, mientras los sectores del metal, la alimentación y la construcción ganaron empleo en la periferia. Esto también viene apoyado por una creciente especialización de Pamplona en los servicios.
Servicios

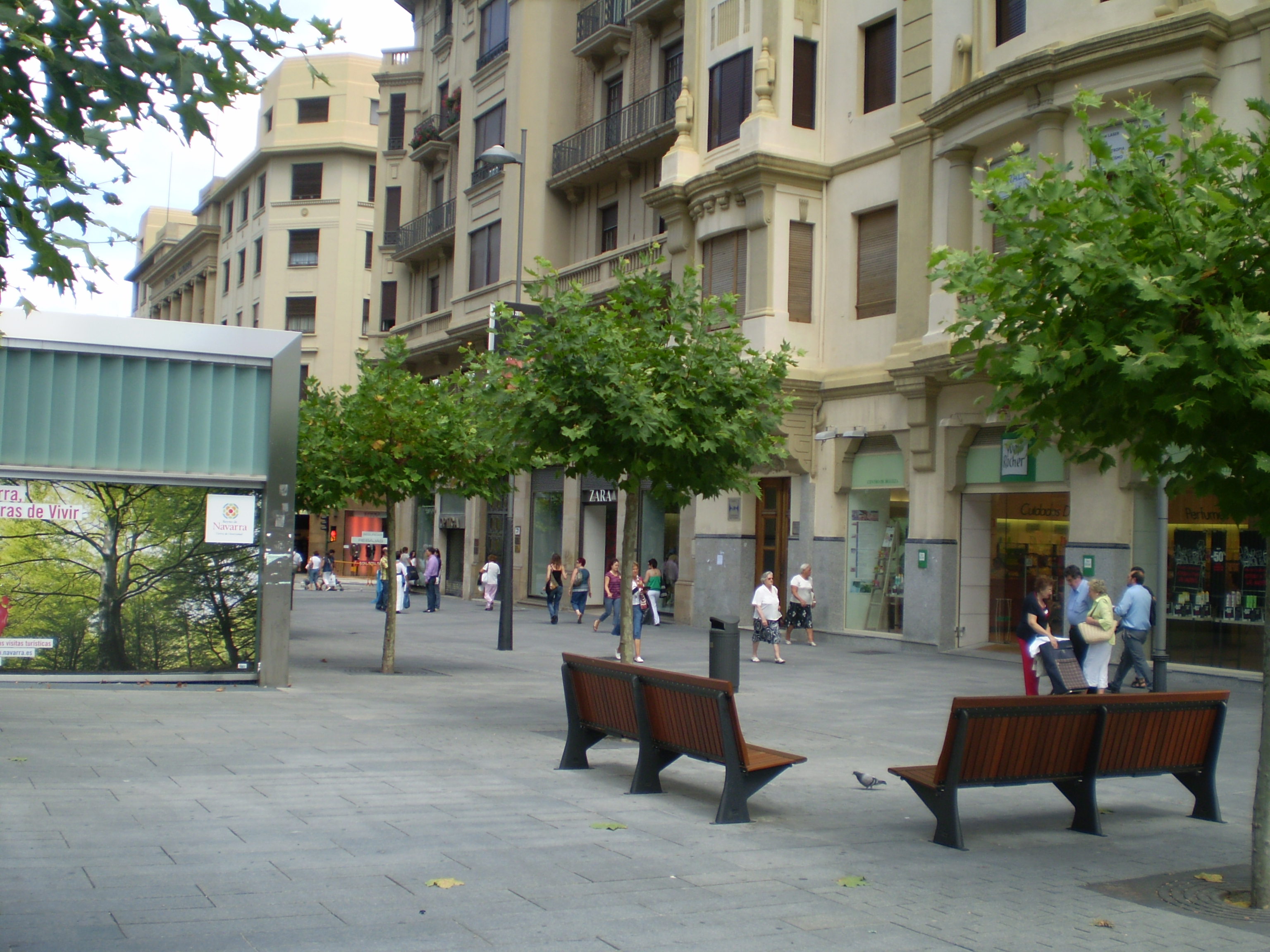
Avenida Carlos III, importante centro del comercio de Pamplona

El sector terciario, ha desempeñado una función primordial, que perdió importancia con la fuerte industrialización de la ciudad, en los años sesenta, en especial desde el proceso de modernización agraria de la ciudad. A partir de la crisis industrial, el sector terciario volvió a dominar claramente entre las actividades urbanas. Dentro de los servicios, destacan: Comercio, Banca y Turismo.
Comercio

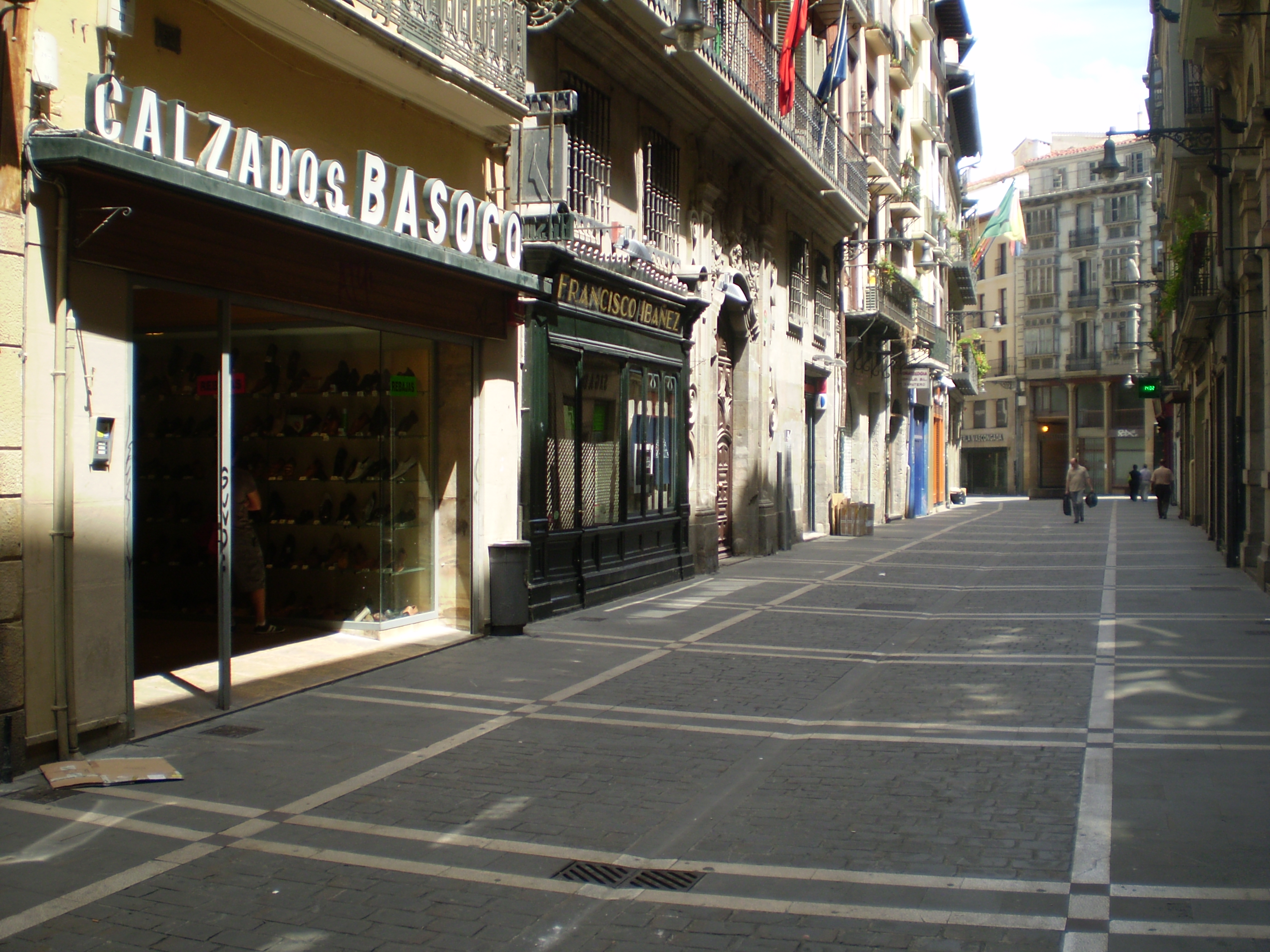
Calle Zapatería del casco antiguo, donde se ha asentado tradicionalmente el comercio

Por barrios, el Ensanche, con el 26,7 % de los establecimientos, y el casco antiguo, con el 18 % son las zonas de mayor concentración, seguidas por Iturrama, San Juan y en tercer lugar los barrios de la Rochapea y la Chantrea. En el casco antiguo y en el ensanche la concentración en equipamiento de la persona, es todavía mucho mayor, concentrando el 67 % del total de establecimientos de Pamplona. Los centros comerciales e hipermercados instalados en la ciudad pertenecen a las empresas: Carrefour, El Corte Inglés y Eroski.
| Sector comercial                                                                    | Empresas |
| ----------------------------------------------------------------------------------- | -------- |
| Oficinas bancarias. Bancos (90), Cajas de ahorros (96) Cooperativas de crédito (51) | 237      |
| Empresas comerciales mayoristas                                                     | 564      |
| Empresas comerciales minoristas                                                     | 5935     |
| Hipermercados                                                                       | 3        |
| Bares y restaurantes                                                                | 1356     |

Banca

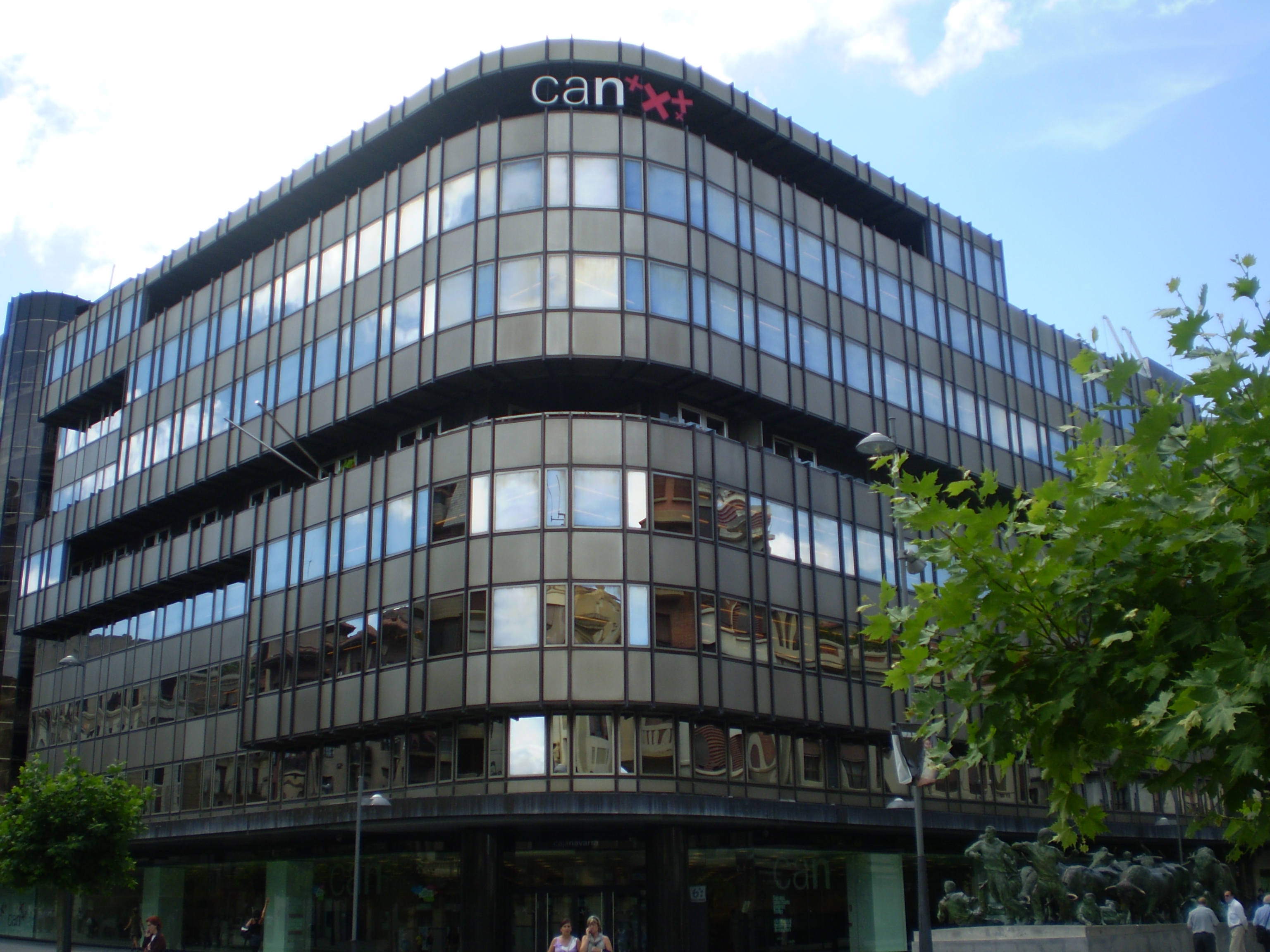
Oficina Central de Caja Navarra ubicada en la avenida Carlos III

La Caja de Ahorros y Monte de Piedad de Navarra (comercialmente conocida como Caja Navarra o CAN perteneciente al grupo Banca Cívica, es la caja de ahorros principal de Navarra, con sede en su capital, Pamplona.
Otra de las cajas de ahorros importantes que tiene su sede central en Pamplona, es la Caja Rural de Navarra.
Turismo
| Tipo    | Tipo        | Establecimientos | Plazas |
| ------- | ----------- | ---------------- | ------ |
| Hoteles | 5 estrellas | 1                | 44     |
| Hoteles | 4 estrellas | 3                | 502    |
| Hoteles | 3 estrellas | 11               | 801    |
| Hoteles | 2 estrellas | 2                | 66     |
| Hoteles | 1 estrella  | 1                | 19     |
| Hoteles | Total       | 18               | 1432   |

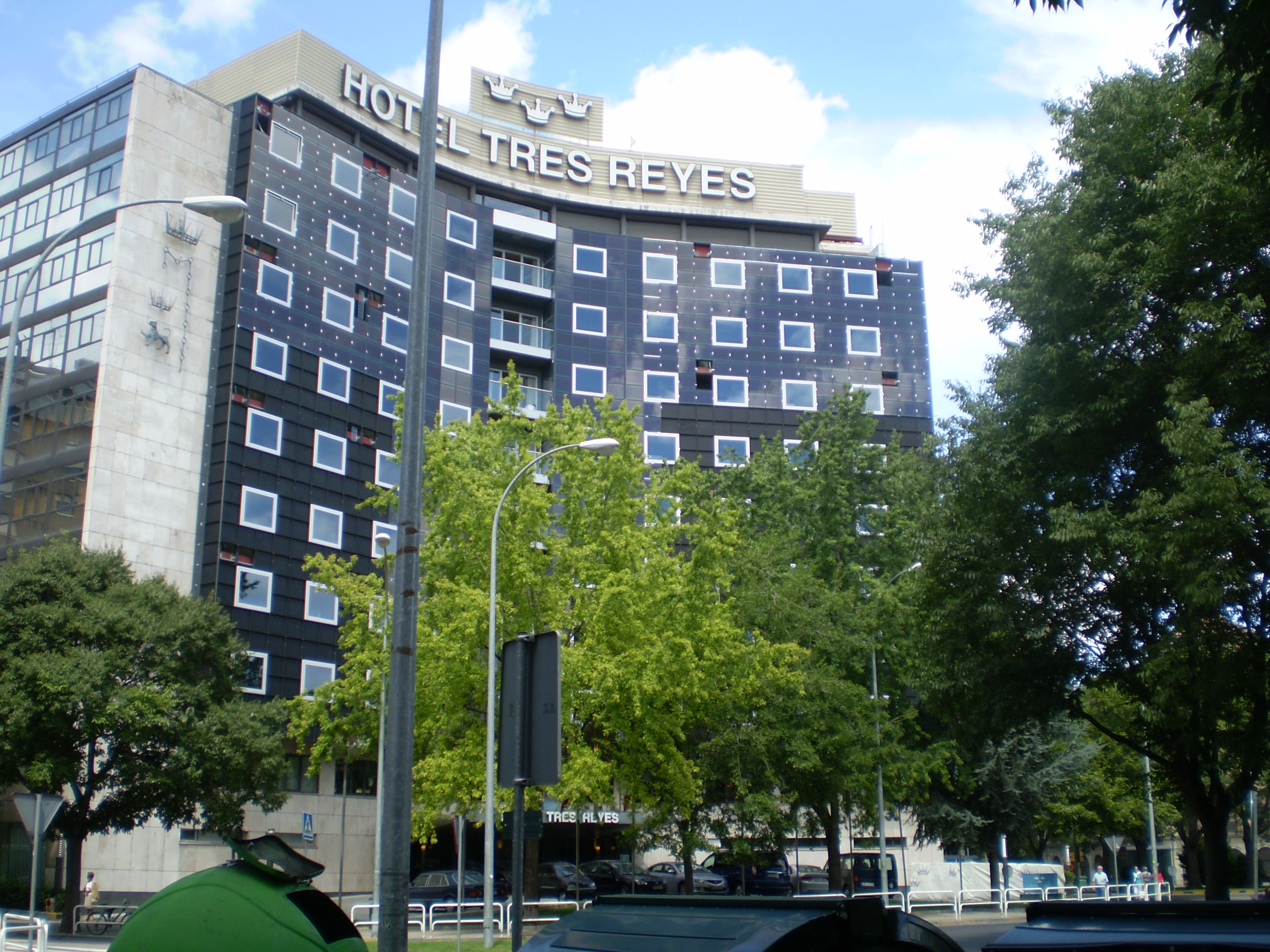
Hotel Tres Reyes

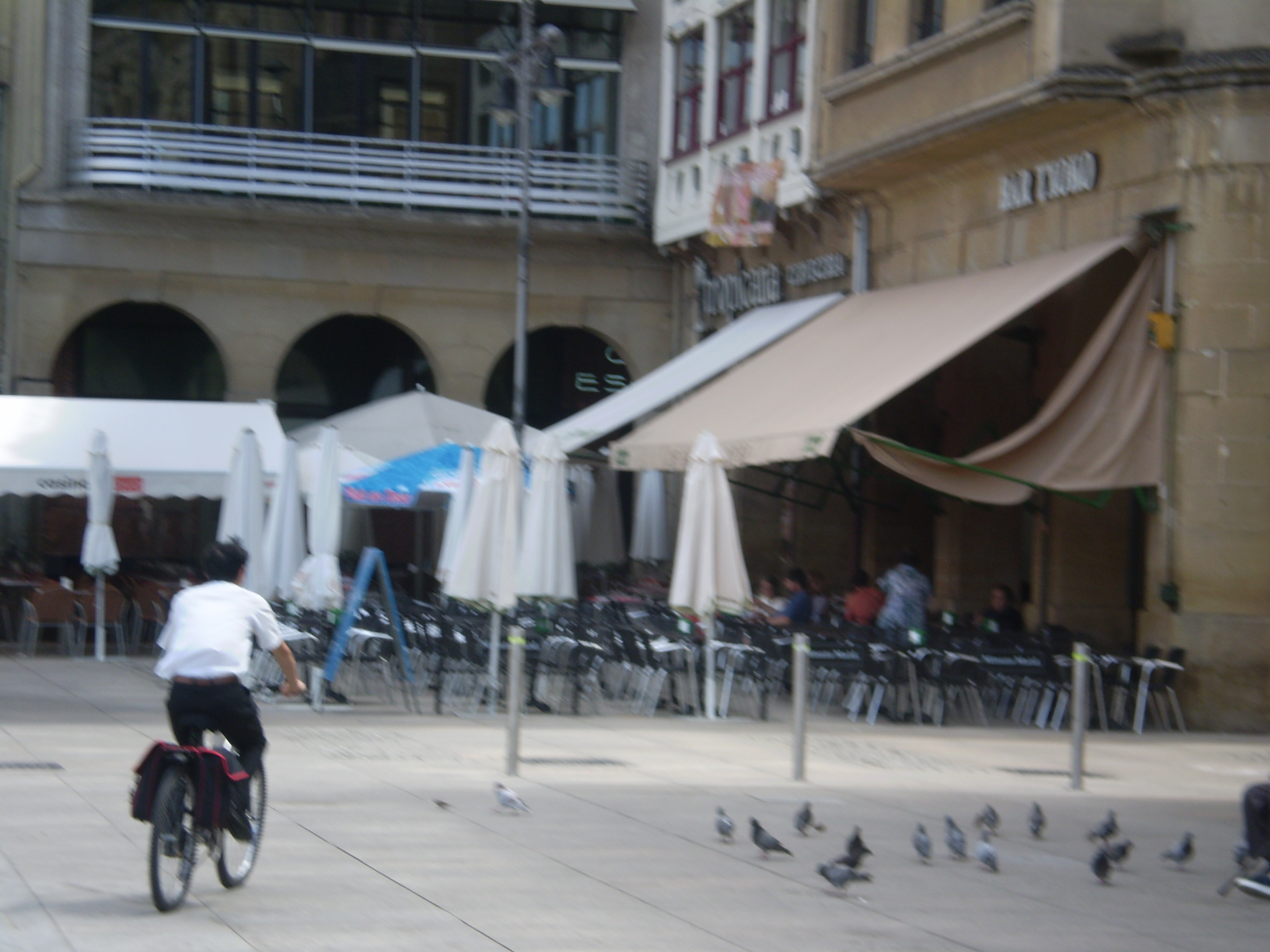
Terrazas en la plaza del Castillo

La infraestructura hotelera de la ciudad es suficiente para alojar el número habitual de turistas que visitan la ciudad pero es totalmente insuficiente para cubrir la demanda que se produce en las fiestas de los Sanfermines. Los bares y restaurantes tienen gran importancia en la economía local, debido a la variada cantidad de establecimientos dedicados a la restauración, ofreciendo una gran diversidad de sus cocinas en todos los estilos gastronómicos y categorías.

## Administración y política

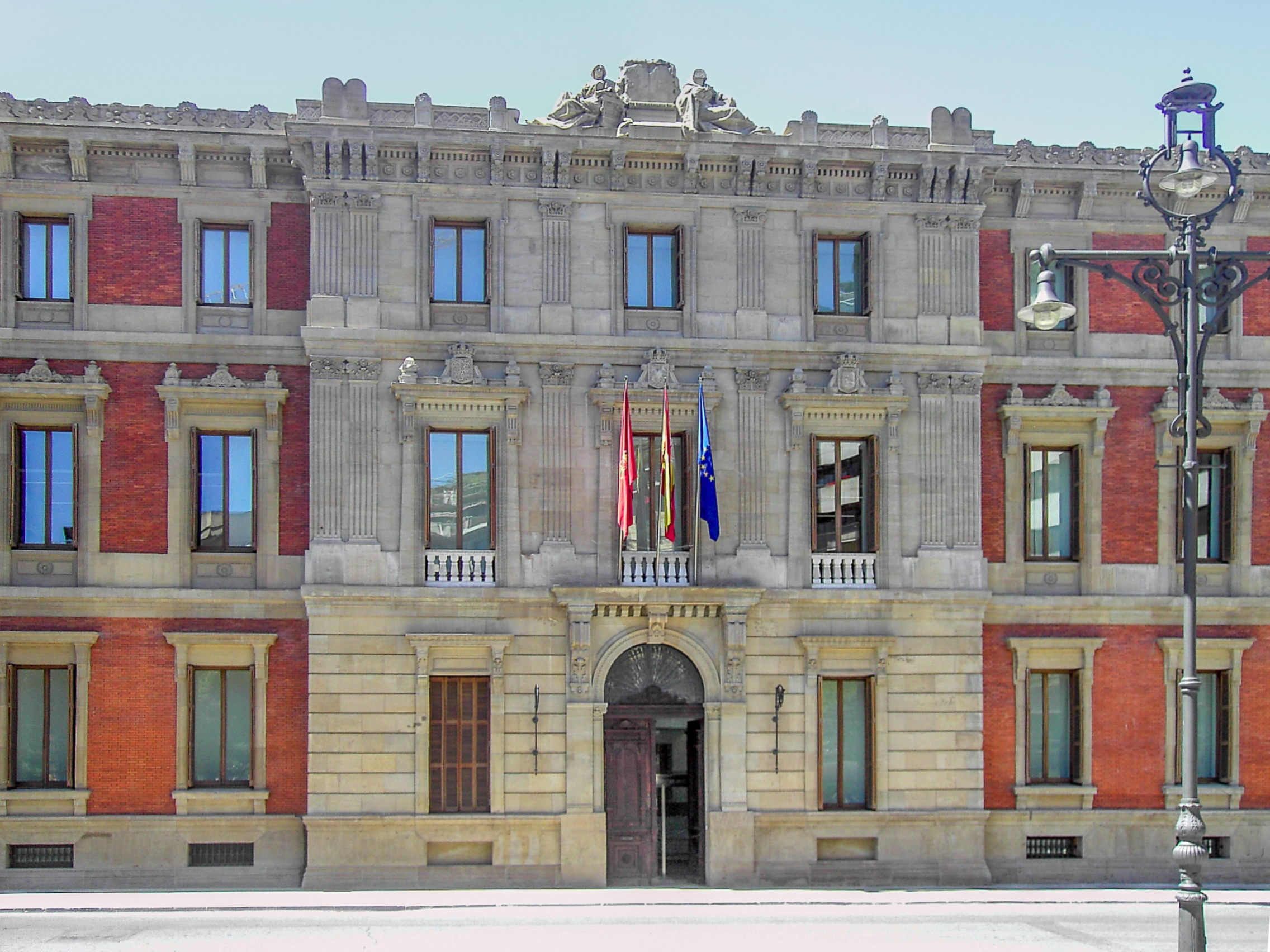
Parlamento de Navarra

### Capitalidad
La ciudad de Pamplona es la capital de la Comunidad Foral de Navarra, por lo tanto en ella está la sede del Gobierno de Navarra, todos sus departamentos y su Parlamento. Por parte del Gobierno de España se ubica la Delegación del Gobierno y todas las delegaciones de ámbito provincial y autonómico.

### Gobierno municipal
La administración política de la ciudad se realiza a través de un ayuntamiento de gestión democrática cuyos componentes se eligen cada cuatro años por sufragio universal. El censo electoral está compuesto por todos los residentes empadronados en ella mayores de 18 años y nacionales de España y de los otros países miembros de la Unión Europea. Según lo dispuesto en la Ley del Régimen Electoral General, que establece el número de concejales elegibles en función de la población del municipio, la corporación municipal está formada por 27 concejales. La sede del ayuntamiento está emplazada en la plaza Consistorial, en el casco antiguo.

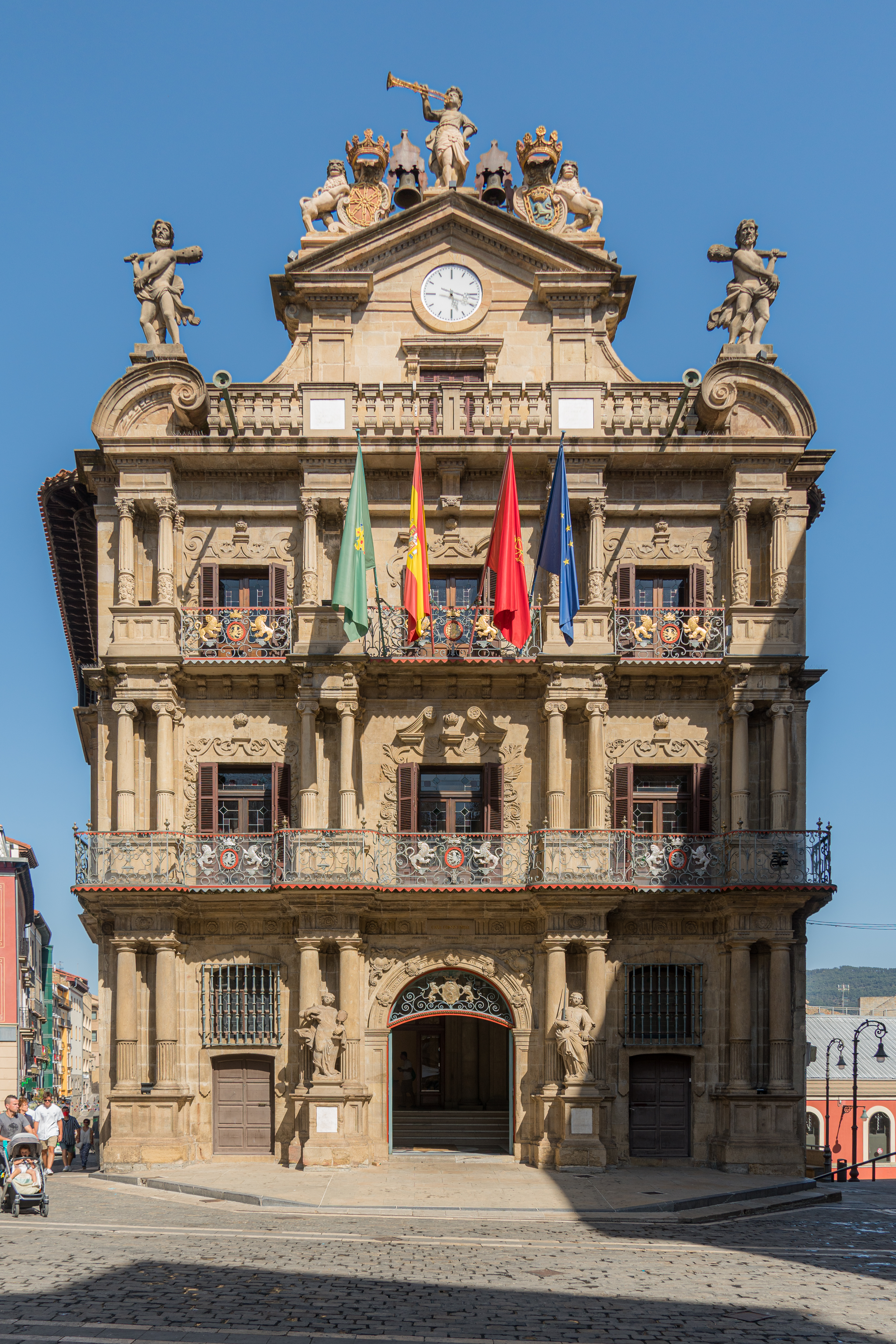
Ayuntamiento de Pamplona

En las elecciones municipales de 2015, Unión del Pueblo Navarro (UPN) obtuvo el 30,99 % de los votos y 10 concejales seguido de Euskal Herria Bildu (EH Bildu) que obtuvo el 16,62 % de los votos y 5 concejales los mismos que obtuvieron Geroa Bai con el 15,74 %. El resto de formaciones que concurrieron a las elecciones y obtuvieron representación: Partido Socialista de Navarra (PSN-PSOE) el 10,04 % y 3 concejales, Aranzadi Iruña el 9,50 % y 3 concejales e Izquierda-Ezkerra (I-E) (coalición integrada por Izquierda Unida de Navarra y Batzarre) el 5,70 % y 1 concejal.
El candidato de EH Bildu Joseba Asiron fue elegido alcalde
en el pleno constituyente celebrado el 13 de junio de 2015 donde
consiguió 14 de los 27 votos emitidos por los concejales electos: 5 de su formación, EH Bildu, 5 de Geroa Bai, 3 de Aranzadi Iruña y 1 de Izquierda-Ezkerra. Los otros candidatos fueron Enrique Maya de UPN que sumó los 10 de su formación y Maite Esporrín (PSN-PSOE) que consiguió los 3 de su formación.
En las elecciones municipales de 2019, UPN, Ciudadanos y PP se presentaron juntos bajo la marca Navarra Suma (NA+), que resultó vencedora obteniendo el 40,58 % de los votos. En la sesión constitutiva del ayuntamiento celebrada el 15 de junio de 2019, el candidato de Navarra Suma, Enrique Maya, obtuvo el apoyo de los 13 concejales de NA+ y recuperó la alcaldía por ser la fuerza más votada; Joseba Asiron, por su parte, tuvo el respaldo de los 7 concejales de EH Bildu y los 2 de Geroa Bai; los 5 concejales del PSN apoyaron a su candidata, Maite Esporrín.
Tras las elecciones de 2023, Cristina Ibarrola (UPN) quedó en primera posición con 9 concejales de los 27 que tiene el pleno, a tan solo 3000 votos de Euskal Herria Bildu (8 concejales). Ibarrola fue investida el 17 de junio de 2023 al no fraguarse un pacto entre el Partido Socialista de Navarra y EH Bildu, quienes junto al resto de fuerzas políticas de izquierda sumaban mayoría absoluta. El PSN se abstuvo e Ibarrola ganó por mayoría simple. Elma Saiz, la representante del grupo municipal socialista había declarado en campaña que no haría alcalde a Asiron. Desde ese mismo momento se especuló con la posibilidad de una moción de censura para devolver el bastón de mando a Asiron, que requeriría del apoyo del PSN, a pesar de que ambos partidos lo negaron.
Durante los siguientes seis meses, Ibarrola se vio envuelta en numerosas polémicas que no hicieron más que aumentar los rumores sobre una moción de censura. Tras la reedición del gobierno Sánchez en noviembre de 2023, Saiz fue nombrada ministra de Seguridad Social y abandonó su cargo en el ayuntamiento. Esto, así como la situación de bloqueo cada vez más insostenible que sufría el consistorio, propició que EH Bildu y PSN comenzasen conversaciones para apartarla del cargo. Estas fructificaron el 13 de diciembre de 2023, cuando Joseba Asiron presentó en el ayuntamiento una moción de censura con el apoyo de todos los grupos de la oposición, excepto el PPN. La moción fue debatida el 28 de diciembre de 2023 poniendo fin al mandato de Ibarrola con 15 votos a favor (EH Bildu, PSN, Geroa Bai y Contigo-Zurekin) y 11 en contra (UPN y PPN). El mandato de Ibarrola, con una duración de 194 días, fue así el más corto de la historia de la ciudad, y la única alcaldesa desalojada con una moción de censura.(2023-)
| Periodo   | Nombre                    | Partido | Partido                                     |
| --------- | ------------------------- | ------- | ------------------------------------------- |
| 1979-1987 | Julián Balduz Calvo       |         | Partido Socialista de Navarra (PSN-PSOE)    |
| 1987-1991 | Javier Chourraut Burguete |         | Unión del Pueblo Navarro (UPN)              |
| 1991-1995 | Alfredo Jaime Irujo       |         | Unión del Pueblo Navarro (UPN)              |
| 1995-1999 | Javier Chourraut Burguete |         | Convergencia de Demócratas de Navarra (CDN) |
| 1999-2011 | Yolanda Barcina Angulo    |         | Unión del Pueblo Navarro (UPN)              |
| 2011-2015 | Enrique Maya Miranda      |         | Unión del Pueblo Navarro (UPN)              |
| 2015-2019 | Joseba Asiron             |         | Euskal Herria Bildu                         |
| 2019-2023 | Enrique Maya Miranda      |         | Unión del Pueblo Navarro (UPN)              |
| 2023-2023 | Cristina Ibarrola         |         | Unión del Pueblo Navarro (UPN)              |
| 2023-act. | Joseba Asiron             |         | Euskal Herria Bildu (EH Bildu)              |

| Partido político                                            | 2023                    | 2023                    | 2023                    | 2019                  | 2019                  | 2019                  | 2015   | 2015  | 2015       | 2011   | 2011  | 2011       | 2007   | 2007  | 2007       |
| Partido político                                            | Votos                   | %                       | Concejales              | Votos                 | %                     | Concejales            | Votos  | %     | Concejales | Votos  | %     | Concejales | Votos  | %     | Concejales |
| Unión del Pueblo Navarro (UPN)                              | 30 691                  | 30,30                   | 9                       | En Navarra Suma (NA+) | En Navarra Suma (NA+) | En Navarra Suma (NA+) | 31 657 | 30,99 | 10         | 34 426 | 35,80 | 11         | 46 640 | 42,86 | 13         |
| Euskal Herria Bildu (EH Bildu)-Bildu                        | 27 752                  | 27,40                   | 8                       | 26 691                | 24,81                 | 7                     | 16 974 | 16,62 | 5          | —      | —     | —          | —      | —     | —          |
| Partido Socialista de Navarra (PSN-PSOE)                    | 15 850                  | 15,64                   | 5                       | 17 417                | 16,19                 | 5                     | 10 260 | 10,04 | 3          | 11 269 | 11,72 | 3          | 16 578 | 15,23 | 4          |
| Partido Popular (PP)                                        | 8526                    | 8,41                    | 2                       | En Navarra Suma (NA+) | En Navarra Suma (NA+) | En Navarra Suma (NA+) | 3831   | 3,75  | 0          | 6466   | 6,72  | 2          | —      | —     | —          |
| Geroa Bai (GBai)-Nafarroa Bai (NaBai)                       | 7652                    | 7,55                    | 2                       | 8406                  | 7,82                  | 2                     | 16 073 | 15,74 | 5          | 21 715 | 22,58 | 7          | 28 581 | 26,26 | 8          |
| Contigo Navarra-Zurekin Nafarroa (CN-ZN)-Podemos            | 5228                    | 5,16                    | 1                       | 4113                  | 3,82                  | 0                     | —      | —     | —          | —      | —     | —          | —      | —     | —          |
| Vox                                                         | 2938                    | 2,90                    | 0                       | 1176                  | 1,09                  | 0                     | —      | —     | —          | —      | —     | —          | —      | —     | —          |
| Ciudadanos (CS)                                             | 431                     | 0,42                    | 0                       | En Navarra Suma (NA+) | En Navarra Suma (NA+) | En Navarra Suma (NA+) | 3631   | 3,55  | 0          | —      | —     | —          | —      | —     | —          |
| Izquierda-Ezkerra (I-E)                                     | Contigo Navarra (CN-ZN) | Contigo Navarra (CN-ZN) | Contigo Navarra (CN-ZN) | 3657                  | 3,40                  | 0                     | 5823   | 5,70  | 1          | 5107   | 5,31  | 1          | 4504   | 4,14  | 0          |
| Navarra Suma (NA+)                                          | —                       | —                       | —                       | 43 643                | 40,58                 | 13                    | —      | —     | —          | —      | —     | —          | —      | —     | —          |
| Aranzadi Iruñea Denon Artean-Pamplona En Común-Ganemos      | —                       | —                       | —                       | 258                   | 0,24                  | 0                     | 9701   | 9,50  | 3          | —      | —     | —          | —      | —     | —          |
| Eusko Alkartasuna (EA)-Alternatiba                          | —                       | —                       | —                       | —                     | —                     | —                     | —      | —     | —          | 10 463 | 10,88 | 3          | —      | —     | —          |
| Eusko Abertzale Ekintza-Acción Nacionalista Vasca (EAE-ANV) | —                       | —                       | —                       | —                     | —                     | —                     | —      | —     | —          | —      | —     | —          | 7187   | 6,6   | 2          |

Presupuestos municipales

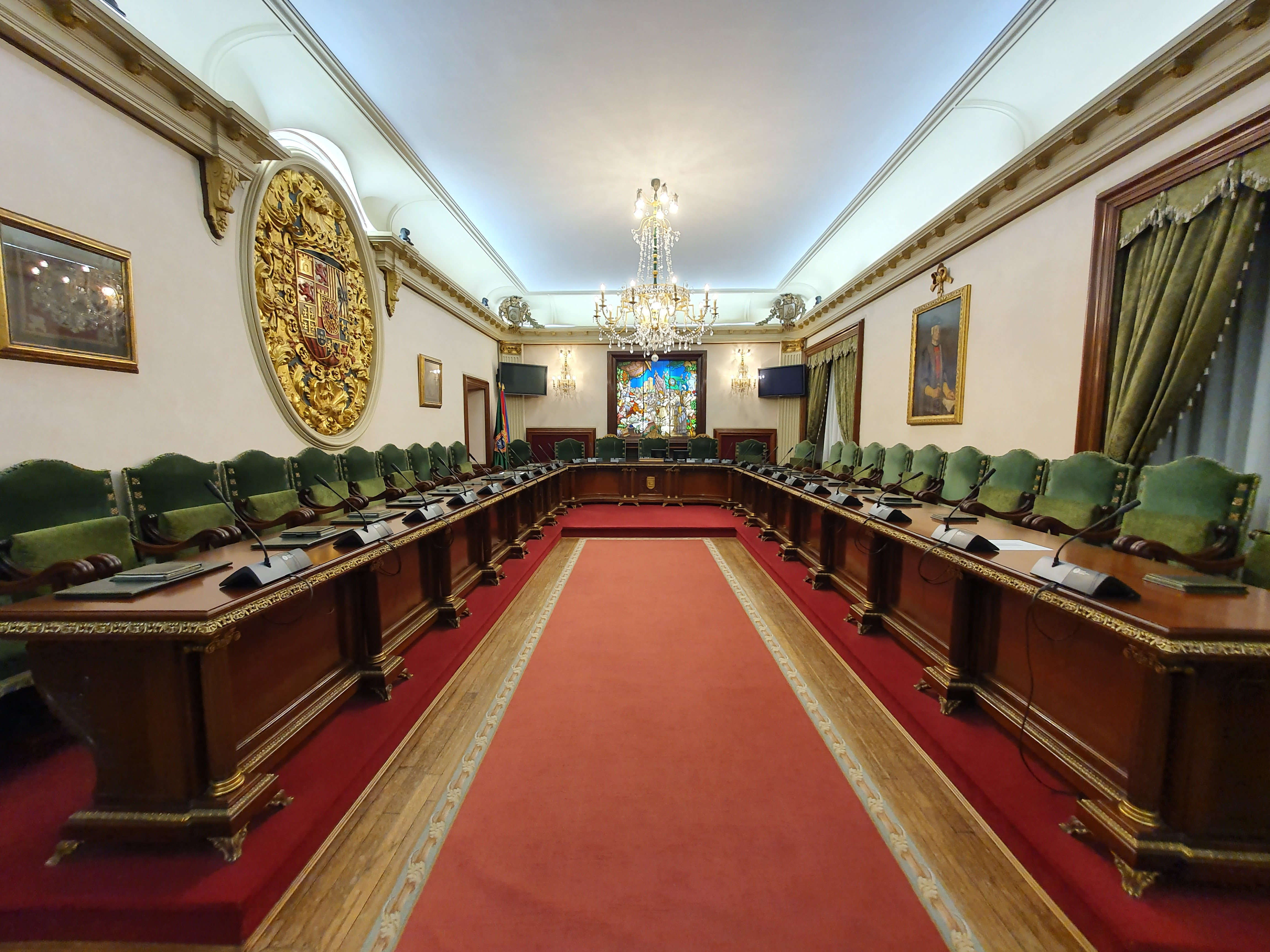
Salón de plenos

Para asegurar su funcionamiento, el Ayuntamiento de Pamplona aprobó, para el año 2009, el siguiente presupuesto:

El Presupuesto consolidado de gastos del Ayuntamiento de Pamplona para el ejercicio 2009, compuesto por el presupuesto del propio Ayuntamiento, el de los Organismos Autónomos (Gerencia de Urbanismo y Escuelas Infantiles) y por las previsiones de las empresas públicas participadas íntegramente por el Ayuntamiento (Pamplona Centro Histórico, SA, Comiruña, SA y ASIMEC, SA), asciende a un total de 299 114 355 euros, después de realizar los ajustes por operaciones internas entre las entidades indicadas.

Pleno municipal
El pleno municipal constituye el órgano de máxima representación política de la ciudadanía en el gobierno municipal, tiene entre otras competencias la aprobación de las ordenanzas municipales, los presupuestos municipales, los planes de ordenación urbanística, y el control y fiscalización de los órganos de gobierno». El pleno es convocado y presidido por la alcaldesa, y está integrado por los 27 concejales del Ayuntamiento. Las sesiones ordinarias se celebran dos veces al mes en el salón de plenos de la casa consistorial.
Áreas municipales

Plano del casco antiguo

La gestión ejecutiva municipal está organizada por trece áreas de gobierno al frente de las cuales hay un concejal del equipo de gobierno. Cada área de gobierno tiene varias delegaciones en función de las competencias que se le asignan y que son variables de unos gobiernos municipales a otros.
- Bienestar social y deporte, comercio y turismo, conservación urbana, cultura, desarrollo sostenible, educación y juventud, hacienda local, movilidad, participación ciudadana y nuevas tecnologías, presidencia, proyectos estratégicos, seguridad ciudadana y urbanismo y vivienda

Barrios

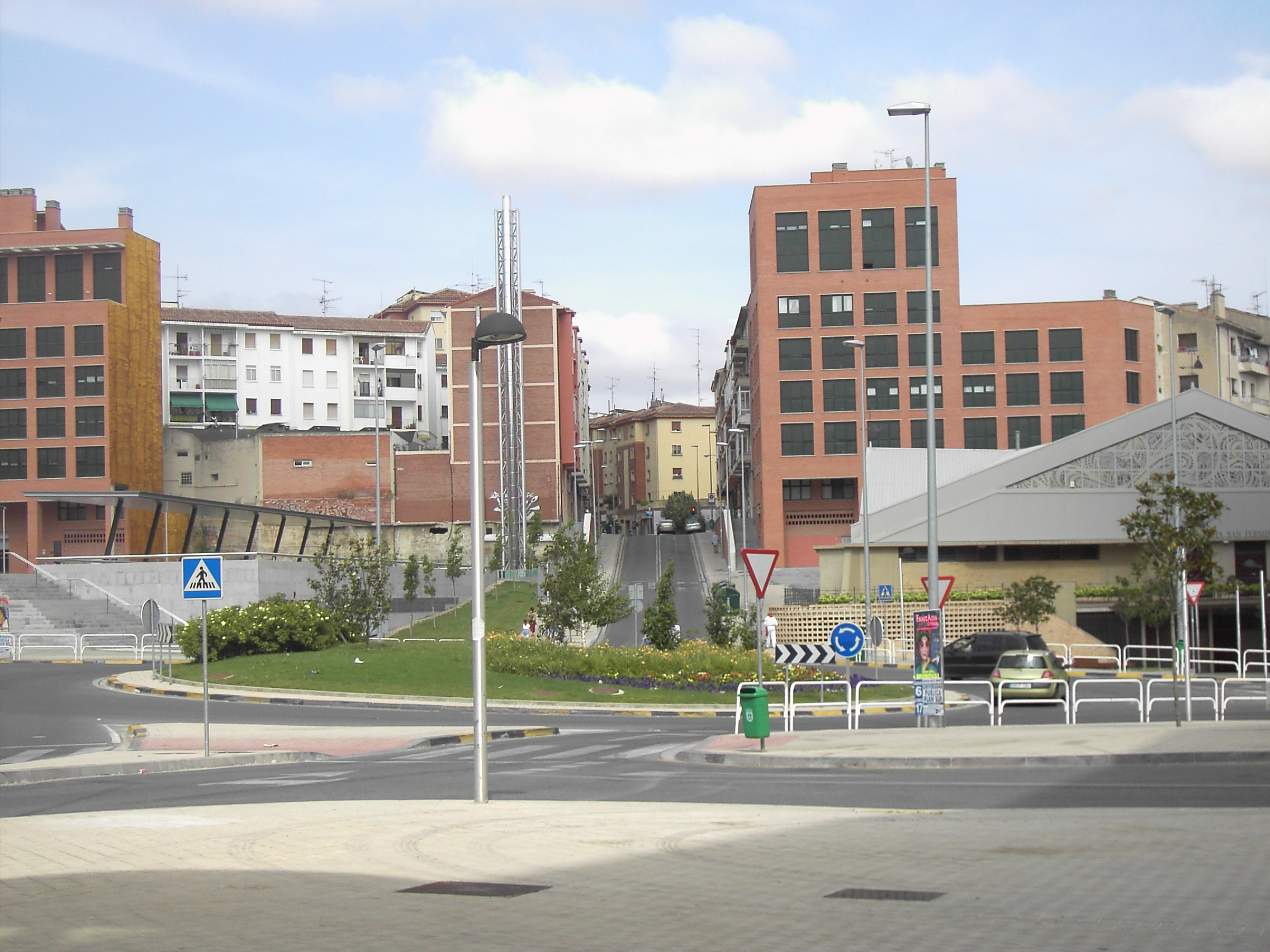
Barrio de La Milagrosa

Con el objetivo de mejorar la calidad de los servicios que el ayuntamiento presta a la ciudad y de facilitar la participación ciudadana, se encuentra dividida en barrios que difieren tanto en su expansión geográfica como en su población. Estos actualmente (2009) son:
- Azpilagaña. Echavacoiz. Ermitagaña. Iturrama.Chantrea. Rochapea. San Jorge. San Juan. Ensanche I. Ensanche II. Mendillorri. Casco antiguo. Milagrosa. Buztintxuri. Ezcaba. Lezcairu.[123]

Área metropolitana

Área metropolitana de Pamplona

Al mismo tiempo que la ciudad se desarrolla en la segunda mitad del siglo XX, los pequeños municipios del entorno, hasta entonces dedicados al campo, súbitamente se transforman en lugar de residencia de la nueva población industrial. El área metropolitana que está delimitada por el ámbito geográfico de la Cuenca de Pamplona está formada por 23 municipios. Su población en 2009 era de 334 830 habitantes, con una superficie de 488,6 km². Existe un organismo denominado Mancomunidad de la Comarca de Pamplona que aglutina a la mayor parte de estos municipios y tiene competencias sobre la gestión de diversos servicios como: transporte público urbano, gestión de aguas y residuos urbanos.

### Justicia
En Pamplona está la sede del Tribunal Superior de Justicia de Navarra, la Audiencia Provincial, y del partido judicial n.º 4 de Navarra con una demarcación de 87 pueblos de la zona. Todas las dependencias judiciales están ubicadas en al barrio de san Juan en la calle san Roque, 4, y conforman los siguientes órganos judiciales:
- Tribunal Superior de Justicia de Navarra: Presidente. Sala Civil-Penal. Sala Contencioso-Administrativo. Sala de lo Social
- Audiencia Provincial: Presidente. Civil-Penal: 3
- Juzgados

## Servicios

### Educación
Existe (en 2009) una red de centros de enseñanzas no universitarias, de carácter tanto público como concertados y privados, que da cobertura al total de la demanda educativa. Se concreta en la siguiente distribución de centros.
- Conservatorio Navarro de Música Pablo Sarasate: centro educativo de música de grado superior creado en 1858 y que en 2004 se separó física y administrativamente en conservatorio profesional de música Pablo Sarasate y en conservatorio superior de música de Navarra.

Universidades

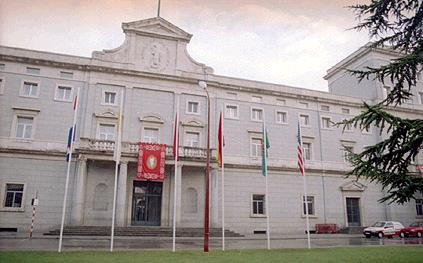
Universidad de Navarra

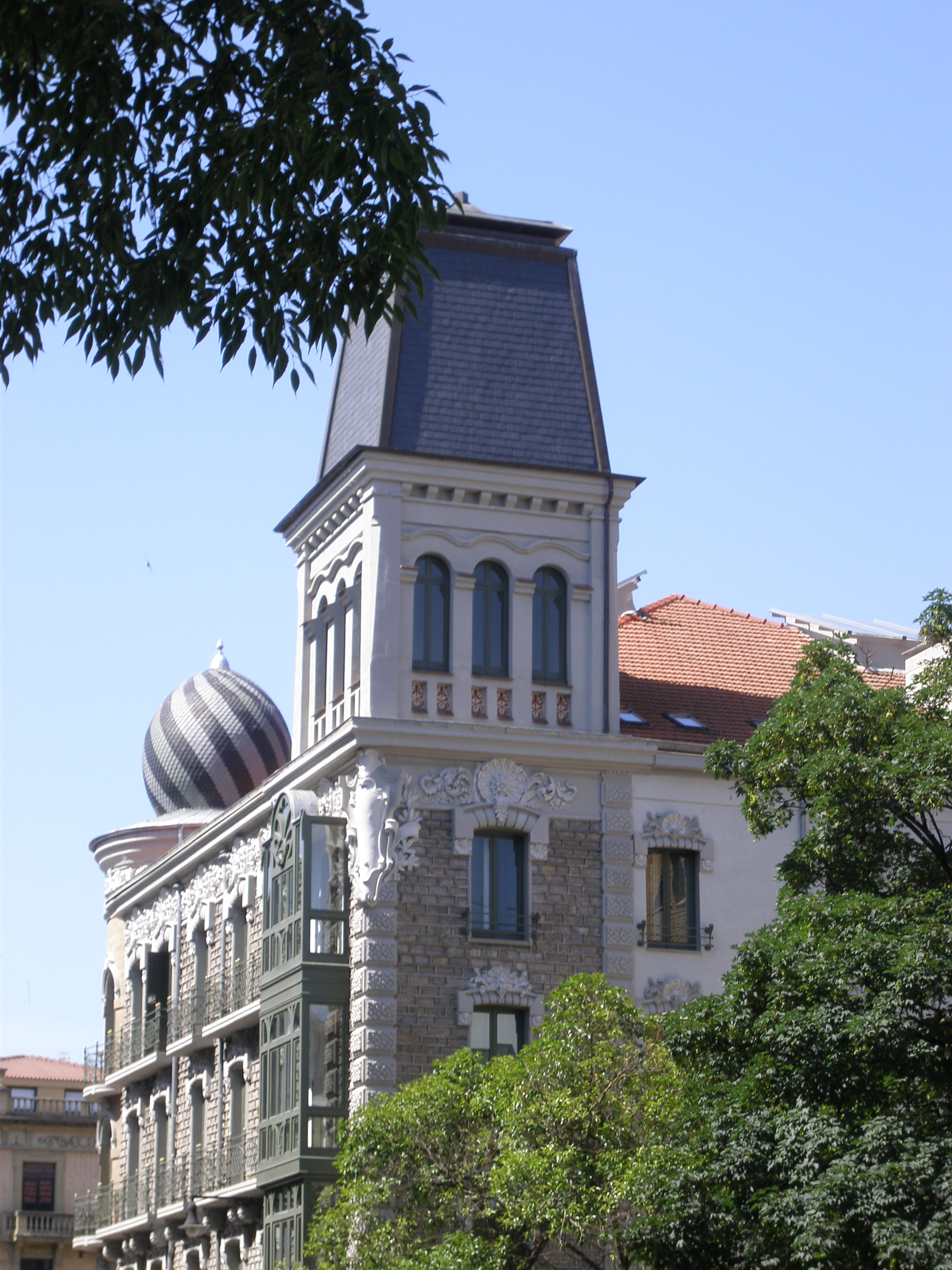
Escuela de música municipal en un edificio modernista

Existen dos universidades en la ciudad de Pamplona al que acuden a estudiar jóvenes de muchas procedencias diferentes; cuenta además con un centro asociado de la Universidad Nacional de Educación a Distancia:

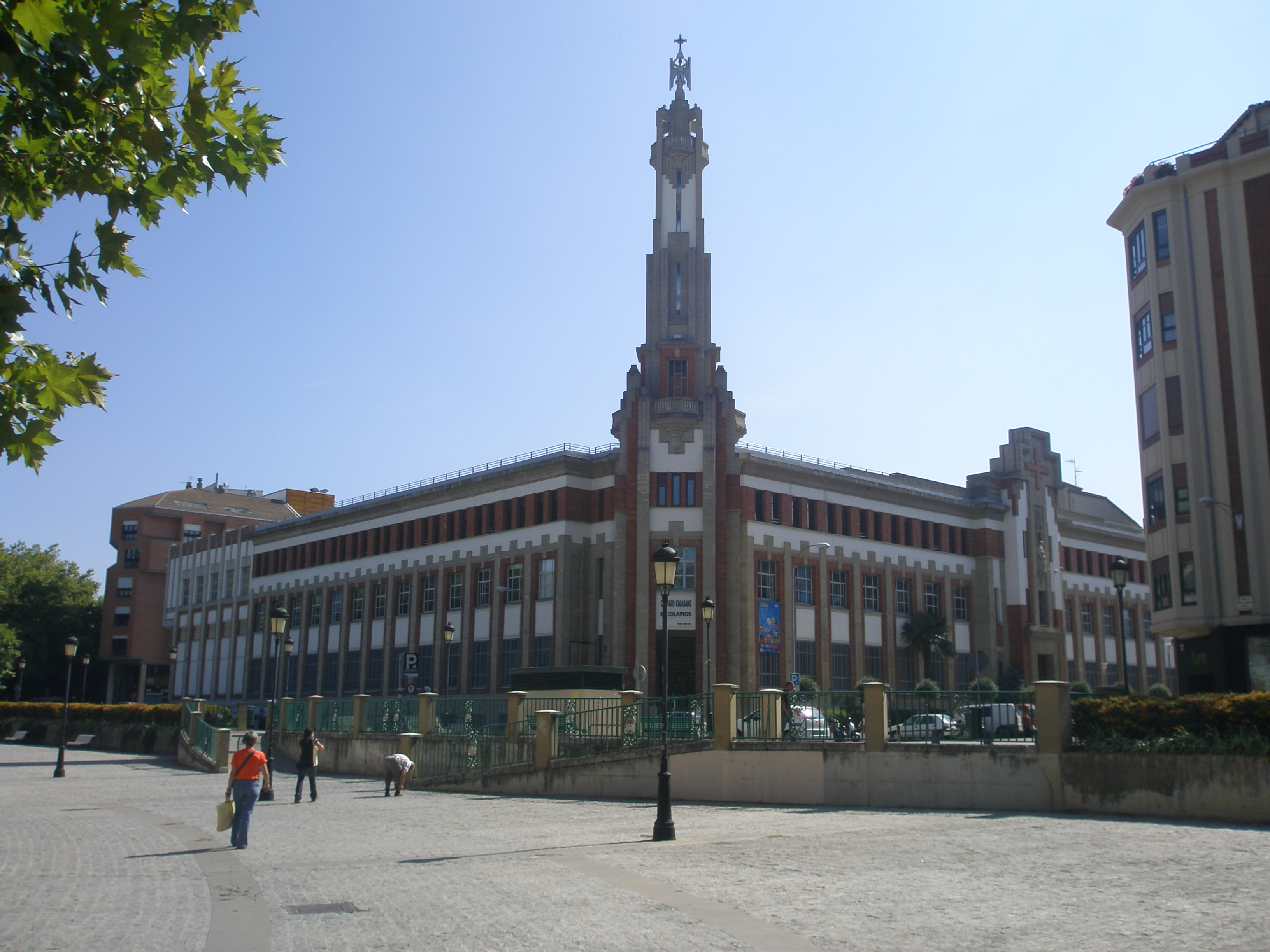
Colegio Escolapios, de Víctor Eusa

- Universidad Pública de Navarra (UPNA), esta Universidad fue creada en 1987 cuando el Parlamento de Navarra asumió el compromiso de su financiación. En el curso 2007/2008 estuvieron matriculados un total de 8059 alumnos. El campus de Arrosadía, donde se ubican la mayoría de sus instalaciones, cuenta con 260 000 m² urbanizados; a ellos hay que añadir la Finca de Prácticas e Investigación Agrícola, las instalaciones deportivas y el Centro de Biotecnología Agraria Vegetal. La Universidad mantiene en el recinto hospitalario el edificio de Ciencias de la Salud, con el departamento del mismo nombre y la escuela universitaria de Estudios Sanitarios. Para el año 2009, dispone de un presupuesto de gastos e ingresos de 74 487 129 euros. La actividad docente en la Universidad Pública de Navarra comprende tres facultades, dos escuelas técnicas superiores y una escuela universitaria:[128]

- Facultad de Ciencias Económicas y Empresariales
- Escuela Técnica Superior de Ingenieros Agrónomos
- Escuela Técnica Superior de Ingenieros Industriales y de Telecomunicación
- Facultad de Ciencias Humanas y Sociales
- Escuela Universitaria de Estudios Sanitarios
- Facultad de Ciencias Jurídicas

- Universidad de Navarra (UNAV/UNA), es una universidad privada fundada en 1952 por José María Escrivá de Balaguer. La Universidad de Navarra consta de diecisiete facultades y escuelas universitarias: Arquitectura, Ciencias, Comunicación, Derecho, Derecho Canónico, Eclesiástica de Filosofía, Económicas, Educación y Psicología, Enfermería, Farmacia y Nutrición, Filosofía y Letras, IESE (Instituto de Estudios Superiores de la Empresa), Ingeniería [TECNUN], ISEM Fashion Business School, ISSA School of Management Assistants, Medicina y Teología; catorce institutos, ocho centros y nueve entidades colaboradoras, como la clínica Universidad de Navarra o el Centro de Investigación Médica Aplicada (CIMA).[129] Durante el curso 2015-2016, se matricularon 7776 alumnos en los estudios de grado, 980 de postgrado y 2118 de máster.[130]
- Universidad Nacional de Educación a Distancia (UNED), esta Universidad fue creada en 1973, dispone de un centro asociado en Pampllona. Para el curso 2009-2010 contó con un total de 111 profesores tutores y 3200 alumnos, que se reparten en 28 titulaciones, el curso de Acceso para Mayores de veinticinco años, los cursos de Formación Continua, UNED Sénior e inglés. Su ubicación es próxima al Campus de Arrosadía de la Universidad Pública en el edificio del Sario[131]

#### Prensa impresa

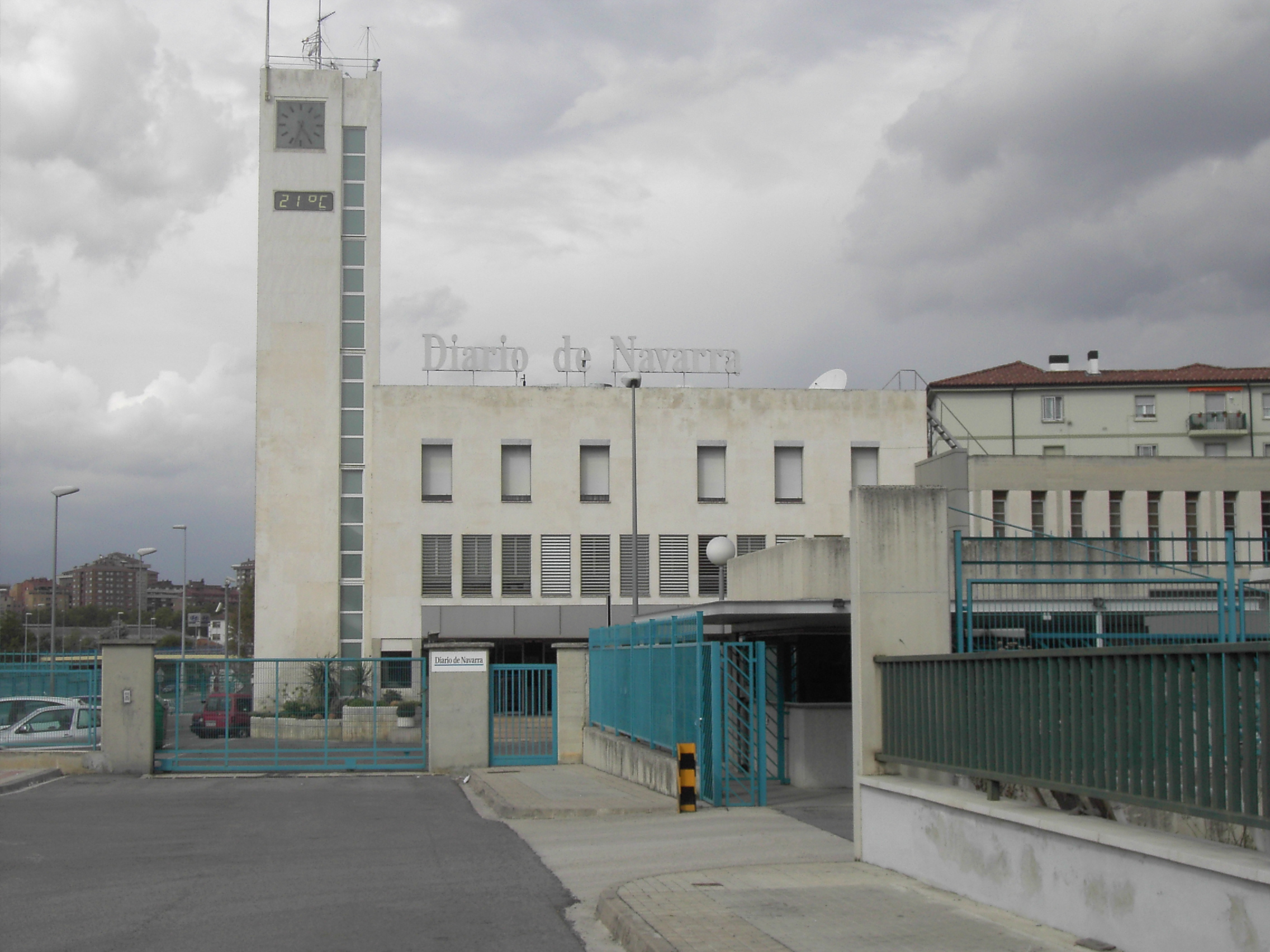
Instalaciones del Diario de Navarra en la localidad de Cordovilla

### Centros tecnológicos y de investigación
- Instituto de Agrobiotecnología: Es un centro de investigación agrícola de titularidad compartida entre la Universidad Pública de Navarra (UPNA), el Consejo Superior de Investigaciones Científicas (CSIC) y el Gobierno de Navarra.
- Centro de Investigación Médica Aplicada (CIMA): Es un centro de investigación científica del ámbito médico que pertenece a la Universidad de Navarra.
- Navarrabiomed: es el centro de investigación biomédica del Gobierno de Navarra que impulsa y facilita la investigación de los profesionales sanitarios públicos. Se localiza en pleno recinto del Complejo Hospitalario de Navarra y goza de un convenio suscrito en 2016 con la Universidad Pública de Navarra. Este acuerdo persigue unir los esfuerzos de ambas instituciones para aumentar la competitividad de la investigación. Actualmente cuenta con varios grupos de investigación, todos ellos apoyados por la Fundación Miguel Servet (FMS), órgano gestor de la investigación sanitaria pública de Navarra. Actualmente tanto el CIMA como Navarrabiomed-FMS forman parte del Instituto de Investigación Sanitaria de Navarra (IdiSNA).
- Centro de I+D de Electrónica y Telecomunicaciones Jerónimo de Ayanz: Es un centro de investigación y desarrollo de proyectos tecnológicos de la Universidad Pública de Navarra.

### Sanidad
La Red Pública del Servicio Navarro de Salud-Osasunbidea, para el Área de Pamplona, dispone de los siguientes recursos:
- 2 hospitales generales con nivel terciario: hospital Virgen del Camino (conocido popularmente como La Residencia), que dispone de 565 camas y hospital de Navarra que dispone de 510 camas. Están muy próximos entre sí, por lo que desde 2010 se inició un proyecto de unificación que culmina en el año 2016 de modo que actualmente ambos hospitales forman parte del llamado Complejo Hospitalario de Navarra.[15]
- 1 hospital monográfico de ortopedia y rehabilitación: clínica Ubarmin que dispone de 93 camas.
- 4 centros ambulatorios de asistencia especializada: centro de consultas Príncipe de Viana, ambulatorio Doctor San Martín (antiguo ambulatorio General Solchaga) y ambulatorio Conde Oliveto.
- 12 centros de salud (Azpilagaña, Casco Viejo, Chantrea, Echavacóiz, Ermitagaña, Iturrama, Mendillorri, Milagrosa, Rochapea, San Jorge, San Juan, Segundo Ensanche
- 5 centros de salud mental en Casco Viejo, Milagrosa, Ermitagaña, San Juan y Rochapea.
- 1 residencia-centro de día psicogeriátrico. San Francisco Javier.
- 4 hospitales de día: Zuria para drogodependencias, Área I, Área II e Infantojuvenil Natividad Zubieta.
- 5 centros de atención a la mujer. II Ensanche-Casco-Viejo; Ermitagaña; Iturrama-San Juan; Chantrea-Andraize; Azpilagaña-Milagrosa.

Completan el cuadro de centros y servicios asistenciales de especializada:
- El centro de Transfusión Sanguínea, que tiene como referencia la Región Sanitaria de Navarra. El Centro de Investigación Biomédica. Clínica de Rehabilitación de Salud Mental.

En el sector privado destacan: la Clínica Universitaria que, por su prestigio, atrae a numerosos pacientes de otras ciudades, el hospital San Juan de Dios y la clínica San Miguel, que son de gestión privada y actividades concertadas con la pública.
También en el ámbito privado está la clínica San Fermín, especializada en área como la traumatología, ortopedia y rehabilitación, obstetricia y ginecología, urología, otorrinolaringología y cirugía plástica y estética.
Competencias municipales
El artículo 42 de la Ley General de Sanidad dispone que, los ayuntamientos, sin perjuicio de las competencias de las demás Administraciones Públicas, tendrán las siguientes responsabilidades mínimas en asuntos relacionados con la Sanidad.
- a) Control sanitario del medio ambiente: Contaminación atmosférica, abastecimiento de aguas, saneamiento de aguas residuales, residuos urbanos e industriales.
- b) Control sanitario de industrias, actividades y servicios, transportes, ruidos y vibraciones.
- c) Control sanitario de edificios y lugares de vivienda y convivencia humana, especialmente de los centros de alimentación, peluquerías, saunas y centros de higiene personal, hoteles y centros residenciales, escuelas, campamentos turísticos y áreas de actividad físico deportivas y de recreo.
- d) Control sanitario de la distribución y suministro de alimentos perecederos, bebidas y demás productos, directa o indirectamente relacionados con el uso o consumo humanos, así como los medios de su transporte.
- e) Control sanitario de los cementerios y policía sanitaria mortuoria.

### Seguridad ciudadana

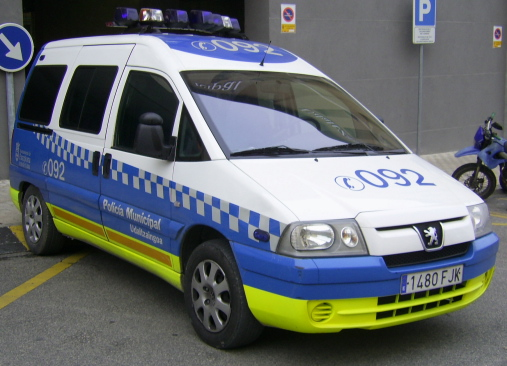
Vehículo de la policía municipal

La seguridad ciudadana está supeditada a la estructura de la Agencia Navarra de Emergencias (ANE) que es un organismo autónomo, creado por el Gobierno de Navarra, mediante el Decreto Foral 12/2009, de 16 de febrero, para agrupar los efectivos de Protección Civil-Sos Navarra 112 y Consorcio de Bomberos de Navarra.
La estrategia de seguridad ciudadana que se establece en la ciudad, ante grandes acontecimientos de movilización y reunión de personas, tales como las Fiestas de san Fermín o encuentros de fútbol de alto riesgo, u otros de gran tensión e interés, se planifica por un organismo denominado Junta Local de Protección Civil, del cual forman parte las fuerzas de seguridad de la Policía Foral, Policía municipal, Policía Nacional, Guardia Civil, Cruz Roja, Asociación de Ayuda en Carretera DYA, equipos médicos de atención primaria, personal voluntario de Protección Civil, Bomberos.
El Área de Seguridad Ciudadana de Pamplona tiene como objetivos proteger el ejercicio de derechos y libertades, velar por la pacífica convivencia y protegiendo a las personas y sus bienes de acuerdo con la ley. Entre las competencias que realiza la policía local destacan:
- Proteger los edificios municipales. Realizar funciones de Policía Judicial. Gestionar la disciplina de espectáculos y actividades recreativas. Tramitar las denuncias. Controlar las ferias, mercadillos y similares. Controlar eventos y concentraciones. Gestionar la disciplina de civismo y otras ordenanzas. Hacer cumplir las Ordenanzas y Bandos. Apoyar a los servicios de ambulancias y bomberos. Gestionar la disciplina de tráfico. Proteger a las autoridades municipales.[139]

### Servicios sociales
Su ayuntamiento dispone del área de Servicios Sociales para prestar la ayuda y asesoramiento necesario que puedan necesitar los colectivos y personas más desfavorecidas y necesitadas. Para hacer más efectivo estos servicios sociales existen distribuidas por los diferentes barrios de la ciudad 11 unidades de barrio que facilitan el acceso de los ciudadanos a los servicios sociales. Las funciones principales que se desarrollan en estas Unidades son:
- Servicio de acogida y orientación social
- Servicio de atención a personas con dificultades de movilidad – SAD
- Incorporación sociolaboral, infancia y familia
- Alojamiento alternativo

La organización de los servicios sociales se complementa con los siguientes programas y actividades: Escuelas taller. Talleres de empleo. Cursos de formación. Plan de Igualdad de Oportunidades. Servicio de Atención a Domicilio SAD. Servicio de Atención a la Mujer.

### Comunicaciones
Regulación del tráfico urbano

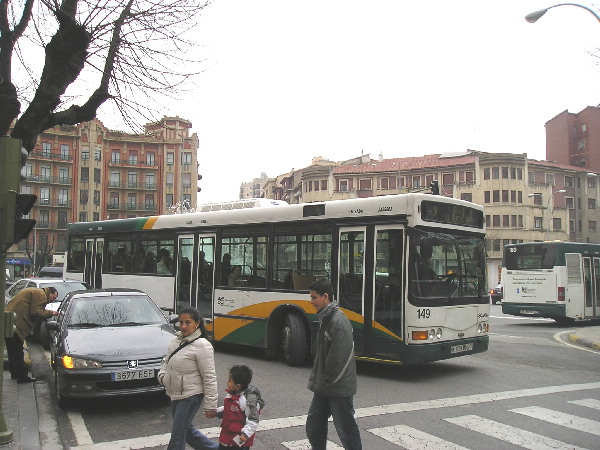
Tráfico en una calle céntrica

El artículo 7 de la Ley sobre Tráfico, Circulación y Seguridad Vial aprobado por RDL 339/1990 atribuye a los municipios unas competencias suficientes para permitir, entre otras, la inmovilización de los vehículos, la ordenación y el control del tráfico y la regulación de sus usos. Esta regulación tiene lugar a través de la Ordenanza Municipal de tráfico de la ciudad de Pamplona, aprobada en sesión de Pleno el 27 de marzo de 1998 y en ella se definen los usos que se pueden dar a las vías, las velocidades que pueden alcanzar los vehículos así como los horarios y zonas establecidas para la carga y descarga de mercancías en la ciudad.
Parque de vehículos de motor
La ciudad tiene un parque automovilístico a razón de 646 automóviles por cada 1000 habitantes, que es inferior a la ratio de la Comunidad Foral que es de 694 automóviles por cada 1000 habitantes, de acuerdo con los datos existentes en la base de datos del Anuario Económico de España 2009, publicado por La Caixa. En estos mismos datos señalan un parque de 17 211 vehículos entre camiones y furgonetas, con probabilidad, de que exista un importante número de personas dedicadas profesionalmente al transporte de mercancías, debido al importante papel que juega la ciudad como centro distribuidor regional (dado su peso en la creación de productos manufacturados), y debido igualmente a la ubicación en el polígono industrial de Landaben de la planta de montaje de automóviles Volkswagen, que originan un flujo importante de mercancías.
| Tipo de vehículo      | Cantidad |
| --------------------- | -------- |
| Automóviles           | 94 713   |
| Camiones y furgonetas | 17 211   |
| Otros vehículos       | 15 558   |
| Total                 | 127 482  |

#### Transporte aéreo

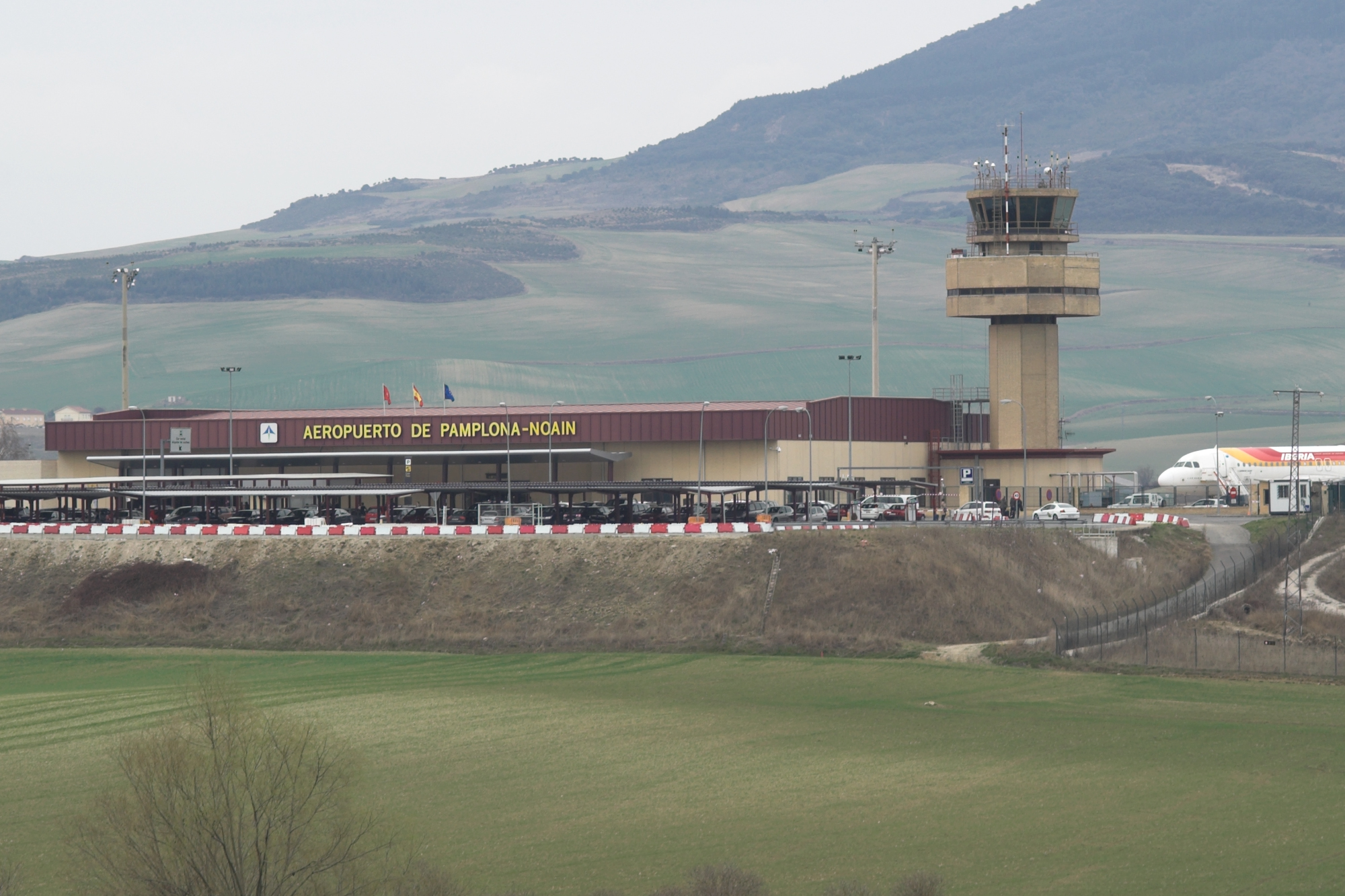
Aeropuerto de Pamplona

El aeropuerto de Pamplona se encuentra a 6 kilómetros de la ciudad de Pamplona, entre los municipios de Noáin y Galar (Esquíroz). El aeropuerto ofrece actualmente (2018), de forma regular vuelos a Madrid y Fráncfort.
Las nuevas instalaciones, inauguradas en 2010, han permitido la mejora del servicio, aumentando la cantidad de pasajeros y la operatividad. Con la ampliación de 200 m de pista puedan operar en el aeropuerto aviones tipo Boeing 737 a plena carga y en situaciones meteorológicas adversas.

#### Ferrocarril
La Estación de Pamplona está ubicada en el barrio de San Jorge. De ella parten conexiones diarias con Alsasua, Barcelona, Burgos, Irún, Hendaya, León, Madrid, Medina del Campo Oviedo, Palencia, Salamanca, San Sebastián, Valencia, Valladolid, Vitoria y Zaragoza. Varios días a la semana, con Vigo, Orense, Lugo y La Coruña. El Alvia, que sustituyó en 2008 al Talgo, con denominación comercial de Altaria, une la ciudad con Madrid-Puerta de Atocha varias veces al día. Dos trayectos terminan en la capital navarra, mientras que un tercero prosigue hasta Irún y el cuarto hasta Vitoria. También los alvia Barcelona - Galicia y Barcelona-Salamanca, tienen parada en esta estación,.

Carreteras de Pamplona

Se tiene planeado, que la actual estación sea desmantelada cuando se elimine el bucle ferroviario que atraviesa la ciudad y se construya una nueva estación de ADIF para el tren de alta velocidad que se ubicará en el barrio de Echavacóiz. El 16 de mayo de 2009, se firmó el convenio del tren de alta velocidad para que las obras de la línea de alta velocidad entre Pamplona y Zaragoza arranquen en 2011.

#### Red viaria
Está comunicada por autovía o autopista con todas las capitales de las provincias que rodean a Navarra (Vitoria, San Sebastián, Logroño y Zaragoza), excepto con Huesca, que se comunica mediante la carretera nacional N-240. También cuenta con comunicaciones por carretera con el departamento francés de Pirineos Atlánticos, fronterizo con Navarra, y con sus ciudades más importantes.
También cuenta con un eje de circunvalación, compuesta por la PA-30 (Ronda de Pamplona), y la A-15 (Ronda de Pamplona Oeste), que conecta entre sí municipios de la Cuenca de Pamplona y distintos barrios de la ciudad, con lo que se logra distribuir el tránsito entre determinadas zonas de Pamplona.
| Identificador | Denominación                   | Tipo de vía              | Dirección                  |
| ------------- | ------------------------------ | ------------------------ | -------------------------- |
| AP-15         | Autopista de Navarra           | Autopista de peaje       | Tudela, Zaragoza, Madrid   |
| AP-15         | Autopista de Navarra           | Autopista de peaje       | San Sebastián, Vitoria     |
| A-12          | Autovía del Camino             | Autovía                  | Estella, Logroño           |
| A-21          | Autovía del Pirineo            | Autovía                  | Sangüesa, Jaca, Huesca     |
| N-121         | Pamplona-Tudela                | Carretera                | Tudela, Zaragoza, Madrid   |
| N-121-A       | Pamplona-Behovia               | Carretera                | Irún, Francia              |
| N-240-A       | Pamplona-Vitoria               | Carretera                | Vitoria, San Sebastián     |
| N-135         | Pamplona-Francia por Valcarlos | Carretera                | Zubiri, Valcarlos, Francia |
| PA-30         | Ronda de Pamplona              | Vía desdoblada/Carretera |                            |
| A-15          | Ronda de Pamplona Oeste        | Autopista libre          |                            |

#### Distancias
La siguiente tabla muestra las distancias por carretera entre Pamplona, las localidades más importantes de Navarra, las capitales de provincia más cercanas, las ciudades más importantes de España y algunas ciudades europeas.
| Navarra      | Navarra   | Capitales cercanas | Capitales cercanas | España     | España    | Europa   | Europa    |
| Ciudad       | Distancia | Ciudad             | Distancia          | Ciudad     | Distancia | Ciudad   | Distancia |
| ------------ | --------- | ------------------ | ------------------ | ---------- | --------- | -------- | --------- |
| Tafalla      | 37 km     | San Sebastián      | 83 km              | Valladolid | 339 km    | Bayona   | 111 km    |
| Estella      | 42 km     | Logroño            | 85 km              | Madrid     | 397 km    | Burdeos  | 290 km    |
| Sangüesa     | 47 km     | Vitoria            | 95 km              | Oviedo     | 435 km    | Toulouse | 403 km    |
| Roncesvalles | 47 km     | Bilbao             | 155 km             | Barcelona  | 485 km    | Oporto   | 733 km    |
| Elizondo     | 50 km     | Huesca             | 165 km             | Valencia   | 490 km    | París    | 875 km    |
| Leiza        | 51 km     | Zaragoza           | 178 km             | La Coruña  | 692 km    | Lisboa   | 915 km    |
| Alsasua      | 52 km     | Soria              | 179 km             | Murcia     | 726 km    | Bruselas | 1184 km   |
| Viana        | 80 km     | Burgos             | 211 km             | Badajoz    | 743 km    | Milán    | 1301 km   |
| Isaba        | 94 km     | Santander          | 253 km             | Málaga     | 910 km    | Roma     | 1765 km   |
| Tudela       | 99 km     | Lérida             | 277 km             | Sevilla    | 914 km    | Berlín   | 1918 km   |

#### Autobuses interurbanos

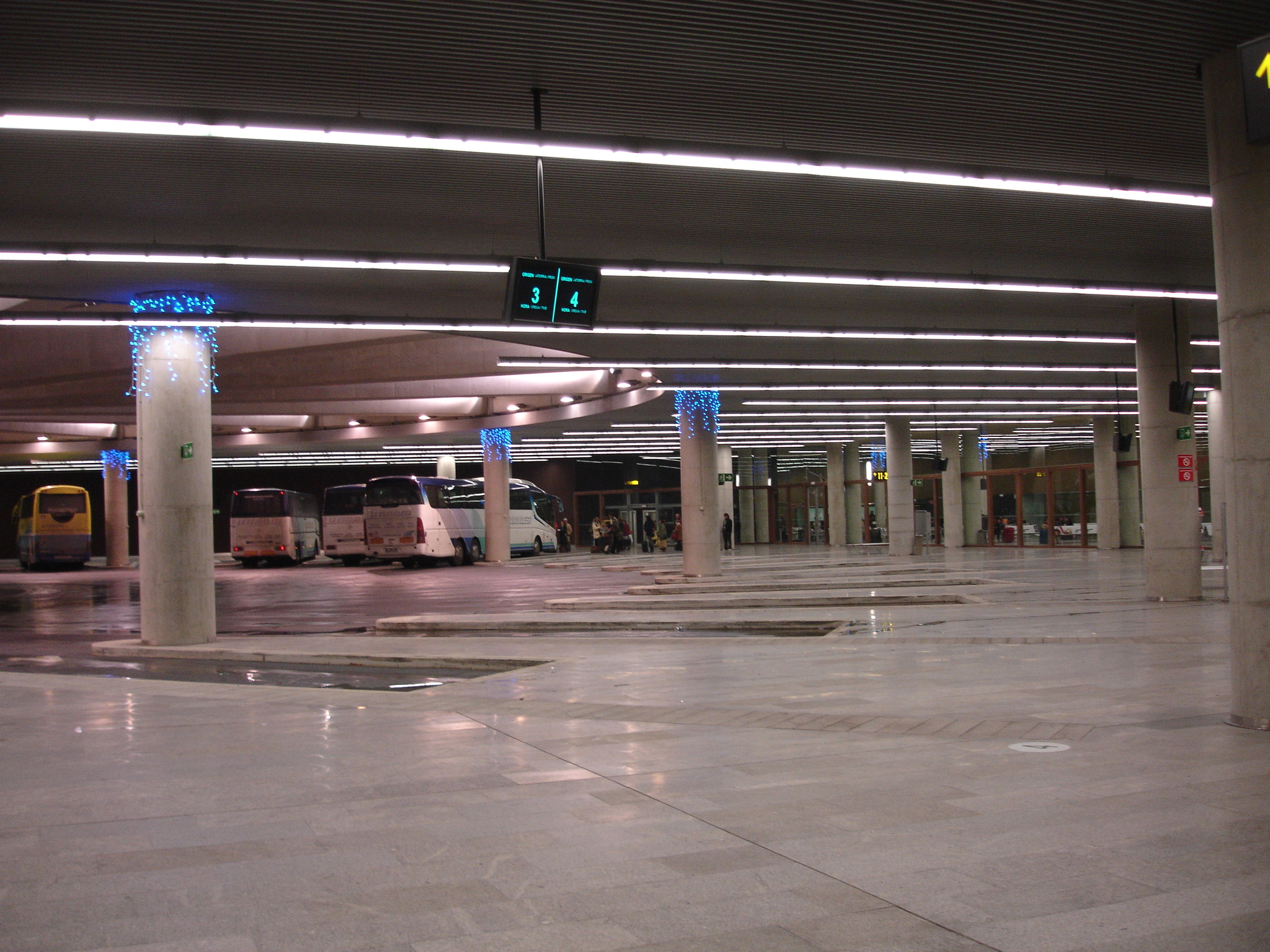
Estación de autobuses

La estación de autobuses está situada en el centro de la ciudad, próxima a la Ciudadela y se encuentra enterrada bajo la Vuelta del Castillo. En ella operan varias compañías de autobuses que ofrecen conexiones diarias con Madrid, Barcelona, Bilbao, Alicante, Gijón, Oviedo, Jaca, Jaén, Logroño, San Sebastián, Santander, Soria, Vigo, Vitoria, Zaragoza, Irún, Salou y Peñíscola. Además, mediante NBus dispone de líneas que enlazan la ciudad con las principales localidades de Navarra.

#### Autobuses urbanos

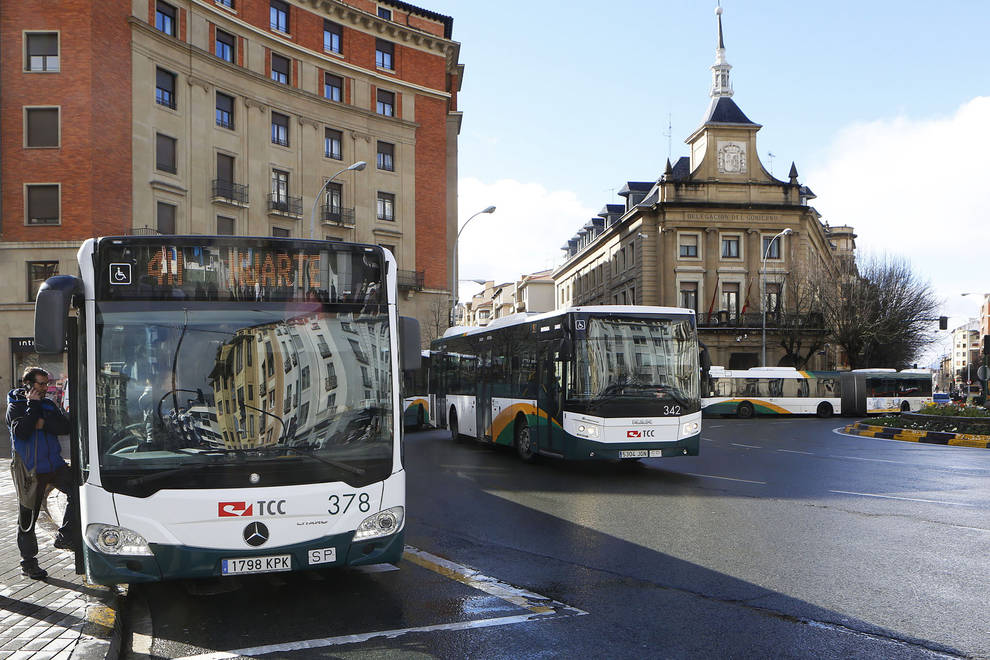
Villavesas en la plaza Merindades

La red de autobuses urbanos comunica las diferentes poblaciones que conforman el área metropolitana con el centro de la ciudad. Estos autobuses son conocidos popularmente como «villavesas» debido a que La Villavesa fue la primera sociedad destinada al transporte de pasajeros interurbano que surgió a finales de los años 1920 y que se disolvió en 1969, y que tenía su sede en la vecina Villava.
En 2009, son 23 las líneas diurnas que circulan y 10 las nocturnas. El servicio cuenta con 88 autobuses en activo y hasta 102 en horas punta. El número de viajeros que han usado estos autobuses en 2007 ha sido de 38,4 millones. El servicio es de ámbito comarcal y es gestionado por la Mancomunidad de la Comarca de Pamplona a través de una concesión, siendo actualmente la empresa operadora, desde el 2 de noviembre, la empresa catalana Transports Ciutat Comtal (TCC) que es una compañía filial de la empresa Moventis. Con anterioridad y durante siete años, desde la unificación del servicio para toda la Mancomunidad, lo fue por La Montañesa, que pertenece al grupo empresarial Veolia.

#### Taxis
La Ley Foral del taxi (Ley Foral 9/2005 del 6 de julio) aprobada por el Parlamento de Navarra, impulsó la creación de un área de prestación conjunta del servicio que integra a 19 municipios del área metropolitana. La Mancomunidad de la Comarca es la que gestiona el servicio. En 2007 había 313 taxis, de los cuales 3 disponen de nueve plazas y 17 están adaptados para minusválidos. Además, la flota dispone de 10 vehículos híbridos (motores de gasolina y eléctricos) mientras otros 68 utilizan biodiésel.

#### Bicicletas
Pamplona cuenta con 64 kilómetros de carril bici, de los cuales 20 pertenecen al parque fluvial de la Comarca de Pamplona. En la actualidad se están desarrollando grandes corredores como Txantrea-Labrit, Pio XII o Baiona.
En diciembre de 2021, el Ayuntamiento de Pamplona introdujo un servicio de alquiler de bicicletas eléctricas denominado Ride On. Es el sistema más importante de este tipo en España, con 2,5 bicicletas por cada 1000 habitantes. Cuenta con 42 bases repartidas por todos los barrios de Pamplona y permite a los usuarios circular entre sus bases favoritas. Se puede utilizar las 24 horas del día, todos los días del año, excepto en las fiestas de San Fermín. Todas las bicicletas son eléctricas y cuentan con asistencia al pedaleo. Utilizan energía 100 % renovable certificada para la recarga de bicicletas. Existen a disposición de los ciudadanos un total de 400 bicicletas. El sistema cuenta con 42 bases de retirada y depósito de bicicletas en las que, cuando no se utilicen, se cargan las baterías. Estas 42 bases disponen de un total de 824 anclajes para depositar sus bicicletas.

### Electricidad
La Comunidad Foral de Navarra, es autosuficiente en generación de energía eléctrica, incluso tiene un saldo de exportación de 2326 GWh en 2008, según datos de la compañía Red Eléctrica Española. Lo más positivo de estos datos es que dicha producción de energía eléctrica es obtenida a través de centrales hidráulicas, ciclo combinado y eólica principalmente de acuerdo con el balance de energía eléctrica (GWh) de la Comunidad Foral de Navarra (2008)

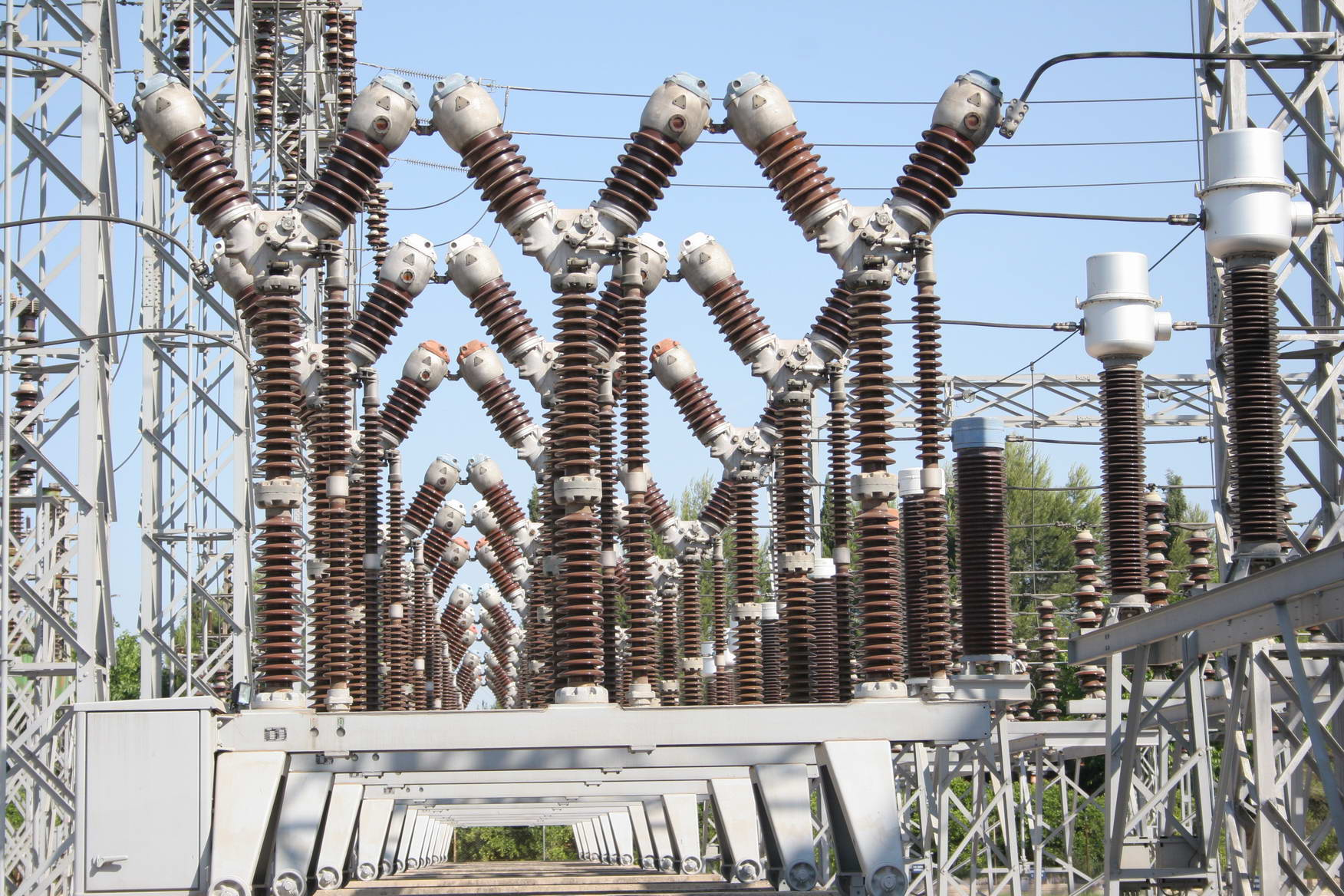
Subestación eléctrica elevadora

La electricidad que se consume en Pamplona es distribuida por la compañía Iberdrola y procede de la Subestación eléctrica que la empresa Red Eléctrica Española tiene ubicada en la localidad de Orcoyen. A nivel municipal existe desde 2001 la Agencia Energética Municipal de Pamplona, adscrita al área de Desarrollo Sostenible.

### Combustibles
Para el suministro de combustibles derivados del petróleo, a la Comunidad Foral de Navarra, la Compañía Logística de Hidrocarburos (CLH), dispone de unas instalaciones de almacenamiento ubicadas en la localidad de Esparza de Galar con una capacidad para almacenar 123 000 m³. A dichas instalaciones llega el combustible mediante un ramal del oleoducto Bilbao-Zaragoza, que pasa muy próximo a la zona.

### Gas natural
Gas Navarra, S. A. es la empresa encargada del 100 % del suministro de Gas Natural de Pamplona y su comarca. Esta empresa forma parte de Gas Natural SDG, S.A

### Agua potable

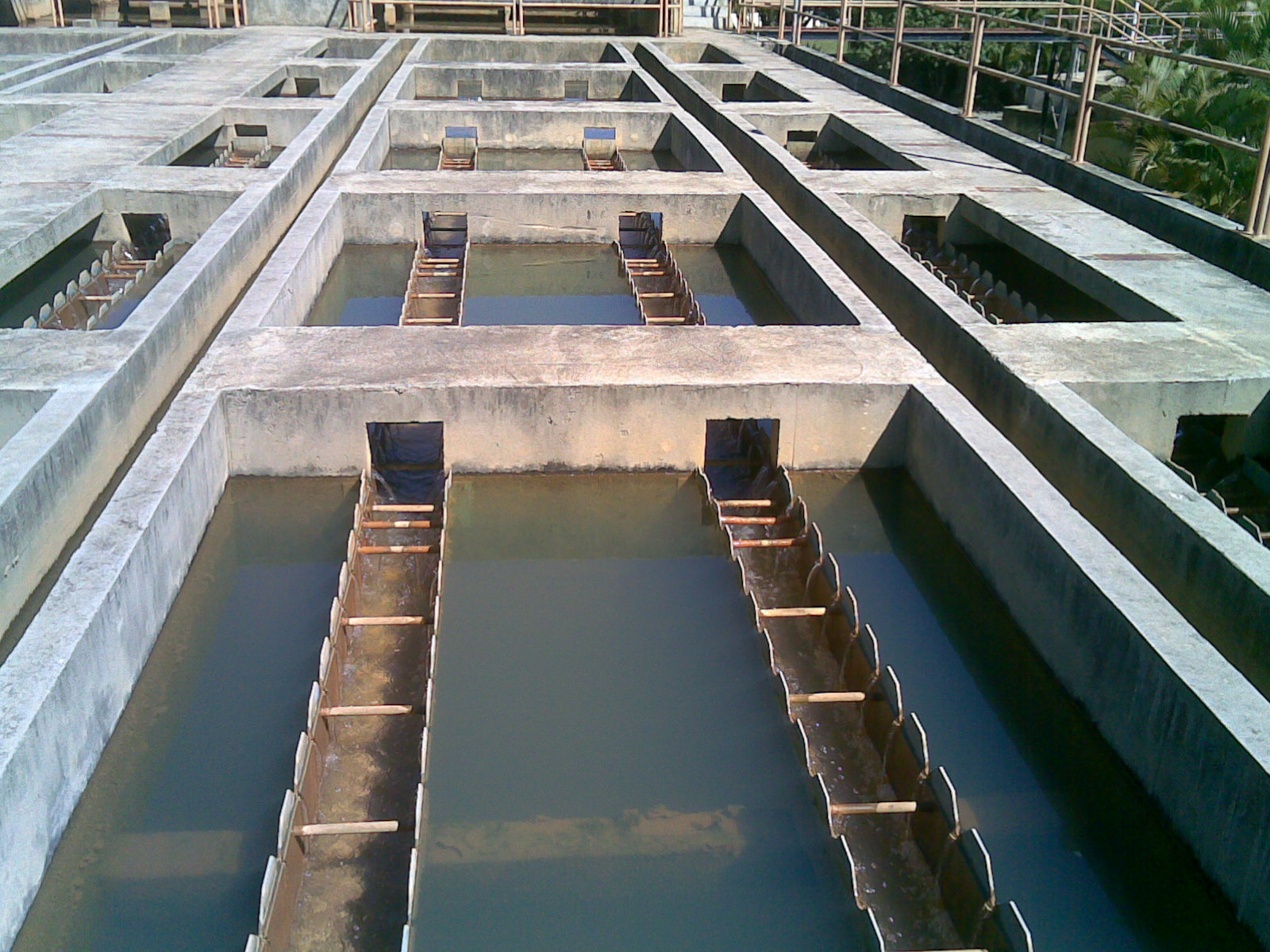
Decantación en una estación de tratamiento de agua potable

La Mancomunidad de la Comarca de Pamplona es la entidad que gestiona el Ciclo Integral del Agua, que consiste en el abastecimiento de agua potable, alcantarillado, saneamiento y depuración de aguas residuales, y vertido al río Arga.
El Ciclo Integral del Agua para la Comarca es el siguiente:
- Las fuentes de captación son el manantial de Arteta, el embalse de Eugui y el Canal de Navarra. De estos puntos va canalizada hacia las Estaciones de tratamiento de agua potable: ETAP Eguíllor, ETAP Urtasún y ETAP Tiebas. Una vez potabilizada pasa a depósitos de regulación y de éstos parten las canalizaciones hacia los puntos de consumo de hogares, industrias y comercios. Una vez utilizada el agua, se recoge en la red de alcantarillado y es conducida a la estación depuradora de aguas residuales de Arazuri, y posteriormente se vierte al río Arga.[167]

### Residuos y limpieza de vías públicas
La recogida de residuos está gestionada por la mancomunidad de la Comarca de Pamplona. La recogida de residuos se realiza de forma selectiva, para lo cual hay ubicados en los diferentes puntos de la ciudad contenedores específicos para los diferentes tipos de residuos: orgánicos; plástico y envases; papel y cartón y vidrio. Además, en algunos barrios, como en el casco antiguo, está implantada la recogida neumática de basura.
La ciudad cuenta también con servicios de recogida de objetos voluminosos, pilas, material de poda de jardines y los denominados puntos limpios, destinada a recoger selectivamente los residuos especiales generados en el hogar, como pinturas y productos de automóvil. Hay dos tipos de puntos limpios: los fijos, que están instalados permanentemente en los aparcamientos de los hipermercados, y los móviles: vehículos que se desplazan por diferentes localidades y barrios.
La limpieza de la vía pública está subcontratada a la empresa FCC S.L.

### Abastecimiento
La empresa Mercairuña que se fundó en 1974 es un centro de distribución mayorista de alimentos perecederos, cuyo ámbito de actuación es la Comarca de Pamplona, sin descartar el conjunto de Navarra y las zonas limítrofes. En sus instalaciones de incluyen un mercado de frutas y hortalizas y otro de pescados. Además, cuenta con una zona de actividades complementarias, en la que se ubican otro tipo de empresas, como, por ejemplo, un supermercado mayorista y empresas de almacenamiento y distribución de congelados. Está ubicada en el Soto de Aizoáin, a unos 8 kilómetros del centro de Pamplona. El Ayuntamiento de Pamplona controla el 51 % de la empresa.
Para la adquisición de alimentos y otros productos habituales de consumo, existe una extensa red de establecimientos comerciales entre los que destacan los centros comerciales de: El Corte Inglés, Eroski, Carrefour y la cadena de supermercados Caprabo.

## Monumentos y lugares de interés

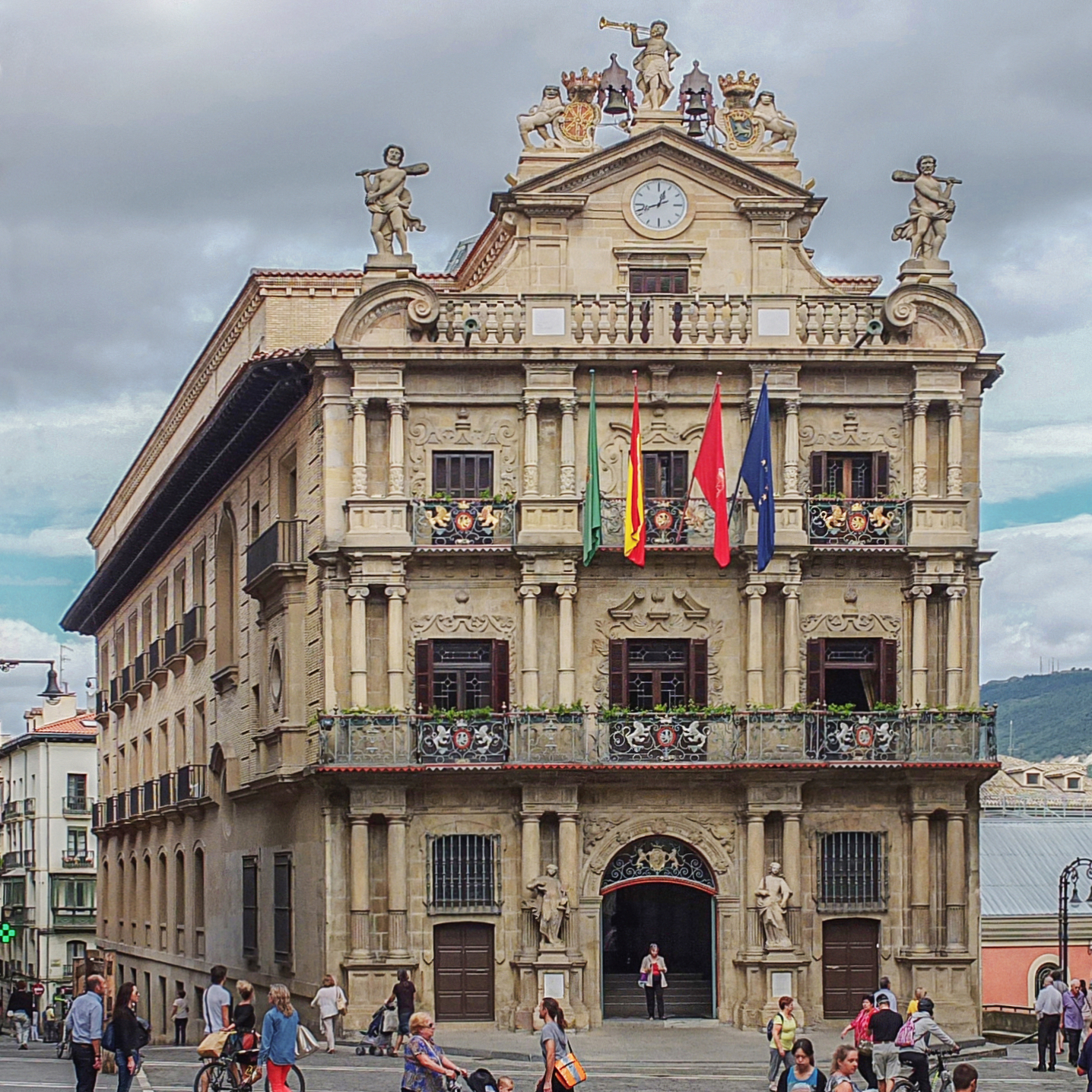
Ayuntamiento de Pamplona

La ciudad conserva las iglesias de San Saturnino y San Nicolás y el edificio civil de la Cámara de Comptos de la época medieval y gran parte de sus murallas de la Edad Moderna. La catedral es de predominio gótico, con una fachada neoclásica realizada por Ventura Rodríguez. Destacan también el ayuntamiento y el palacio provincial.

### Arquitectura civil
- Ayuntamiento. Se construyó tras el Privilegio de la Unión en tierra de nadie, para evitar rivalidades, pero cerca de la confluencia de los tres «burgos». El siguiente edificio, barroco del siglo XVIII, fue derruido en 1957 y sólo se conserva la fachada.[172] Desde el segundo piso del ayuntamiento, cada 6 de julio, a las doce del mediodía, se lanza el cohete chupinazo y el encargado de lanzarlo grita: «Pamplonesas, pamploneses ¡¡Viva San Fermín!! Iruindarrak ¡¡Gora San Fermín!!»

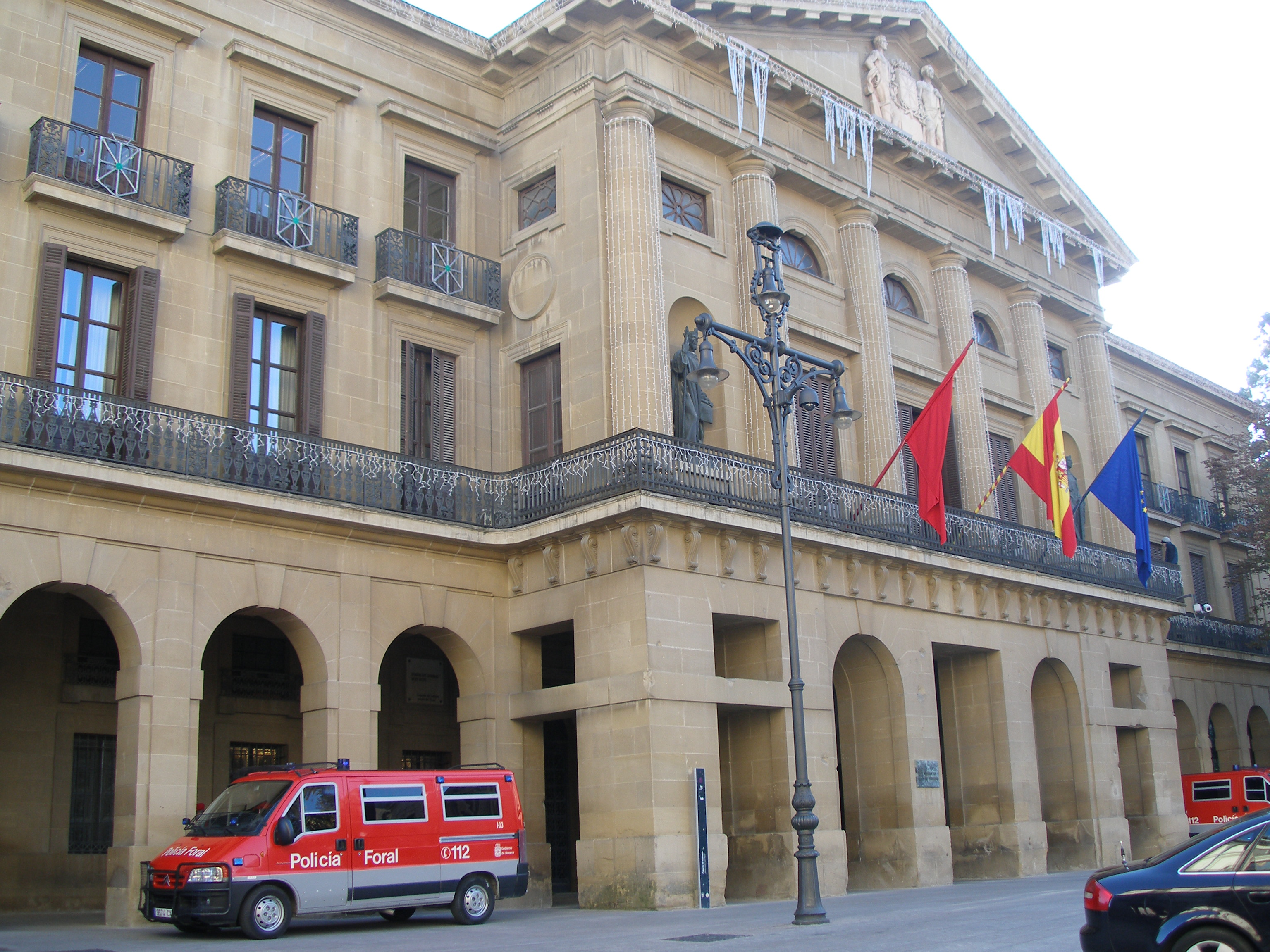
Palacio de Navarra, en su frente principal, que da al paseo de Sarasate

- Palacio de Navarra. Es el edificio de la sede del gobierno de Navarra Fue construido entre 1840 y 1850 para ser la sede las instituciones forales. Es obra del arquitecto José de Nagusia. Es de carácter palacial neoclásico, A ello contribuyen la fortaleza del sillar, la calculada dimensión de los elementos y su distribución, y el sereno frontis clásico de orden dórico que da al paseo. En sus paredes se pueden ver los impactos de las bombas caídas en la guerra civil española. Del interior destaca el Salón del Trono, con gran majestuosidad de estilo isabelino realizado entre 1861 y 1865, del arquitecto Maximiano Hijón. Con motivo de la apertura de la plaza del Castillo en 1931 a la avenida Carlos III se construyó una nueva fachada similar a la principal. Tiene un jardín con fuente iluminada y una sequoia centenaria traída en 1855 desde América por el diputado en Cortes José María Gastón de Echeberz conocida popularmente como «Pino de la Diputación».[173]
- Paseo de Sarasate. En el que se encuentra el monumento a Los Fueros de Navarra, y adornado con las estatuas de Reyes navarros traídas de las que iban a ser colocadas en la azotea del Palacio Real de Madrid.[174]
- Cámara de Comptos Reales (Tribunal de Cuentas) en la calle de Ansoleaga. Es un edificio gótico del siglo XIV. El edificio albergó el Tribunal de Cuentas de Navarra, desde su creación en 1364 por parte de Carlos II,[175] albergando en su interior el archivo de Navarra y la Casa de la Moneda del reino.[176] Declarado Monumento Nacional el 16 de enero de 1868 a partir de 1910 el edificio fue sede del Museo arqueológico de Navarra.[177] Aquí está, afirman popularmente algunos, el punto más alto de la ciudad indicado por un clavo (popularmente chincheta) en el suelo (447,34 m s.n.m.).[178] Sin embargo, dentro del mismo casco antiguo pamplonés, existen otros cuatro más altos aún: el rincón del Caballo Blanco (449,17 m); al sur plaza del Castillo (Bar Gaucho-Bar Txoko, 449,39 m); tras la catedral de Pamplona, en la ronda del Obispo Barbazán (450,2 m); y en el baluarte del Labrit (El Biru, 456 m).[179][180] Fuera de este barrio, el punto más alto, actualmente, está en Mendillorri (495 m).[181]

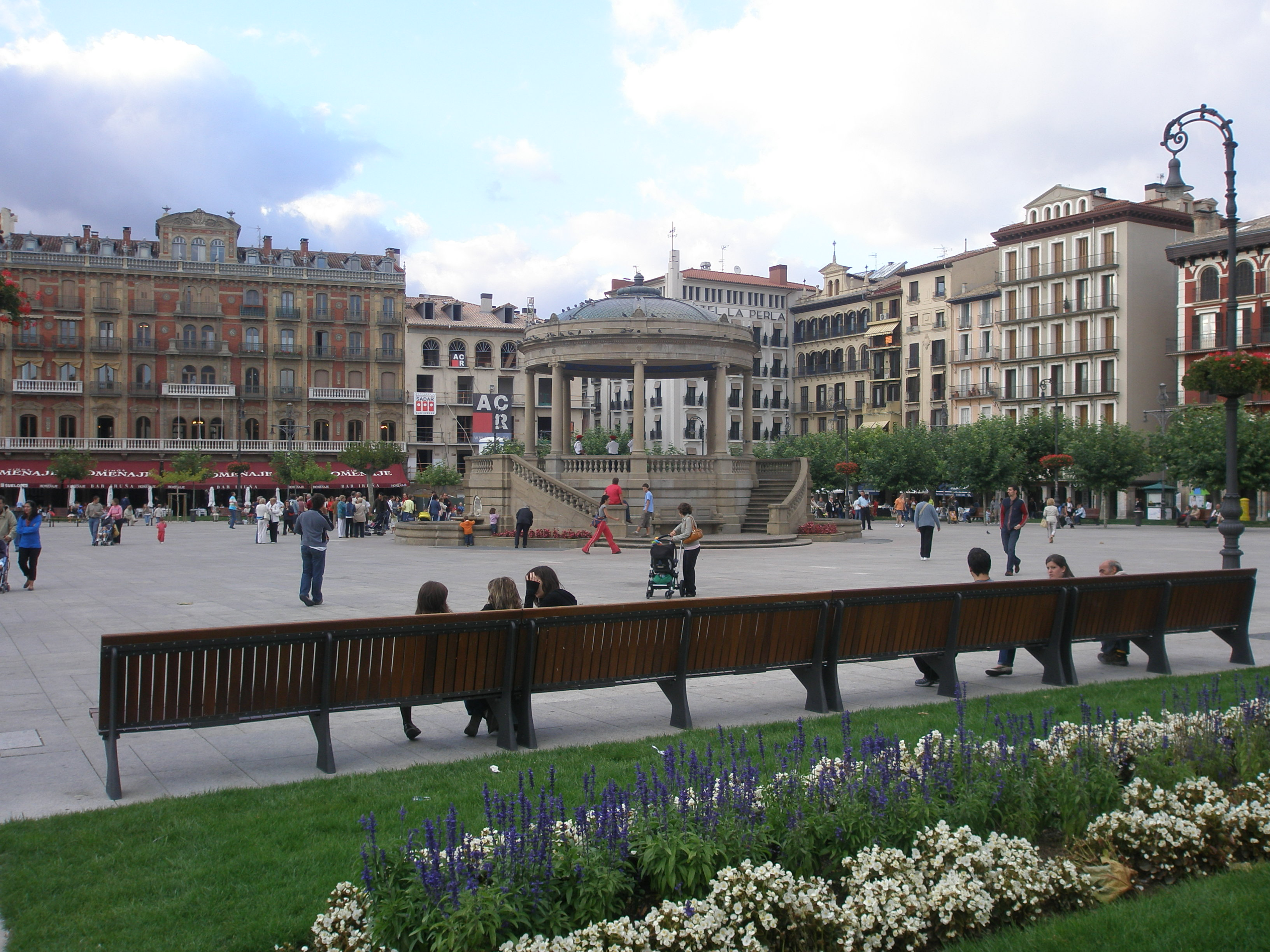
Plaza del Castillo

- Plaza del Castillo. La plaza es fruto de construcciones de distintas épocas (como el mercado del chapitel que da nombre a la calle Chapitela), por lo que puede apreciarse la gran variedad de estilos que tienen los edificios que la circundan. Es el espacio urbano por excelencia, ámbito que ya existía en la Edad Media. Una función clave de la plaza del Castillo ha sido su papel de coso taurino ya que prácticamente todas las corridas se han desarrollado en ella desde 1385 hasta que en 1844 se construyó la plaza estable. En 1836, las Carmelitas Descalzas se vieron obligadas a abandonar el convento, con la Desamortización de Mendizábal y en el lugar que ocupaban se construirían el Palacio de la Diputación, el antiguo Crédito Navarro y el Teatro Principal, todos de estilo neoclásico. En 1859, se instauró el Hotel La Perla. Entre 1880 y 1895, iniciaron su andadura el Casino Principal y el Café Iruña. Con la construcción del Segundo Ensanche, el Teatro Principal tuvo que retroceder, para abrir paso a la apertura de la ciudad, en 1931. Desde 1943 un quiosco de piedra ocupa el centro de la plaza. Con las obras del aparcamiento a finales del siglo XX, se descubrieron en su subsuelo, restos de termas romanas, una necrópolis musulmana, un tramo de la muralla medieval, los restos del ya mencionado convento.[182]

### Arquitectura religiosa

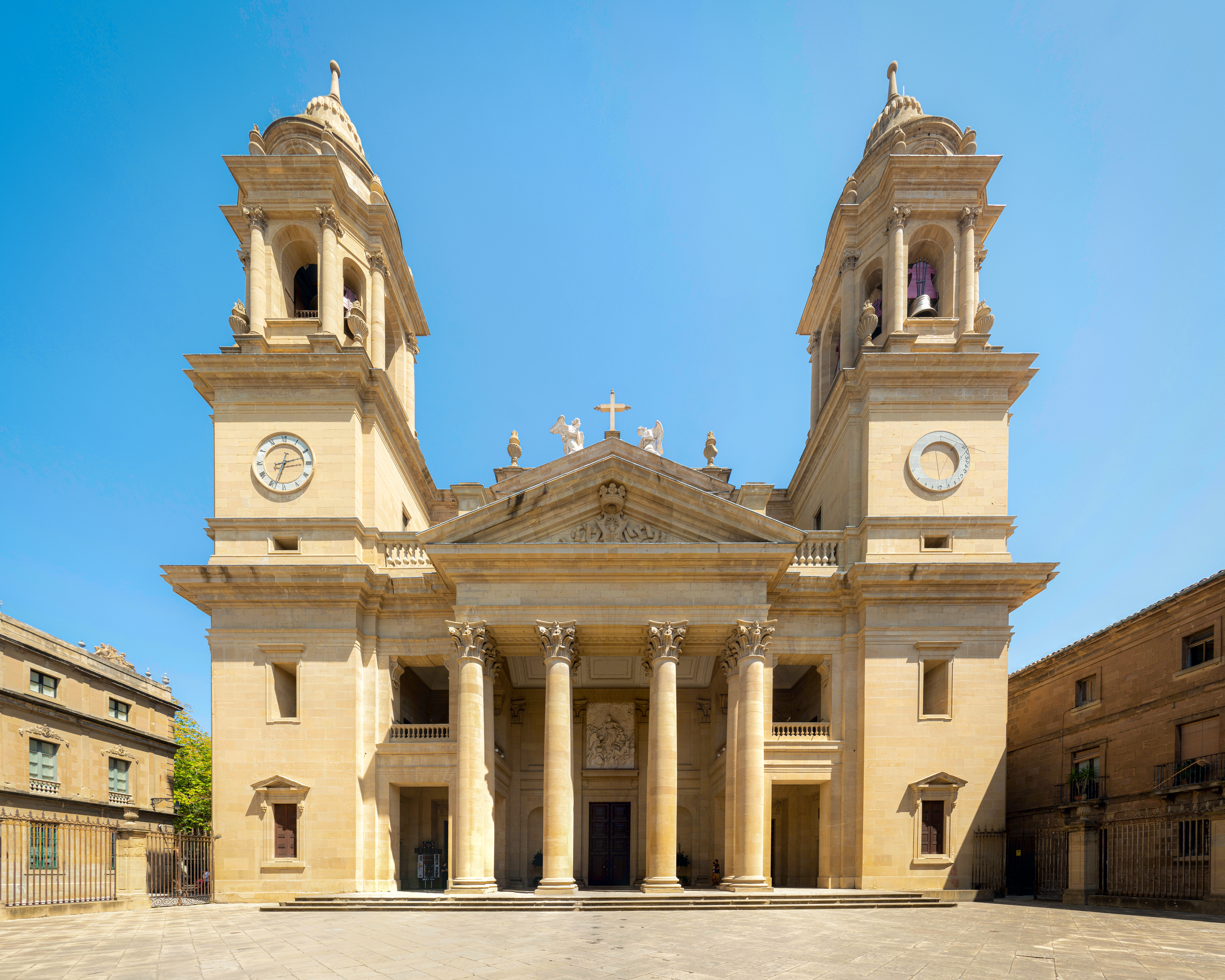
Catedral de Santa María

- Catedral de Santa María. Está situada en La Navarrería, que es el punto más alto y más antiguo de la ciudad. De origen desconocido, desde 1023 fue sede episcopal y se comenzó con su remodelación, que acabaría en 1100 para ser consagrada en 1124. Tras ser declarada en ruina en 1300, comenzó su reconstrucción gracias al impulso del rey Carlos III de Navarra, y del cardenal Martín de Zalba, obispo del lugar.[183] De estilo gótico, la catedral destaca por su valor artístico, ya que está considerado como el conjunto monumental gótico más importante de Navarra. Destacan en la torre norte tres campanas del siglo XVI; la fundición de la mayor de ellas, llamada de María, data de 1584 y es tañida únicamente en circunstancias de especial solemnidad. En su interior se observa una gran unidad de estilo dentro del gótico. Posee planta de cruz latina con una nave central de dos cuerpos y crucero de su misma altura, dos naves laterales, girola y capillas laterales todas ellas con bóveda de crucería simple.[184] En el presbiterio, bajo un baldaquino gótico moderno, está la imagen de Santa María la Real, talla románica chapeada de plata, ante la cual juraban su cargo los reyes de Navarra. En medio de la nave central se encuentra el panteón real algunos figuras de la realeza de Navarra (como Felipe III o Carlos II) bajo el mausoleo de Carlos III y su esposa Leonor de Trastámara.[185]

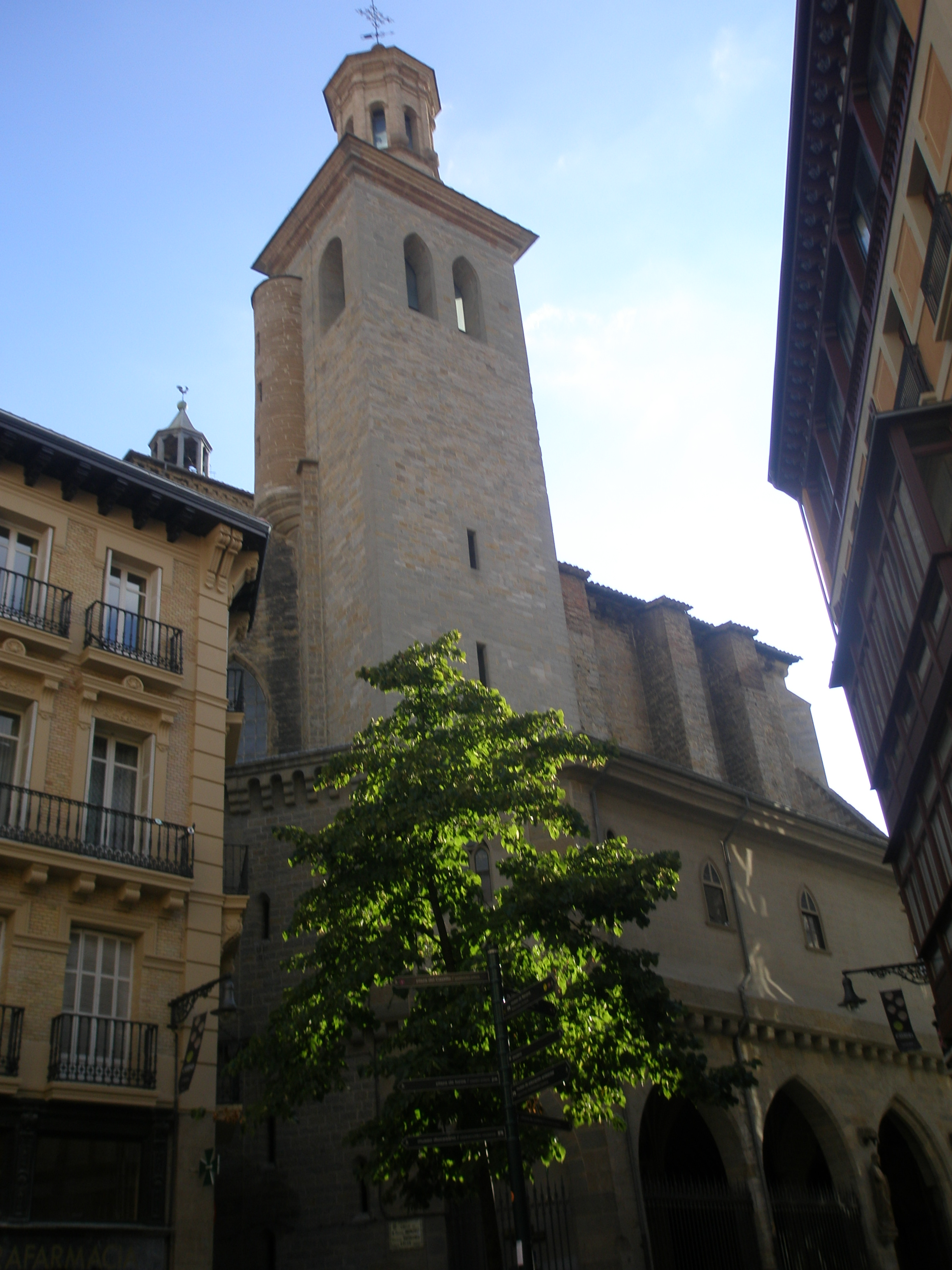
Iglesia de San Saturnino

- Iglesia de San Saturnino (o San Cernín, o San Sernín). Iglesia que inicialmente se edificó en estilo románico y que, tras sufrir las consecuencias de la guerra entre los burgos, fue reedificada a finales del siglo XIII en estilo gótico. Tienen dos torres que le dan al templo un carácter de fortaleza. La torre norte está rematada por un chapitel de ladrillo, colocado en el siglo XVIII en sustitución de le las antiguas almenas.[178] Su fachada principal que da al norte, está formada por un amplio atrio, compuesto por arcos ojivales o apuntados, y una bóvedas del siglo XVI. También tiene una portada, en cuyos capiteles se representan escenas de la pasión e infancia de Cristo, y a los lados de su arco hay colocadas sendas tallas de Santiago peregrino y San Saturnino.[186]

En el lugar donde estuvo el claustro se construyó en el siglo XVIII la capilla de la Virgen del Camino.
- San Lorenzo. De la primitiva iglesia medieval de estilo gótico apenas quedaron vestigios, tras una reforma neoclásica llevada a cabo en el siglo XIX. Hasta 1901, todavía conservaba el gran torreón defensivo medieval y una portada barroca, pero en ese año fueron derribados y se construyó una nueva fachada diseñada por Florencio Asoleaga. Entre sus dependencias se encuentra una capilla barroca dedicada a San Fermín, edificada a comienzos del siglo XVIII. En ella se encuentra la imagen del santo que sale en procesión el 7 de julio, durante la fiesta de los Sanfermines.[172]

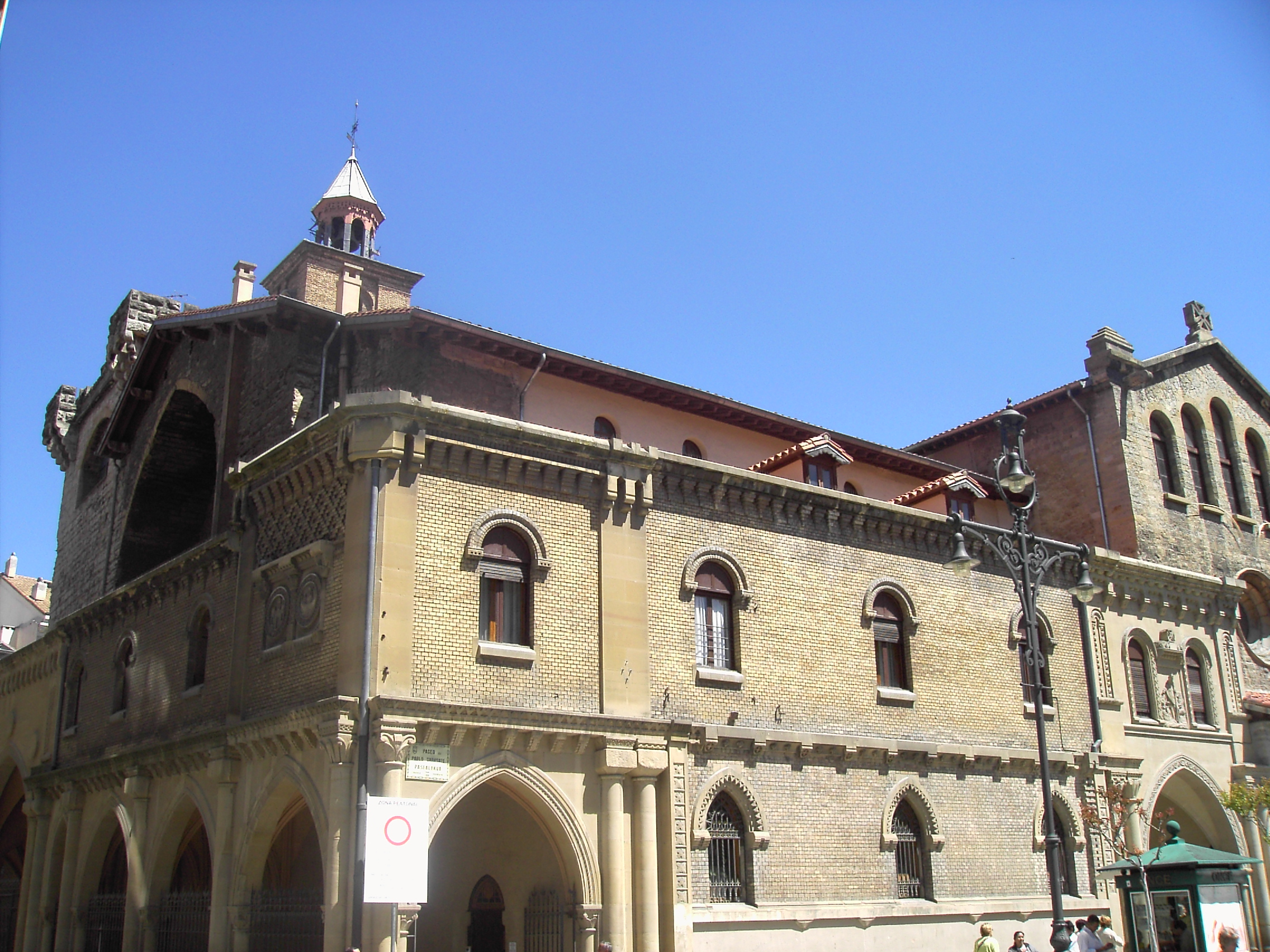
Iglesia de San Nicolás

- San Nicolás. Construida en el año 1117, fue nuevamente consagrada en 1231, al haber quedado destruida en una guerra contra el vecino burgo de San Cernín. Cumplió también la labor de baluarte defensivo durante la Edad Media, pero fue despojada de sus elementos defensivos tras la conquista de Navarra.[178] Conserva aún su aspecto de fortaleza, gótica, con rosetón románico y torre del siglo XIV. En conjunto es una mezcla un tanto extraña de estilos y reformas. En su interior alberga el órgano más grande de Pamplona.[187]

### Parques y jardines

Planta de la Ciudadela

Uno de sus grandes atractivos son sus abundantes zonas verdes, llegando a tener un árbol por cada dos habitantes.
- Ciudadela de Pamplona: Es un ejemplo de fortificación renacentista, que se encuentra en el centro de la ciudad, habiendo sido donada por el Ejército a esta el 23 de julio de 1966.[188] Tiene planta pentagonal y contó con cinco baluartes en sus esquinas de los cuales se conservan tres.[189]

- Jardines de la Taconera: Es el parque más antiguo de la ciudad, data de principios del siglo XIX. Dentro de él, se conservan restos de la muralla como el baluarte homónimo o el de Gonzaga y varios portales.[190]

- Parque de la Media Luna: Esta zona verde ocupa los terrenos que antiguamente eran las eras, por estar situado en un lugar elevado, se pueden ver buenas panorámicas del entorno. Se extiende desde el Fuerte de San Bartolomé, en la trasera de la plaza de toros, hasta la Ripa de Beloso y recorre un talud natural que se asoma al río. Cuenta con un estanque con peces, pista de patinaje y arbolado con diferentes especies, entre las que destaca una secuoya gigante. Uno de sus jardines alberga el monumento al violinista pamplonés Pablo Sarasate. Ha sido rehabilitado y ha recuperado el atractivo original de los jardines diseñados por Víctor Eusa.[191]

- Parque de Tejería: Está situado a los pies de la zona más antigua de la muralla de Pamplona, entre el Bastión del Redín y el río Arga. Es el tramo del itinerario que siguen los peregrinos jacobeos desde el puente de la Magdalena hasta la entrada a la ciudad por el Portal de Francia.
- Parque Yamaguchi: Este parque ha sido construido como fruto de las relaciones existentes con la ciudad hermanada de Yamaguchi (Japón). El parque es de diseño oriental, en el que han participado paisajistas nipones. Aquí se encuentra ubicado el Planetario de Pamplona.[192]

- Parque fluvial del río Arga: Gestionado por la Mancomunidad de la Comarca de Pamplona, este parque que recorre un total de 14 municipios y tres ríos (el Arga, y dos de sus afluentes, el Ulzama y el Elorz) tiene 33 km de zona verde para pasear, 11 de ellos en territorio pamplonica, y con lugares de esparcimiento en todo su recorrido.[193]

- Campus de la Universidad de Navarra: El Campus de la Universidad de Navarra está situado al sur de la ciudad a orillas de río Sadar. Con sus 40 000 m cuadrados, es una de las zonas verdes más importantes de la ciudad. Dentro de este campus hay más de 43 000 árboles y arbustos donde destaca especies como la sequoya, el arce, el serbal de los cazadores, tilos, chopos lombardos, árbol de Judea, abeto, thuya, cedro, sauce, hierba de la Pampa o ginkgo biloba.[194]

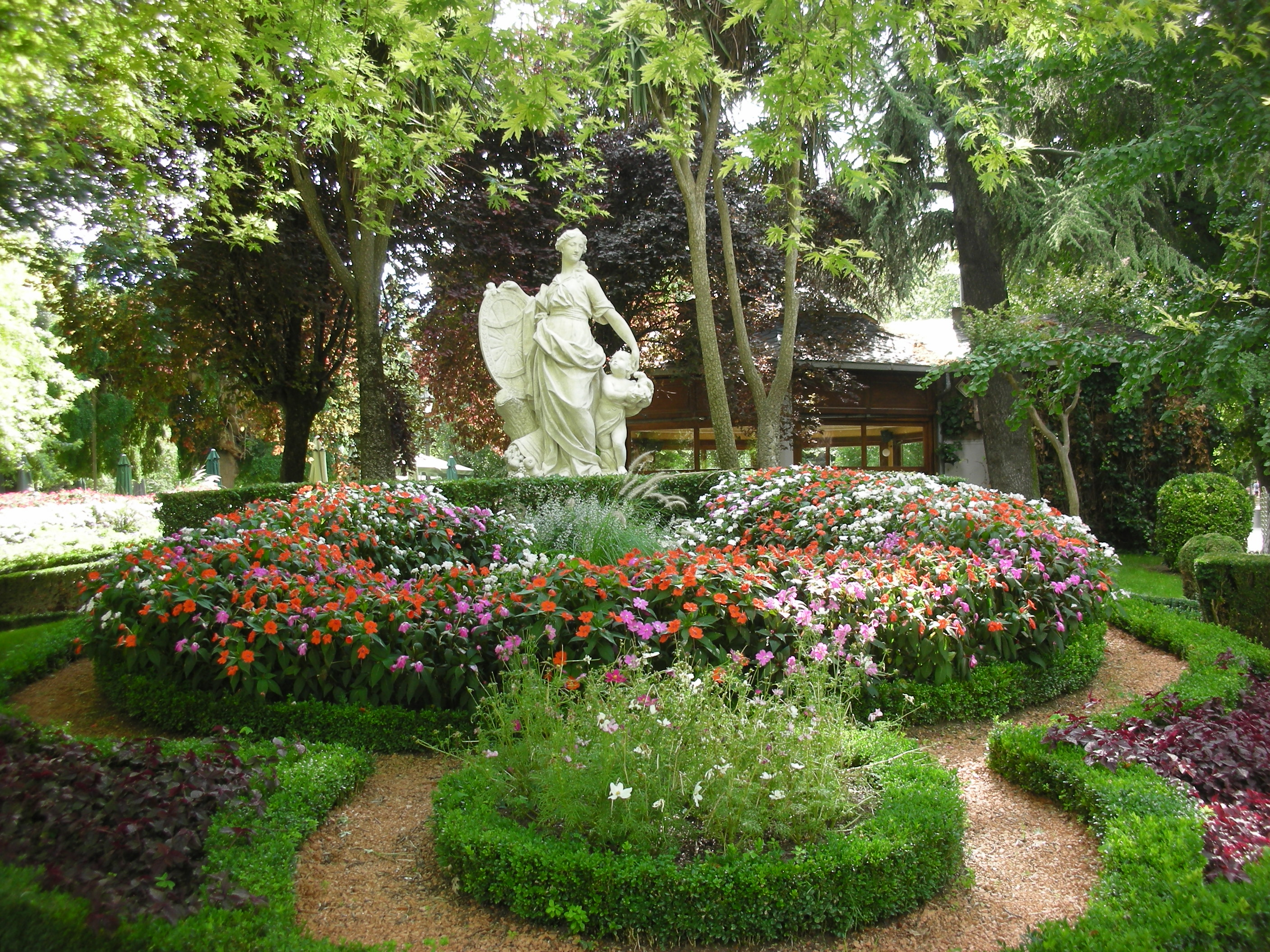
Jardines de la Taconera, la Mariblanca
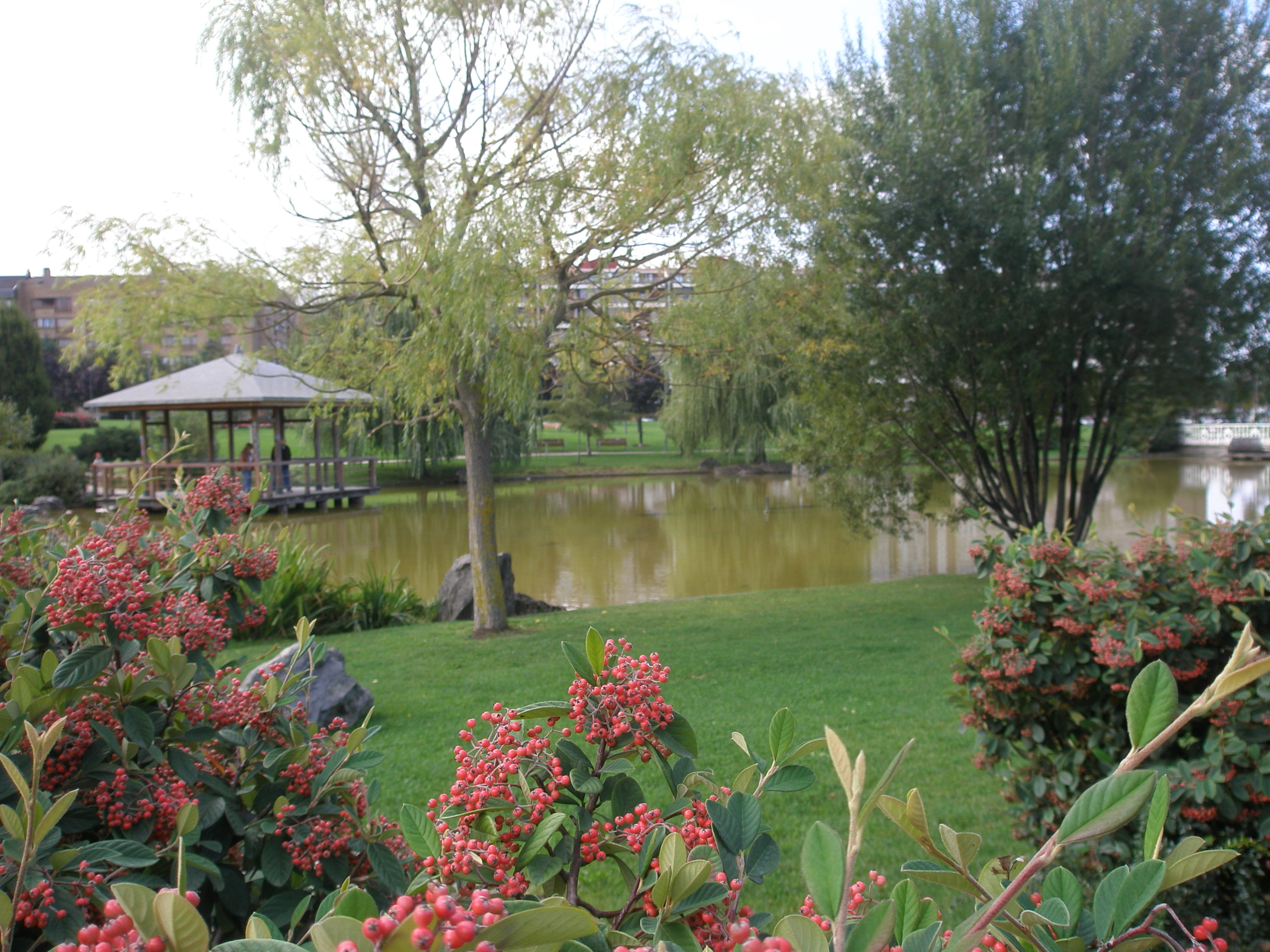
Parque Yamaguchi, jardín japonés
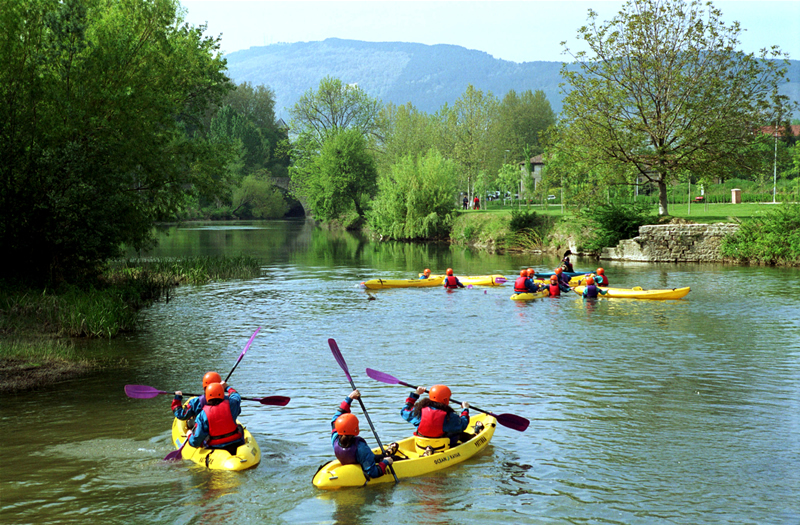
Parque fluvial del río Arga
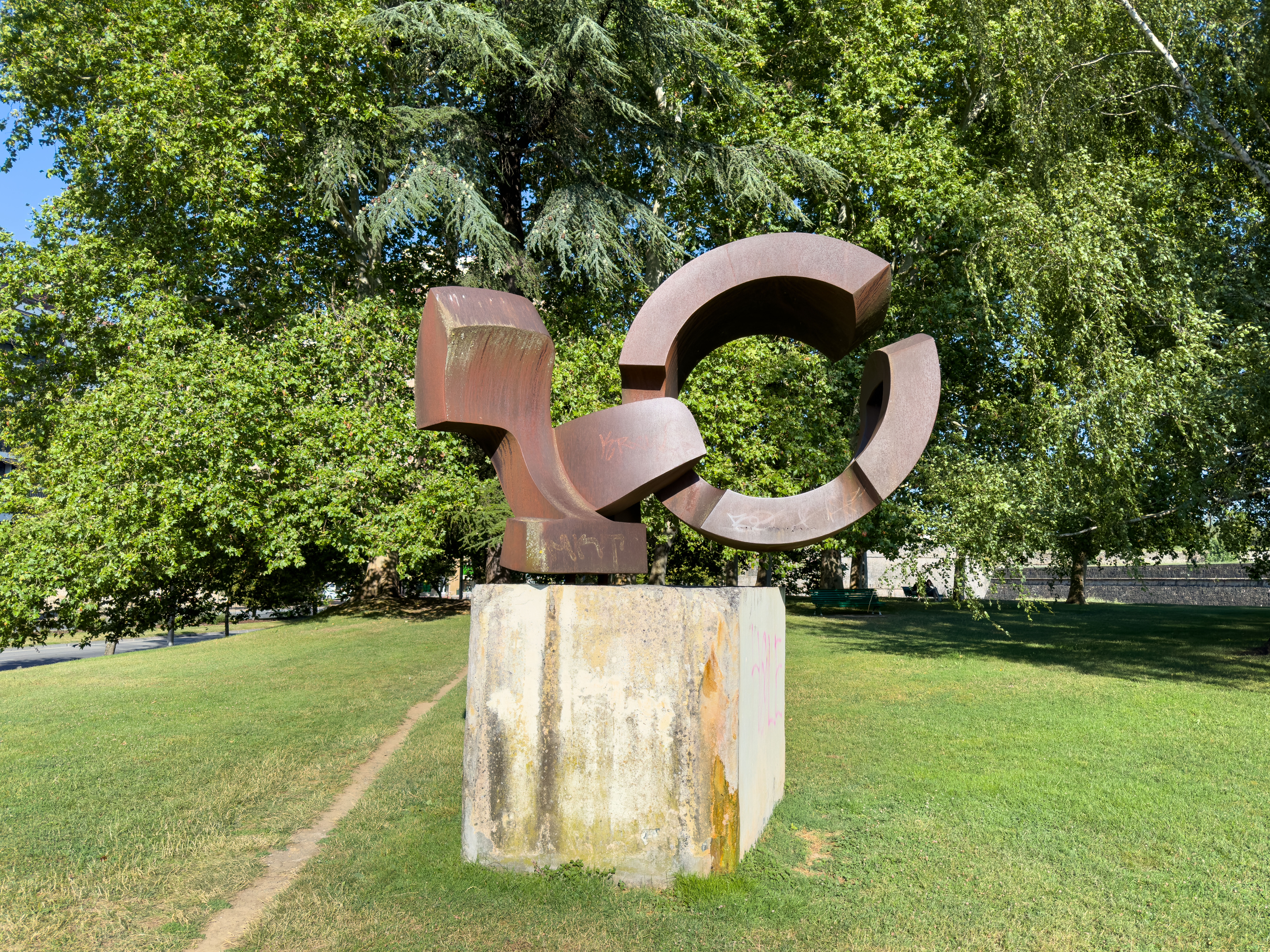
Articulación flotante, de Faustino Aizkorbe

### Puentes
- Puente de Miluce, romano.

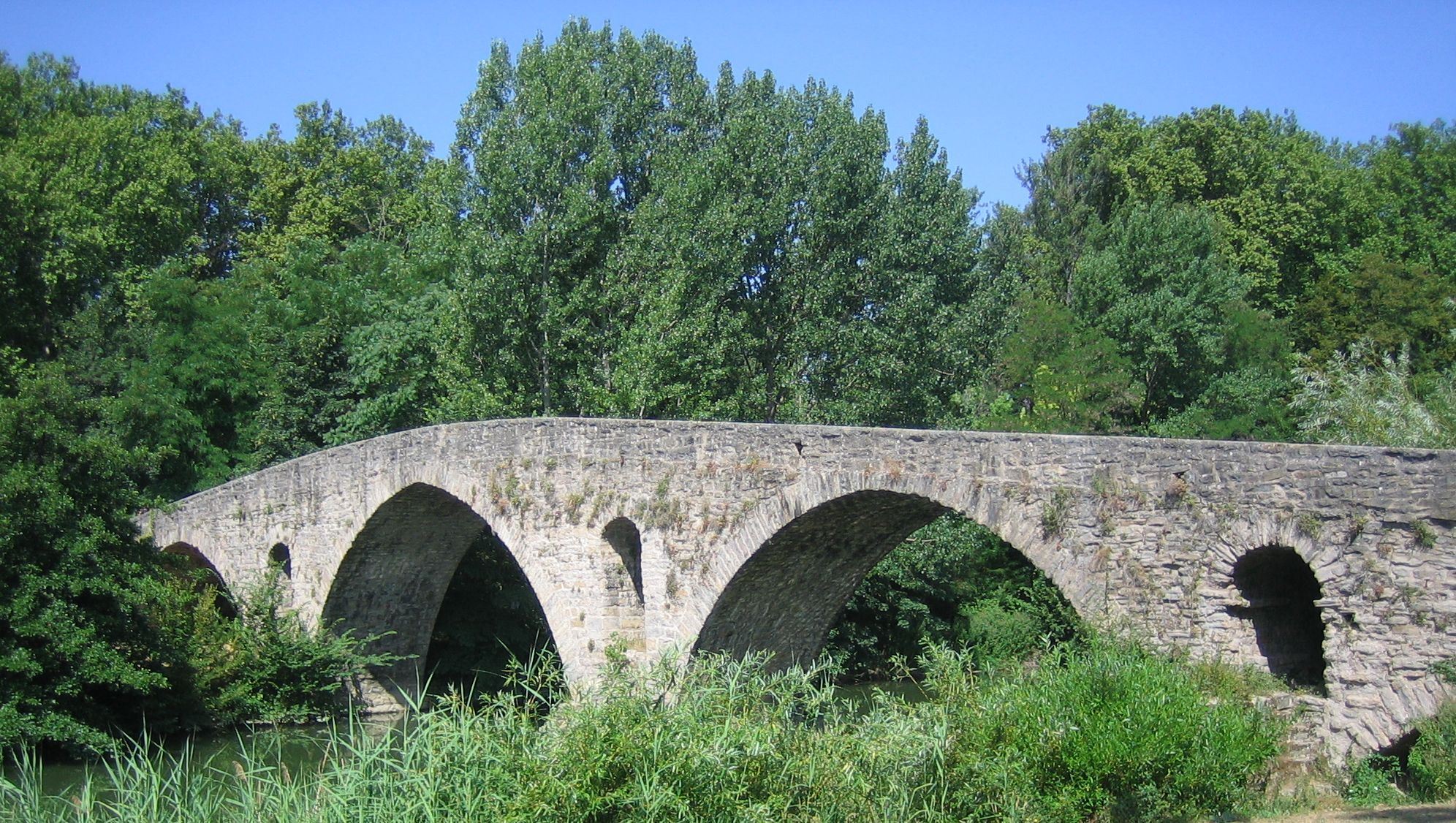
Puente de la Magdalena

- Puente de Santa Engracia, gótico (del siglo XIII).
- Puente y túnel del Plazaola, por donde transitaba el tren Pamplona-San Sebastián, durante la primera mitad del siglo XX.
- Puente de la Rochapea, medieval.
- Puente de San Pedro, de origen romano.
- Puente de la Magdalena, románico (siglo XII), por él pasan los peregrinos por el Camino de Santiago.[195]

### Otros parajes
- Antiguo molino de Caparroso, del siglo XI, está siendo restaurado, para albergar la escuela de remo y piragüismo.
- Meandro de la Magdalena, está siendo acondicionado. Hay quienes piden que se restaure como un gran parque.[195]

### Camino de Santiago

Reino de Pamplona a la muerte de Sancho III el Mayor

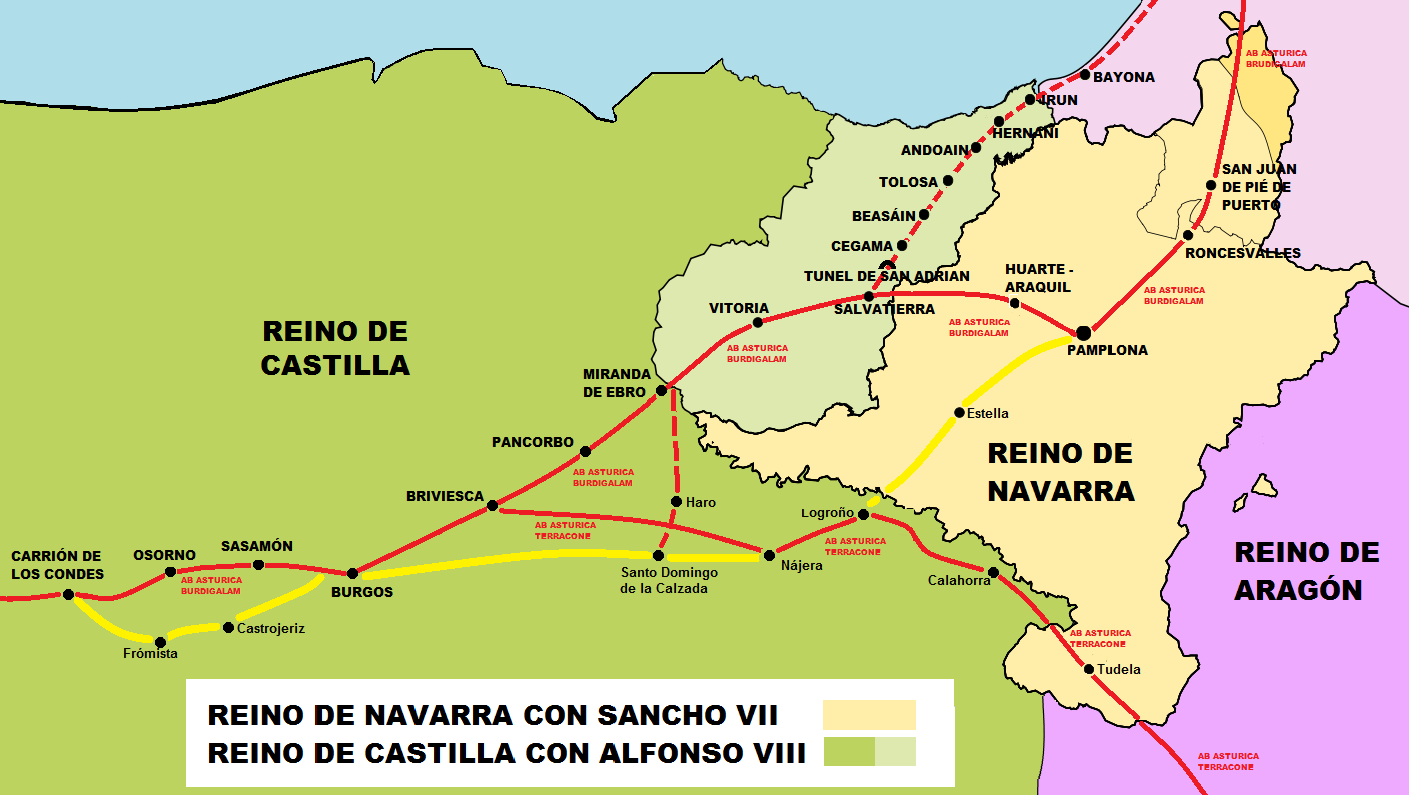
Reinos de Navarra en 1200. Caminos de Santiago-Calzadas romanas

El camino que seguían los primeros peregrinos transpirenaicos era la vía romana Ab Asturica Burdigalam que comunicaba Burdeos con Astorga y que entraba en la península por el puerto de Roncesvalles, tras lo que llegaba a Pamplona.
Desde esta ciudad el camino tenía dos opciones, uno continuaba hacia el oeste por los valles de los ríos Araquil y Zadorra siguiendo la calzada romana, después llegaba a la actual Vitoria y Miranda, camino que más tarde potenció Alfonso VIII de Castilla. Franqueaba el río Ebro y proseguía hasta el importante cruce de Briviesca, donde se unía a la calzada que venía desde Zaragoza discurriendo al sur del Ebro. El trayecto entre Pamplona y Miranda le permitía salvar, por el norte, el obstáculo natural que suponían las sierras de Andía y Urbasa.
Más tarde Sancho el Mayor desvió el camino durante el primer tercio del siglo XI e hizo que su trazado pasara más al sur por un terreno despejado, donde previamente —por necesidades militares— había desarrollado un itinerario protegido con fortalezas que discurría por La Rioja. El nuevo atravesaba los valles del Arga, río Salado y Ega para llegar, inicialmente, hasta algún punto cerca de Logroño, donde cruzaba el Ebro y, a partir de 1095, por la propia ciudad tras repoblarse y repararse su puente. Desde ahí se dirigía a Nájera, continuaba hasta Burgos, este Camino es el señalado en el Codex Calixtino

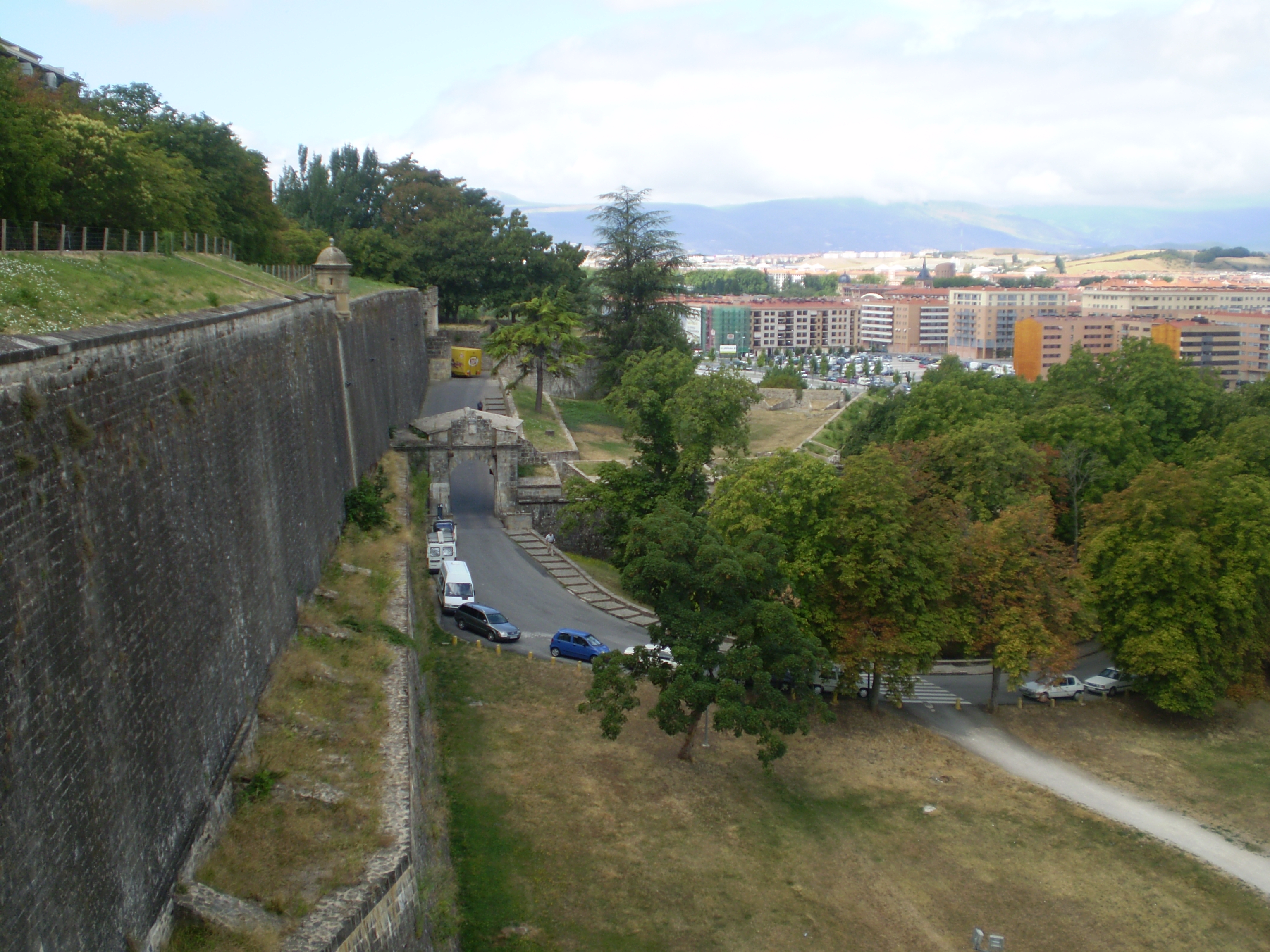
Portal de Francia o de Zumálacarregui, uno de los accesos de la ciudad amurallada. Por él entran los peregrinos del Camino de Santiago

Pamplona es el final de la segunda etapa del camino de los peregrinos que entran por Roncesvalles. El peregrino que va a pie llega a la ciudad por el norte y accede a ella por el Portal de Francia o de Zumalacárregui, después de haber atravesado el puente de la Magdalena. El recorrido es: catedral, plaza de San José, calle Curia, calle Mercaderes, plaza Consistorial, iglesia de San Saturnino, iglesia de San Lorenzo.
En las calles de Dormitalería n.º 13 y Compañía n.º 3 existieron hospitales para extranjeros. En el siglo XVI, se levantó el hospital General, hoy Museo de Navarra. El peregrino disfrutaba en Pamplona de una especial protección gracias a su Fuero General.

### Monumentos históricos
Ubicados en los parajes más pintorescos de la ciudad hay diversas estatuas y monumentos muy significativos dedicados a personajes y sucesos históricos, concentrándose gran parte de ellos en el casco antiguo de la ciudad y en los dos ensanches.

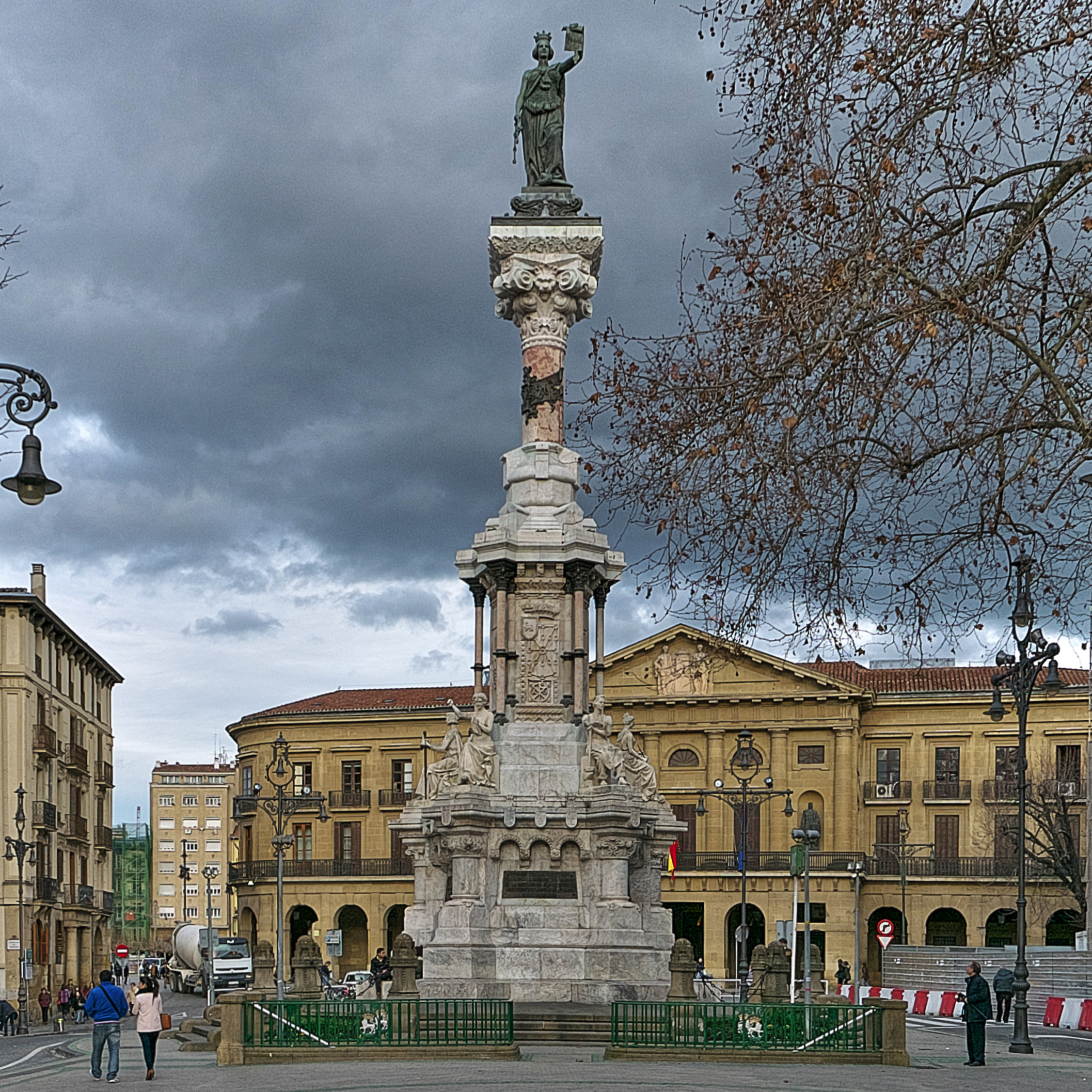
Monumento a los Fueros de Navarra
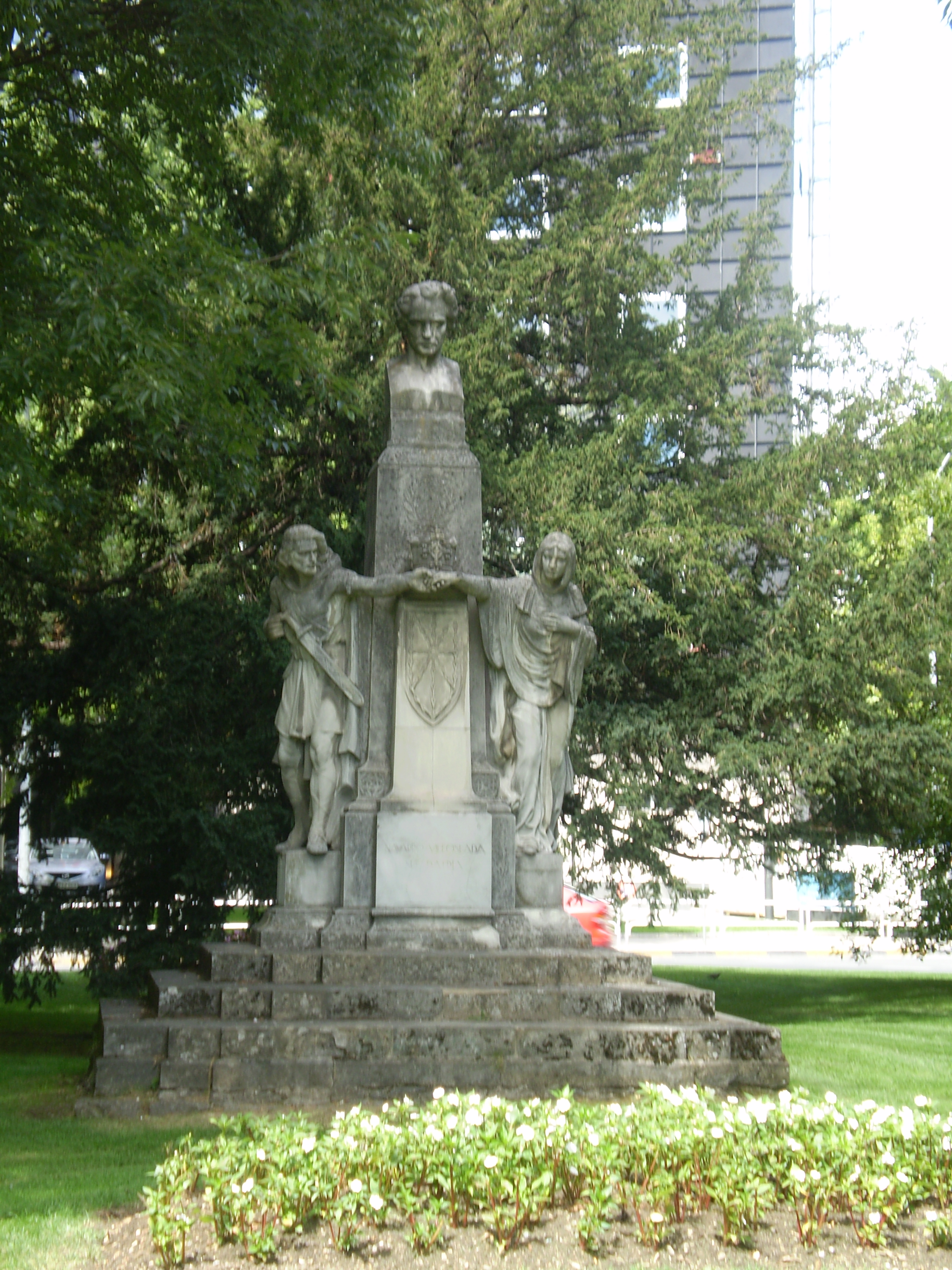
Monumento a Francisco Navarro Villoslada
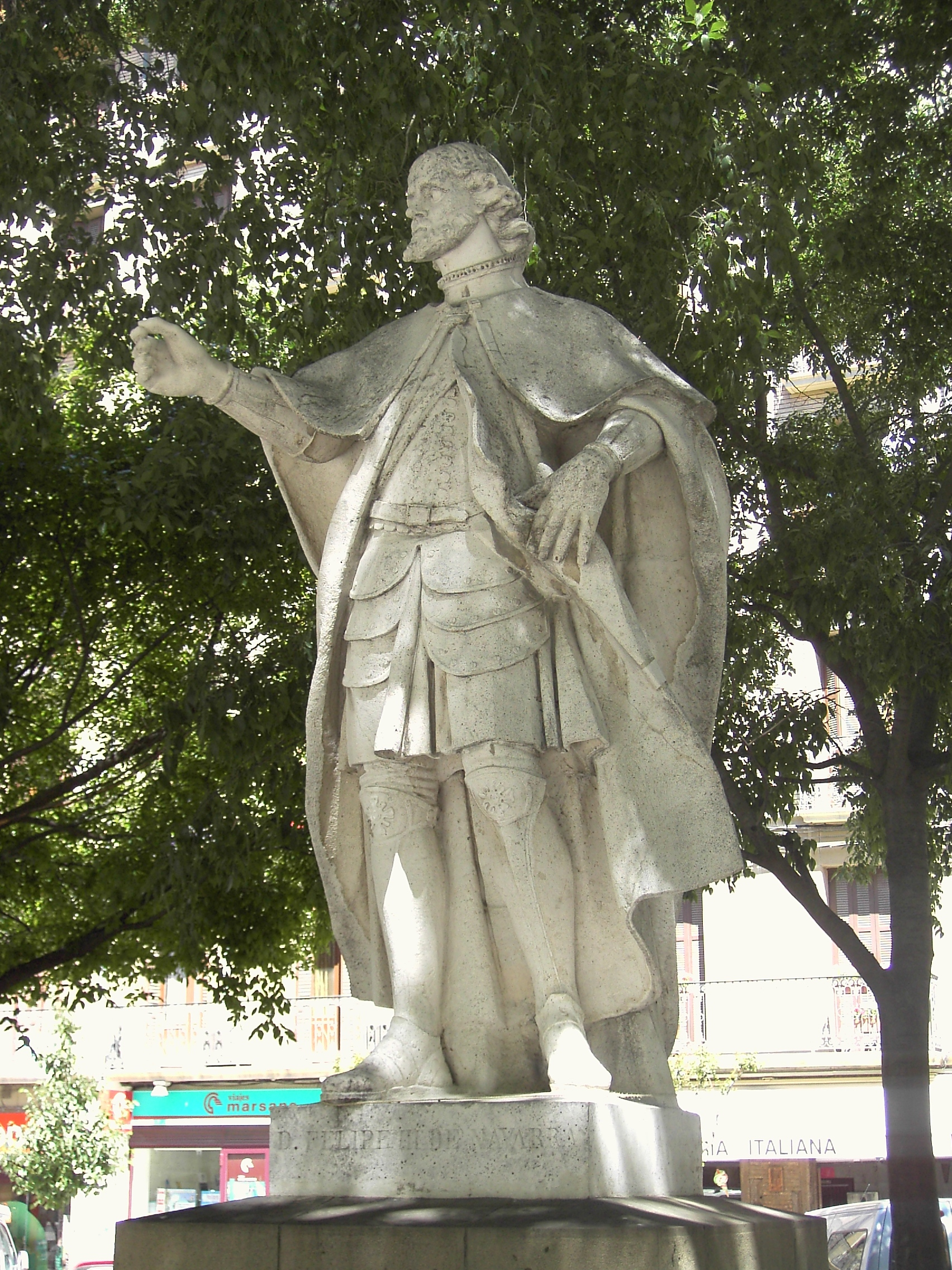
Estatua de Felipe III, rey de Navarra
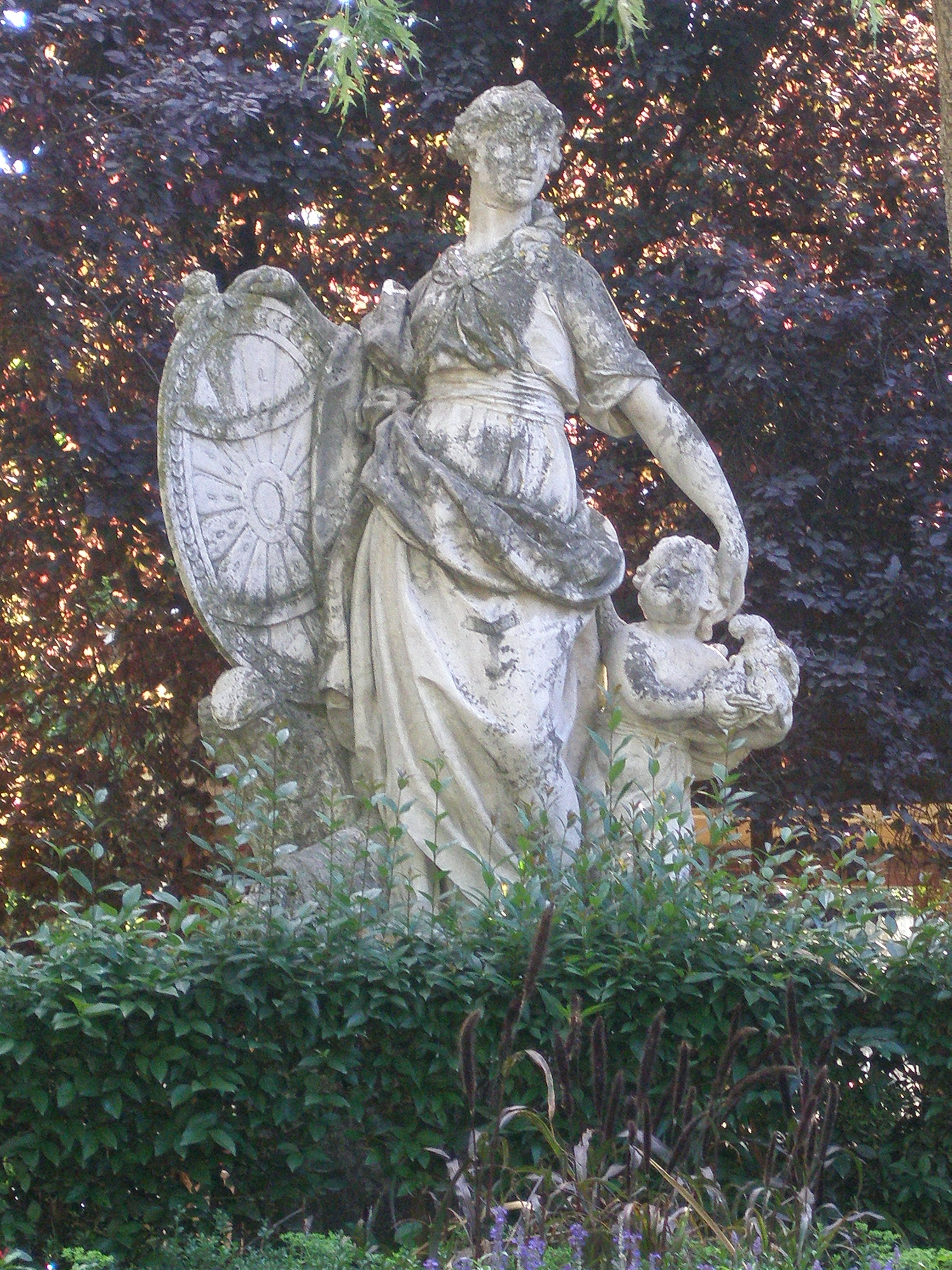
La Mari Blanca, de Luis Paret, del siglo XVIII

#### Fuentes monumentales históricas

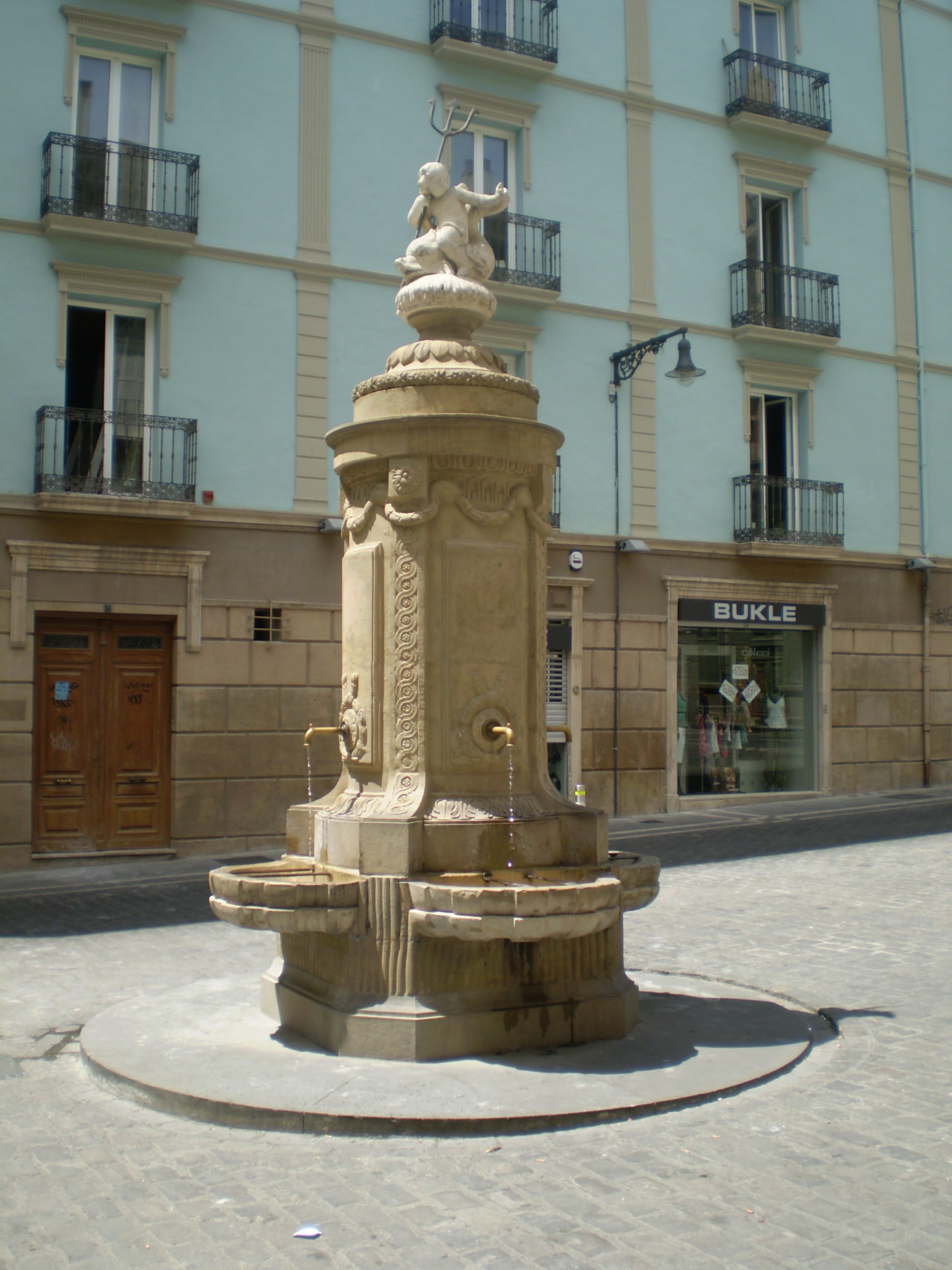
Fuente de Neptuno ubicada en la plaza del Consejo
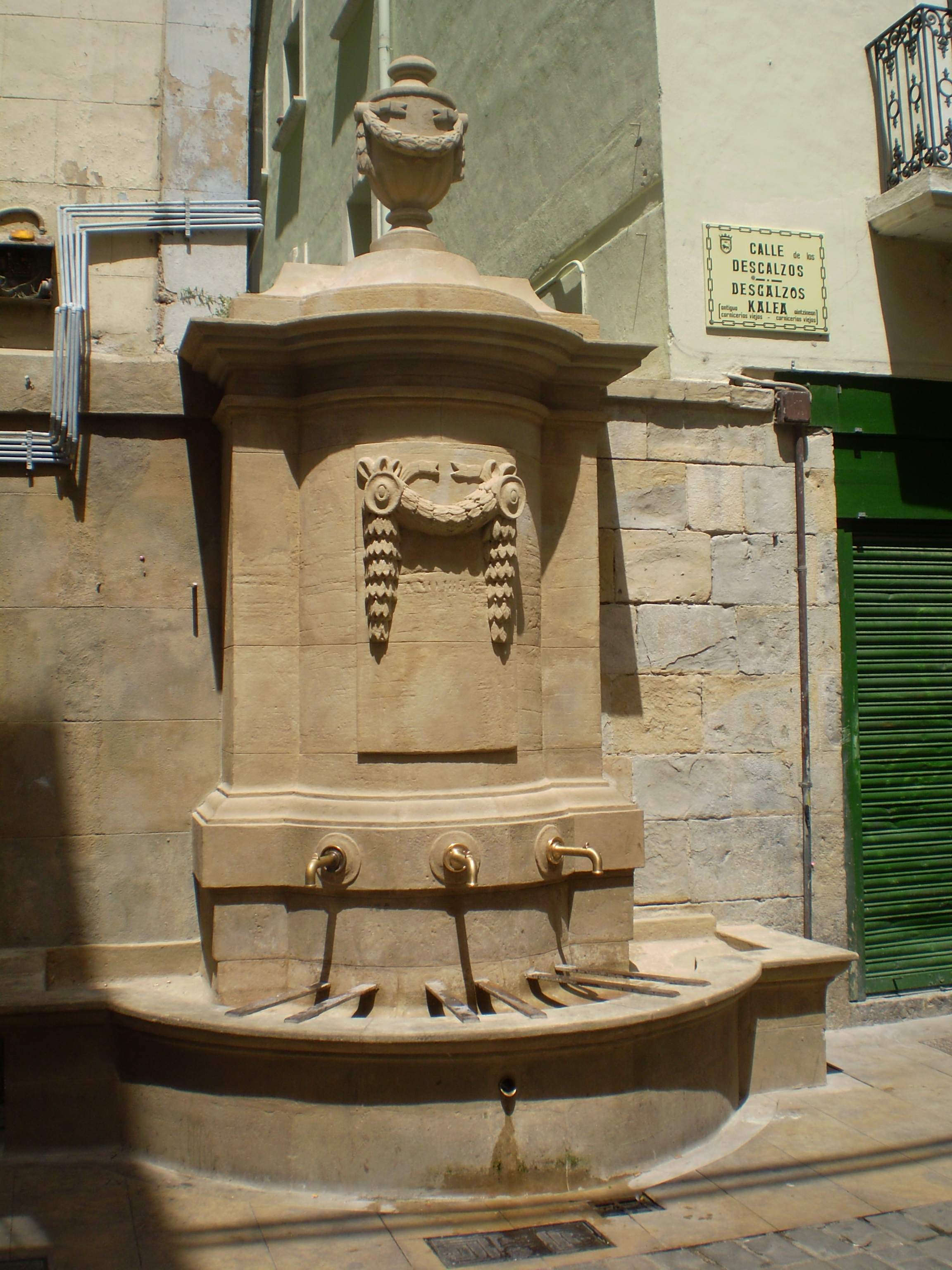
Fuente de la calle Descalzos
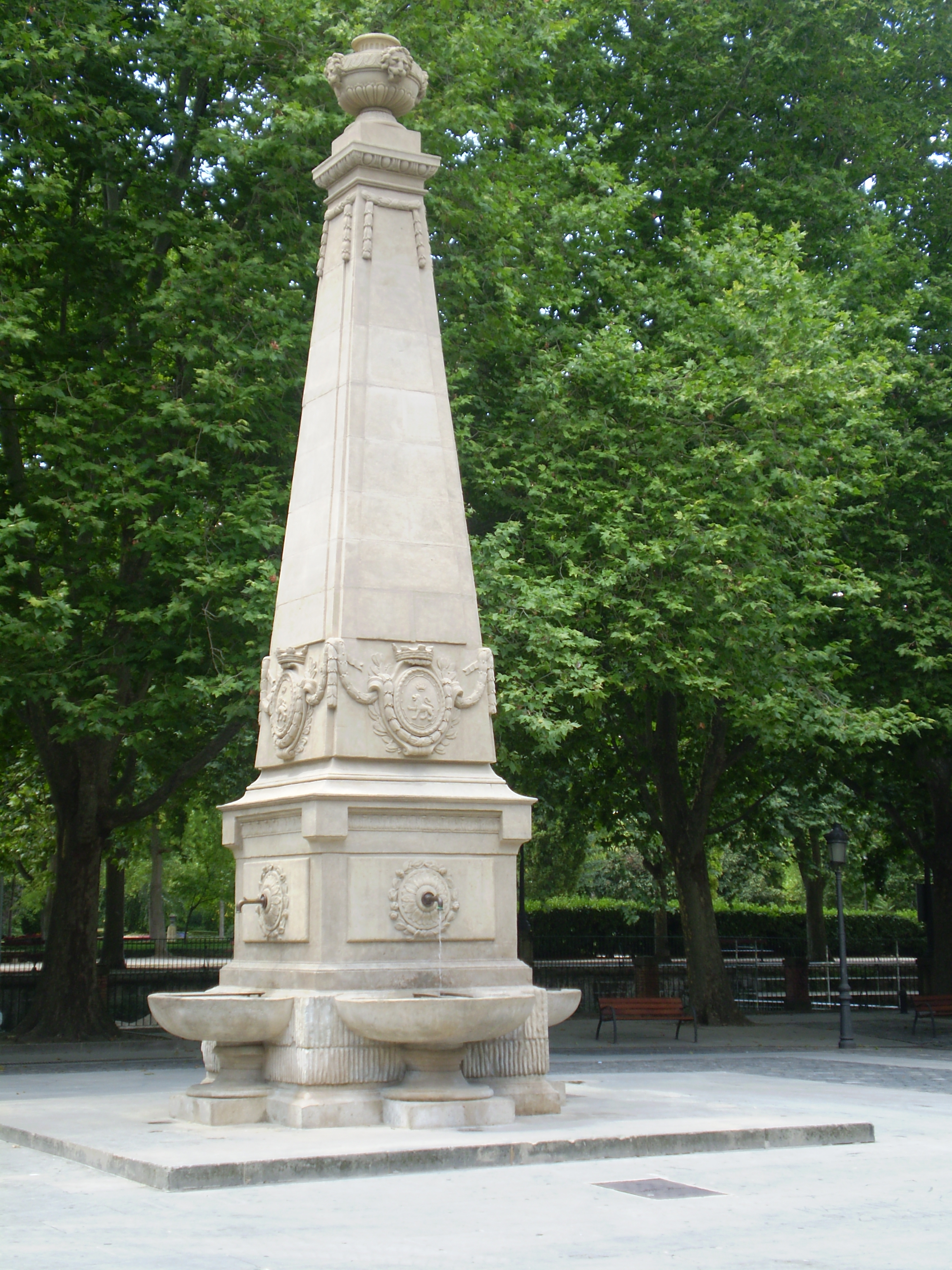
Fuente de la plaza de las Recoletas

### Espacios escénicos

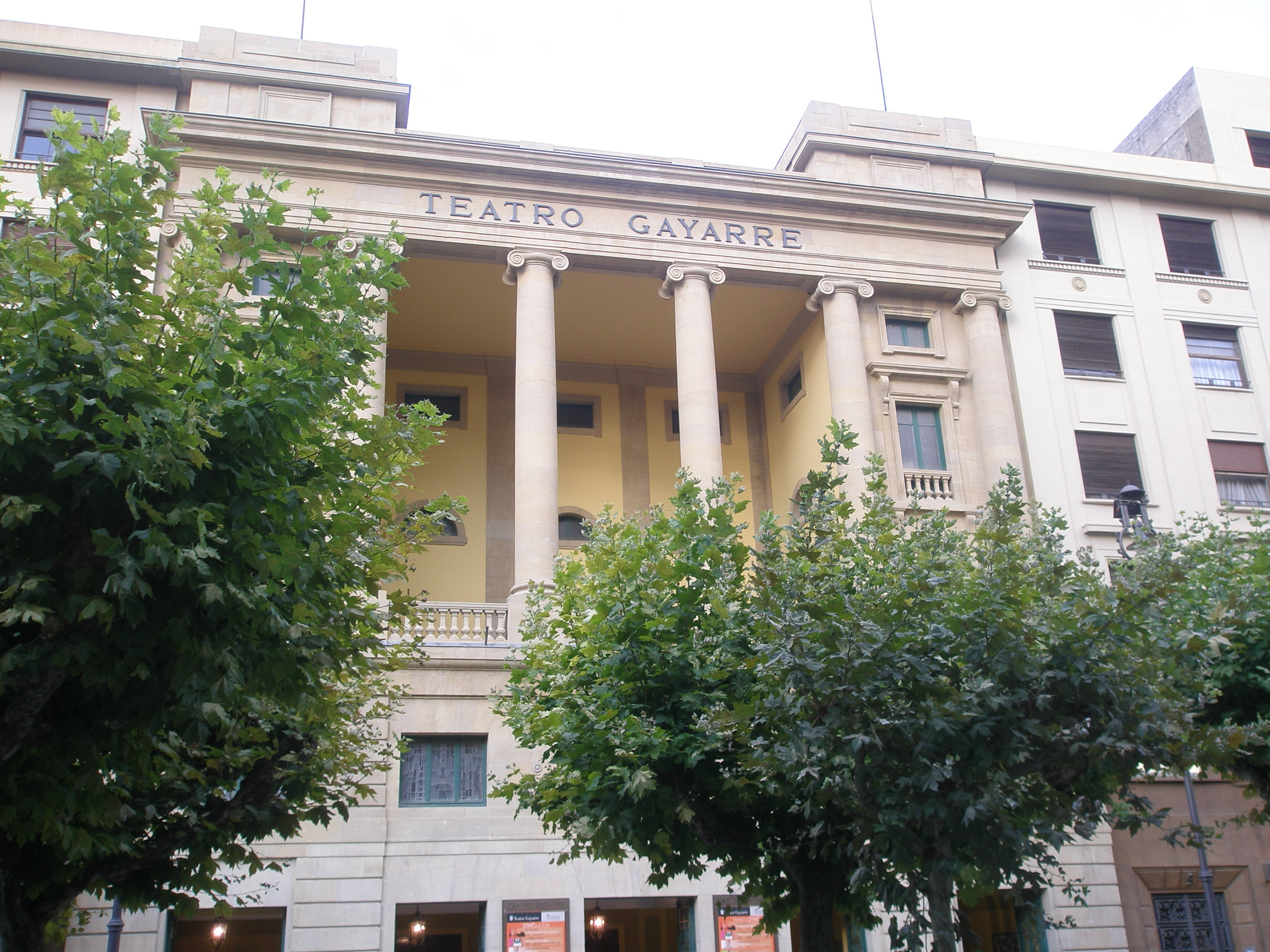
Teatro Gayarre